# Casco de bombero

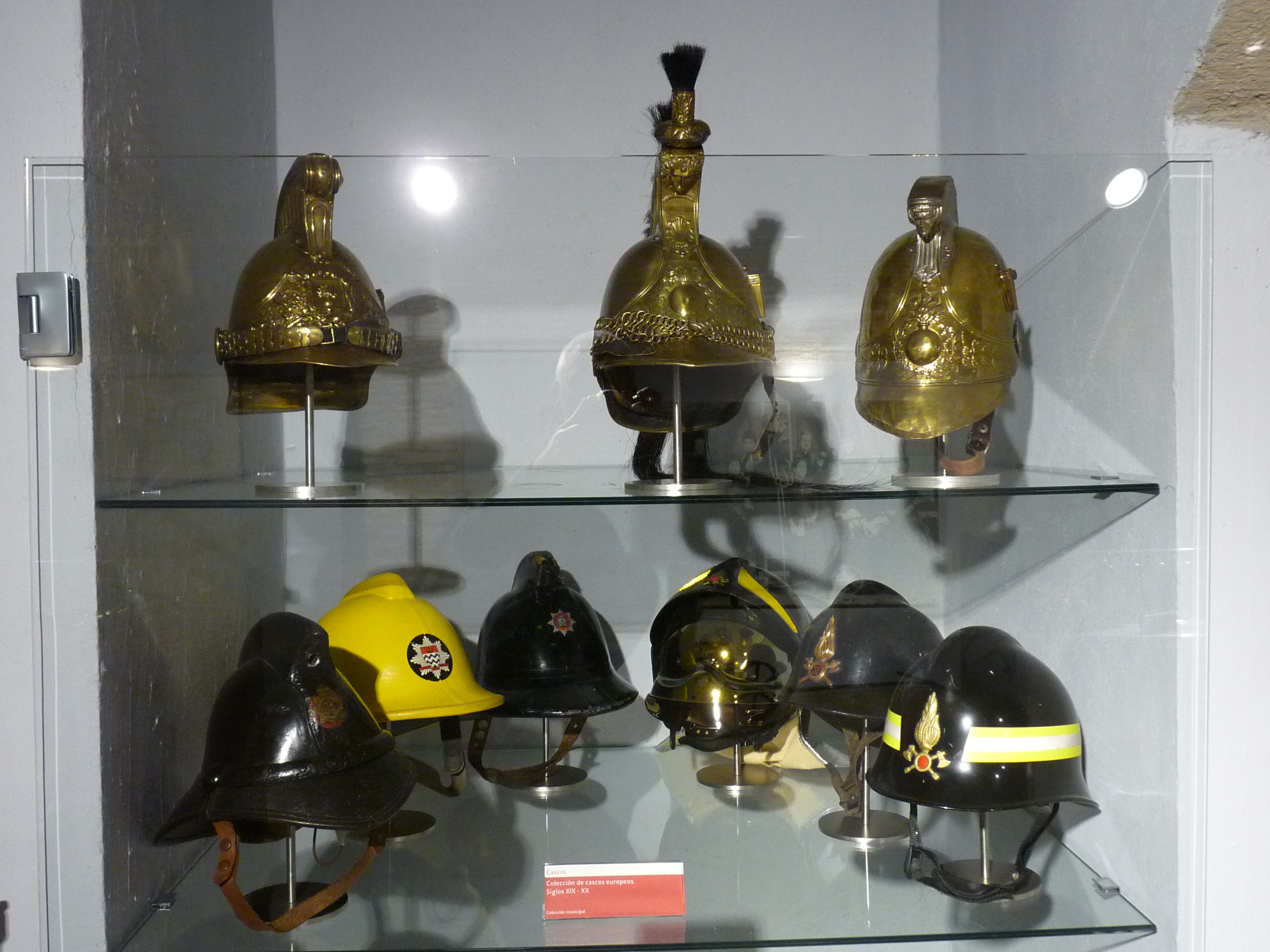
Varios cascos de bomberos en exhibición en el Museo de Bomberos de Zaragoza

El casco de bombero es uno de los equipos de protección individual más importante del personal de extinción de incendios. Antiguamente, los cascos, en su mayoría se hacían según modelos militares, pero hoy en días se han convertido en un elemento especialmente diseñado que aporta la mayor comodidad y protección posible para el usuario.
El casco contra incendios está diseñado para proteger la cabeza contra la caída de objetos y piezas volantes y, por lo tanto, debe usarse de acuerdo con las normas de prevención de accidentes relevantes y / o su propio análisis de riesgos. Además sirven de soporte a linternas, máscaras en algunos casos o sistemas de comunicación.

## Materiales
Los materiales han evolucionado desde el fieltro y posteriormente el metal (incluidos latón, acero, níquel y aluminio ) y el cuero, hasta los cascos compuestos construidos con polímeros ligeros y otros plásticos como baquelita, kevlar, poliamida, fibra vulcanizada y fibra de vidrio.
Las gafas suelen fabricarse en plexiglás, policarbonato y metacrilato.
Los barbuquejos y sujeciones, antiguamente se realizaban en cuero, y actualmente en aramida y, nailon.

## Simbolismo
Quien puede decir que un Bombero no tiene una conexión especial con su casco. Cada casco es personal y personalizado, cada casco es testigo de la historia profesional de cada Bombero. Muchos cascos salvan la vida de su dueño resistiendo el impacto de alguna viga o teja, entonces el afecto por este elemento es inconmensurable.

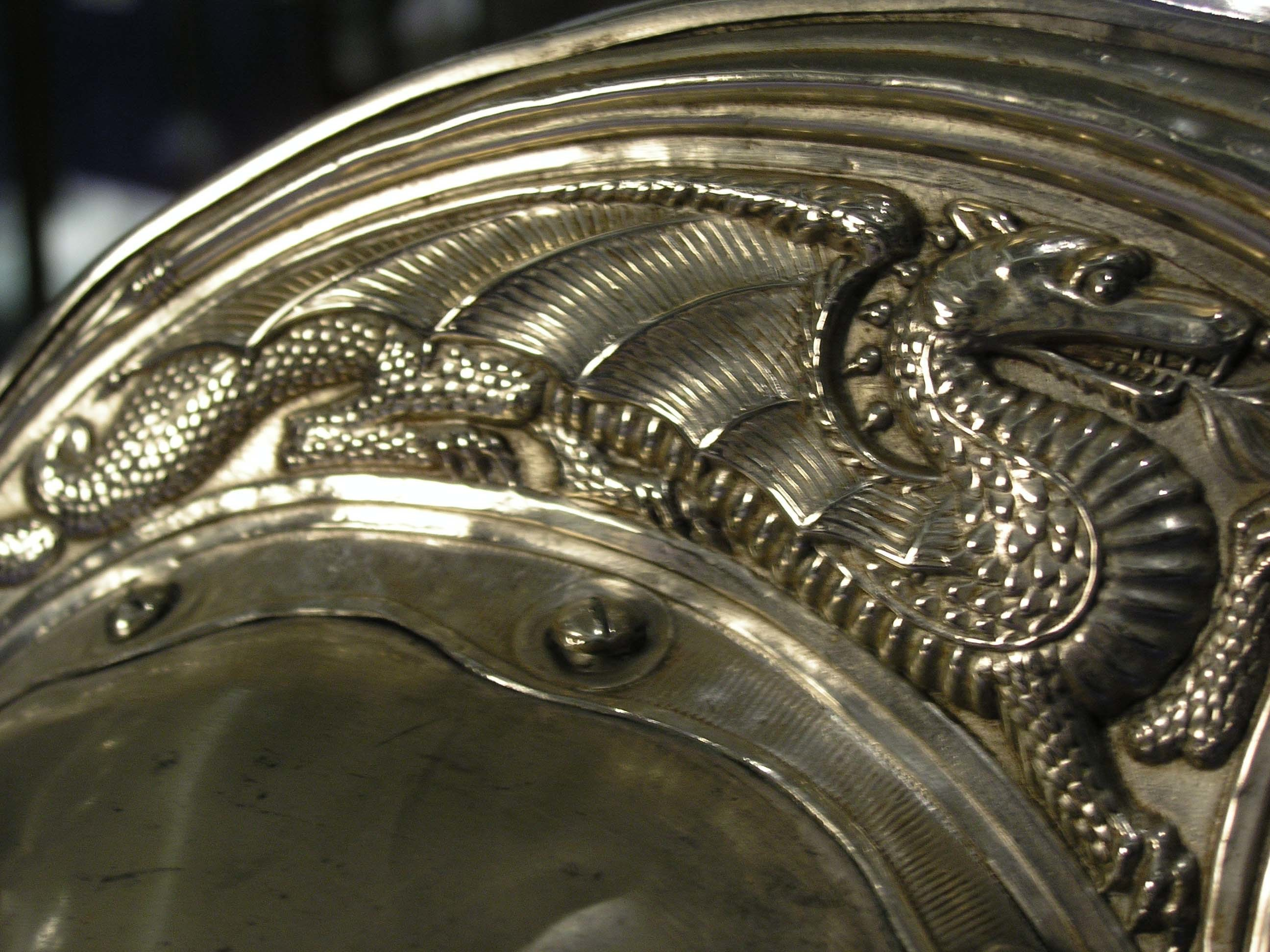
Dragón en la cresta del casco inglés Merryweather

La historia de los cascos de bomberos también incluye los símbolos con los que se decoraron los primeros cascos de bomberos en particular y que están relacionados con el fuego y, por lo tanto, también con el cuerpo de bomberos. Este simbolismo dependía de las respectivas culturas.
- Roble: En todo momento y en todas las civilizaciones, el roble ha sido símbolo de fuerza, sabiduría, generosidad, poder, longevidad y fidelidad. Se decía que las hojas de roble tenían la capacidad de desterrar a los leones.
- Tilo: Al tilo se le asignaron poderes que podían protegerse de los rayos. También era un signo de jurisdicción local y de la comunidad del pueblo. En los países eslavos, el tilo era un árbol sagrado.
- Laurel: Según la leyenda, el laurel fue el único de todos los árboles cultivados por el hombre que fue alcanzado por un rayo. En el caso de las víctimas de quemaduras, el crujir de las ramas de laurel en llamas fue un buen augurio. El Laurel es el símbolo de Apolo. En las culturas romanas y griegas se corona al victorioso con una corona de laurel.[1]
- Los animales: Al igual que el águila (origen en 1825),[2][3][4][5] el león[6] es un símbolo del poder animal y se dice que ambos tienen la capacidad de mirar al sol sin parpadear. Algunos servicios usan el castor, galgos o salamandra (Viena). En los cascos de latón ingleses, se usaron incluso dragones,[7] espíritu guardián, un símbolo de protección y fuerza.
- Seres acuáticos: Los seres acuáticos, en su mayoría representados en forma femenina, simbolizan la vida del elemento húmedo y no representan demonios, sino guardianes del agua designados por Dios. Son los oponentes del elemento fuego. Existen cascos de EE.UU con caballitos de mar.

## Funcionalidad

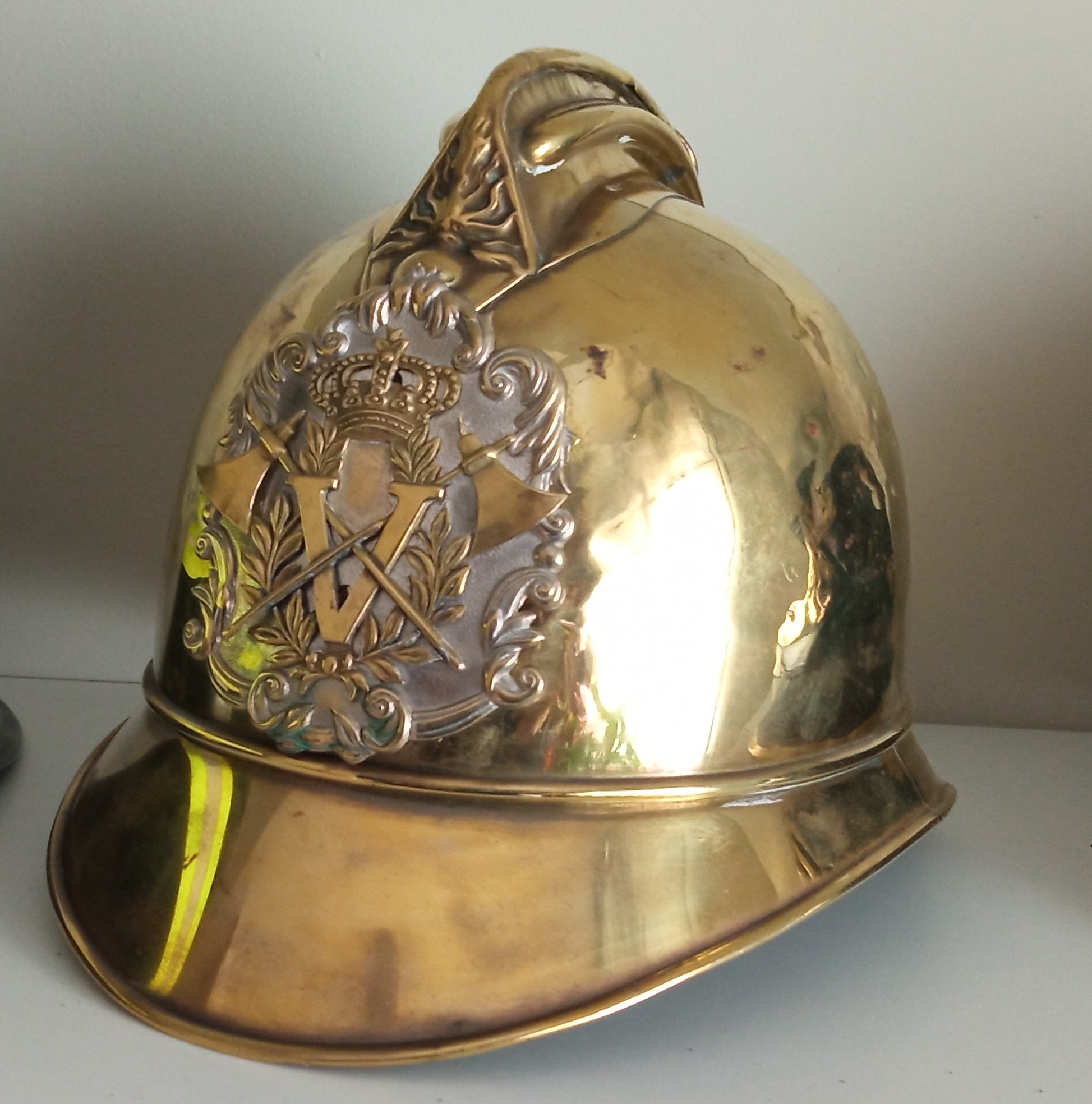
Casco portugués (c. 1900)

Históricamente, los cascos han evolucionado a partir de la capucha con púas del ejército prusiano (sombrero de cuero con una punta de chapa hacia arriba). Más tarde, los cascos de bomberos a veces tenían un peine o cimera; o una araña de 4 a 6 brazos con un arco central alto hasta una cima. Ambas construcciones, en su mayoría formadas de chapa y remachadas en el casco, refuerzan el casco contra impactos desde arriba, repelen los impactos provenientes del centro hacia los lados y soportan la rotura de objetos que caen desde arriba, como tejas o capas de yeso, transmitiendo la fuerza del impacto hacia un área grande del cráneo.
A veces, los cascos se hacen brillantes para reflejar mejor la radiación de calor y buscar la luz. Tiras retro reflectantes y fluorescentes. Los resplandores se utilizan para una mejor visibilidad en la luz de búsqueda o en completa oscuridad. Una visera debe ser plegable por el interior o exterior del casco por si está sucia o quemada y se vuelve opaca; y debe dejar espacio para una máscara respiratoria. El cubrenucas para el cuello evita que las partículas caigan y el agua corra por la abertura del cuello de la ropa. Un ala ancha hacia abajo tiene una función similar y refuerza el casco.
De acuerdo con la norma NFPA 1971 ("Norma sobre Cascos Protectores para Bomberos en Incendios Estructurales"), en términos generales, los cascos deben proteger contra el calor, ser resistentes a la llama y a la penetración, a los golpes delanteros, superiores y laterales y traseros, y ser eléctricamente aislantes.

## Países y sus cascos más representativos[9]

### Alemania
En el Imperio Alemán, el casco de bomberos era muy similar a la capucha pickelhaude del ejército prusiano, creado en el siglo XIX para el ejército.
El diseño del “Stahlhelm” (casco de acero) fue llevado a cabo por el Dr. Friedrich Schwerd del Instituto Técnico de Hanover a inicios de 1915 tras un estudio sobre las heridas en la cabeza durante la Primera Guerra Mundial. En 1938, los alemanes desarrollaron una variante del Stahlhelm con una visera acampanada más ancha y agujeros de ventilación, originalmente destinado para bomberos, defensa civil y personal del “Reichsarbeitsdienst” y la “Reichsluftschutzbund”.
A partir de 1933, el casco de bomberos se adaptó al casco utilizado en la Wehrmacht (Fuerzas Armadas de la era nazi). Con solo cambios menores, esta forma del casco se ha mantenido hasta el día de hoy, ya que ha demostrado ser robusto y confiable. Este casco, denominado "Mº 34",es igual que el casco de combate pero de material más ligero, generalmente aluminio.
El diseño del material cambió de la chapa de acero multicomponente original a una chapa de una sola pieza, pasando por aleaciones de aluminio y plásticos (plástico reforzado con fibra de vidrio, duroplástico). El esquema de color varió desde el negro original después de la Segunda Guerra Mundial hasta el rojo y, finalmente, el revestimiento luminiscente en amarillo verdoso que es común hoy en día con rayas reflectantes.

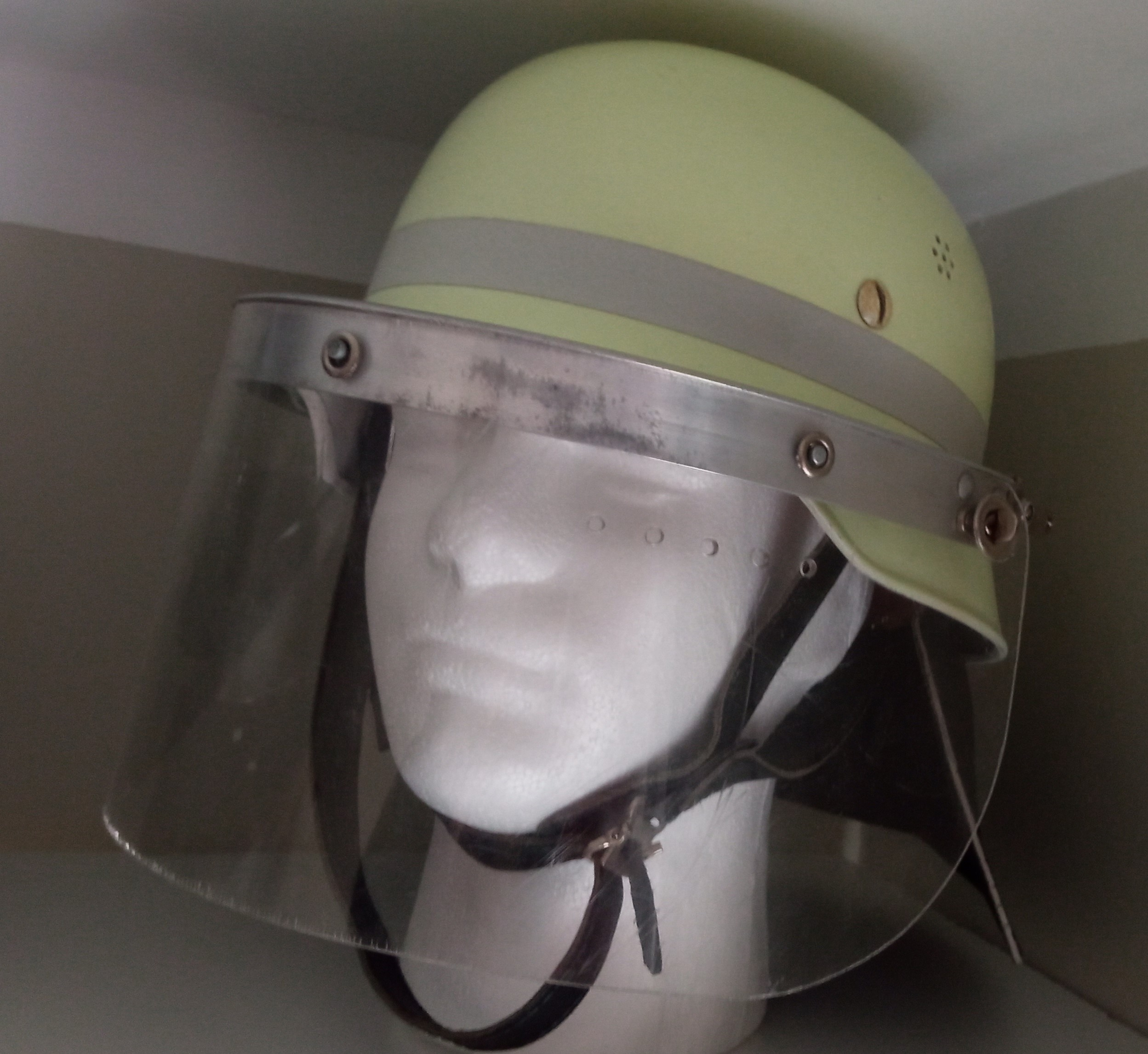
Casco alemán Schuberth F110 fotoluminiscente

El primer casco de extinción de incendios en la República Democrática de Alemania, fue un casco de resina fenólica termoendurecible - algodón, que es muy similar a los cascos de fibra vulcanizada de principios de la década de 1930. El fabricante era la empresa de Robert Lubstein en Berlín. Este casco se usó en esta forma desde 1950 hasta 1955 y luego fue reemplazado por el casco termoendurecible. Este fue producido en el período de 1955 a 1962 por el fabricante Robert Lubstein o VEB Perfect. El siguiente casco plateado fue un desarrollo posterior consistente de los cascos contra incendios de la RDA. El casco de poliéster reforzado con fibra de vidrio se fabricó desde finales de 1962 y se usó hasta el final de la RDA. El casco usado por la RDA, de PVC cromado, con una gran pantalla transparente de policarbonato muy parecida a los usados en la Unión Soviética, y se usó entre las décadas de 1970, 80 y 90 por bomberos profesionales. Posteriormente lo usaron los voluntarios (FFW), usándolos incluso después de la caída del muro de Berlín en 1989 hasta inicios del año 2000. El cromado depositado al vapor, se supone que protegía hasta el 90 % de la radiación de calor pero resultó un casco poco resistente al calor. Este casco disponía de protectores de cuello de cuero con diferentes longitudes, corto para maquinistas y largo para servicio de extinción.
El diseño de los cascos contra incendios fue estandarizado en la República Federal de Alemania en 1956 con una norma preliminar y regulado en la hoja estándar DIN 14940 desde 1964, hasta que esta norma fue reemplazada por DIN EN 443 en 1997. En 2015, con las normas DIN EN 16471 - "Cascos para la extinción de incendios forestales " y DIN EN 16473 "Cascos para salvamento técnico", se añadieron dos más que tratan de requisitos especiales en el servicio de bomberos. Aunque el casco se llama "casco contra incendios" en esta norma y en el lenguaje, también lo utilizan otros servicios de emergencia.
Actualmente, la mayoría de los cascos contra incendios son fotoluminiscentes de color amarillo lima con rayas reflectantes blancas y visera de fácil montaje. El revestimiento fosforescente se introdujo en la década de 1960 por sugerencia del director de incendios de Frankfurt, Ernst Achilles. Dependiendo del estado federal o del cuerpo de bomberos, se pegan unidades reflectantes adicionales o insignias de función.
En la actualidad, existen muchas variantes de la forma y el efecto protector de los cascos contra incendios, algunos con luces y viseras integradas en el casco. Todos los cascos recién introducidos deben cumplir con la norma DIN EN 443 cascos contra incendios, como por ejemplo en casco Schuberth H1-Pro (2017), Schuberth F130, Bullard H-3000 (2019), Schuberth X220, o más actuales como el Rosembauer Heros o el Schuberth F300.

#### Galería de fotos de cascos alemanes

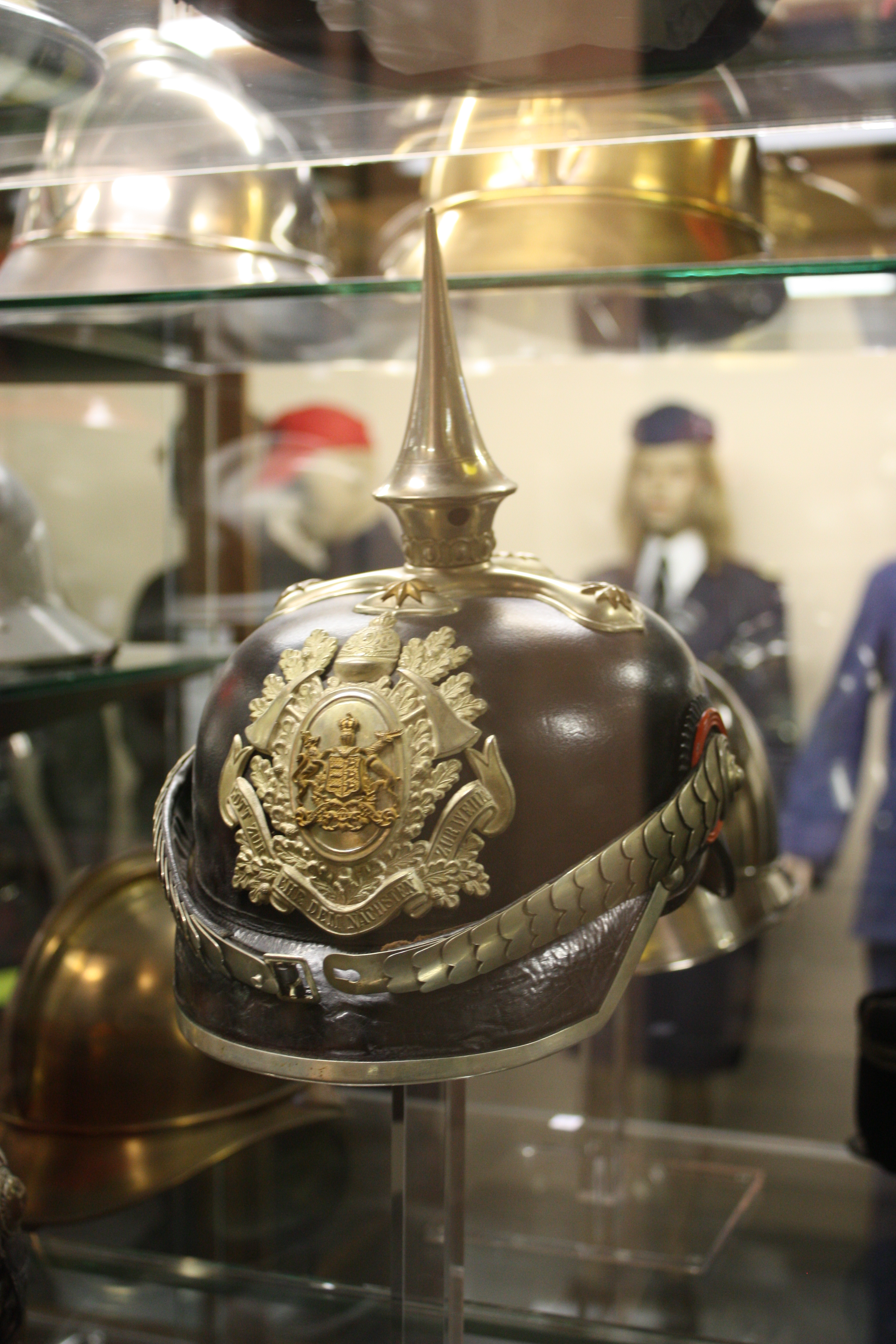
Pickelhaude alemán (museo Osny)
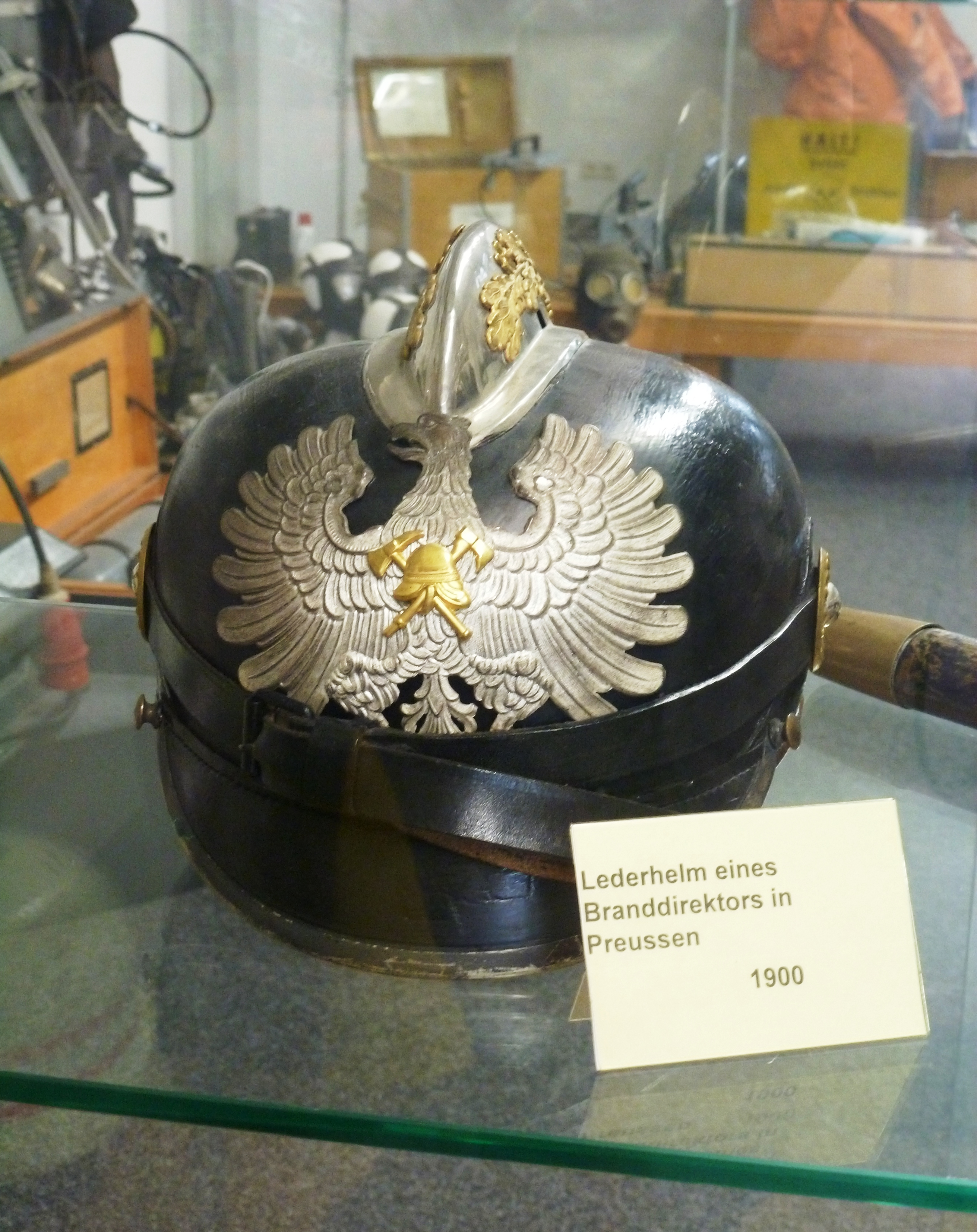
Casco de bombero profesional de Colonia (1900)
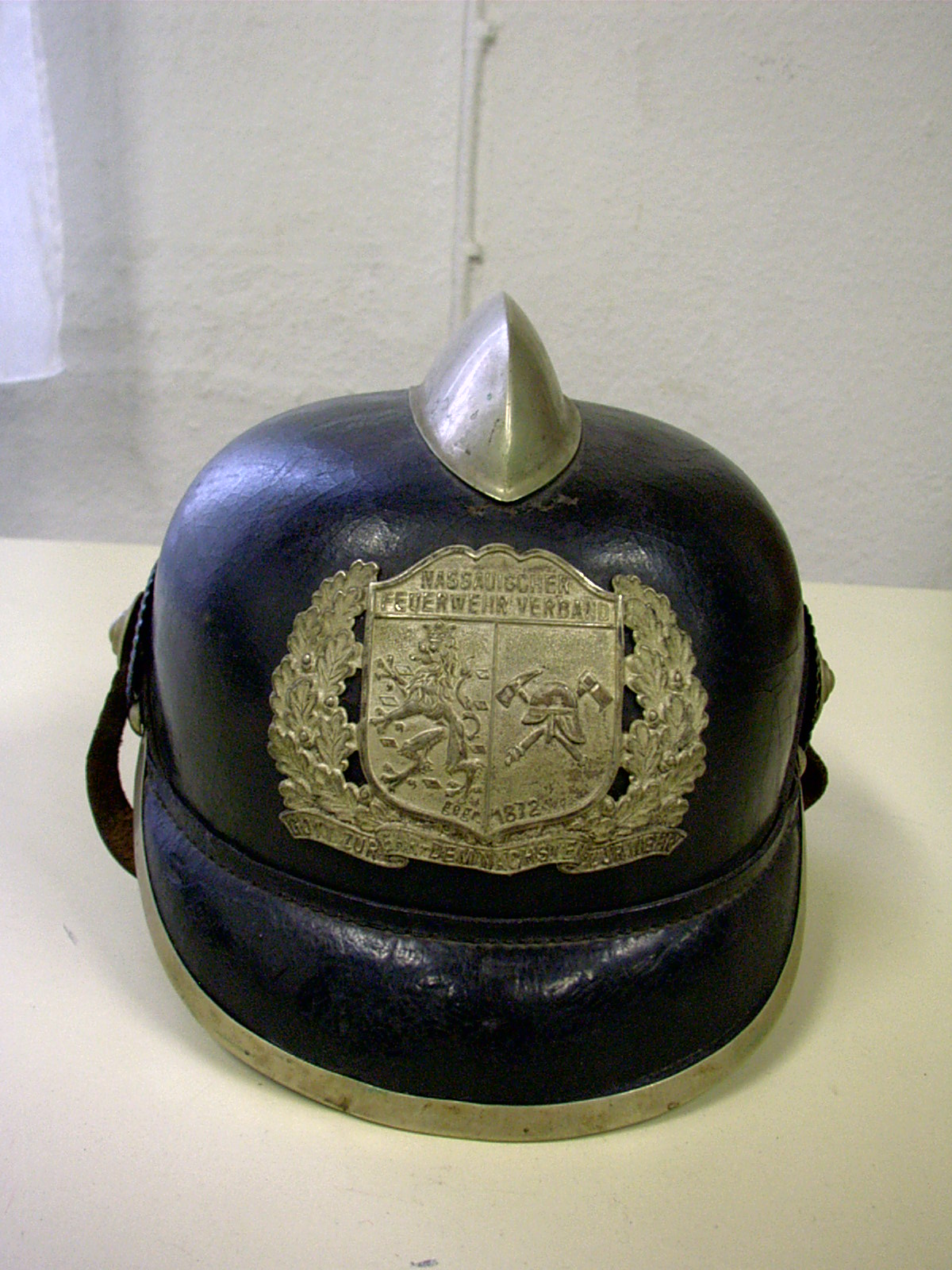
Casco de Höchst
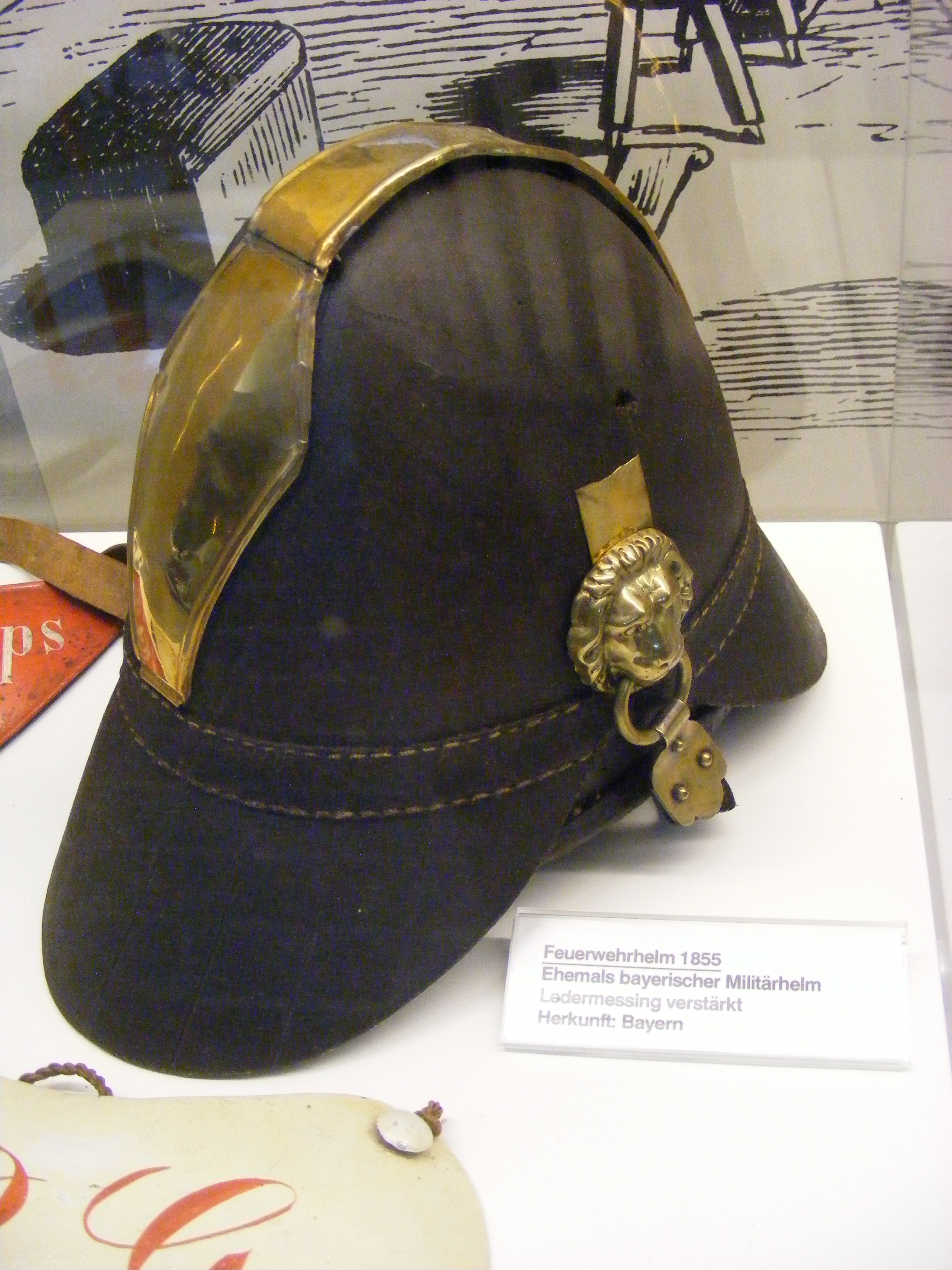
Casco de bombero bávaro 1855
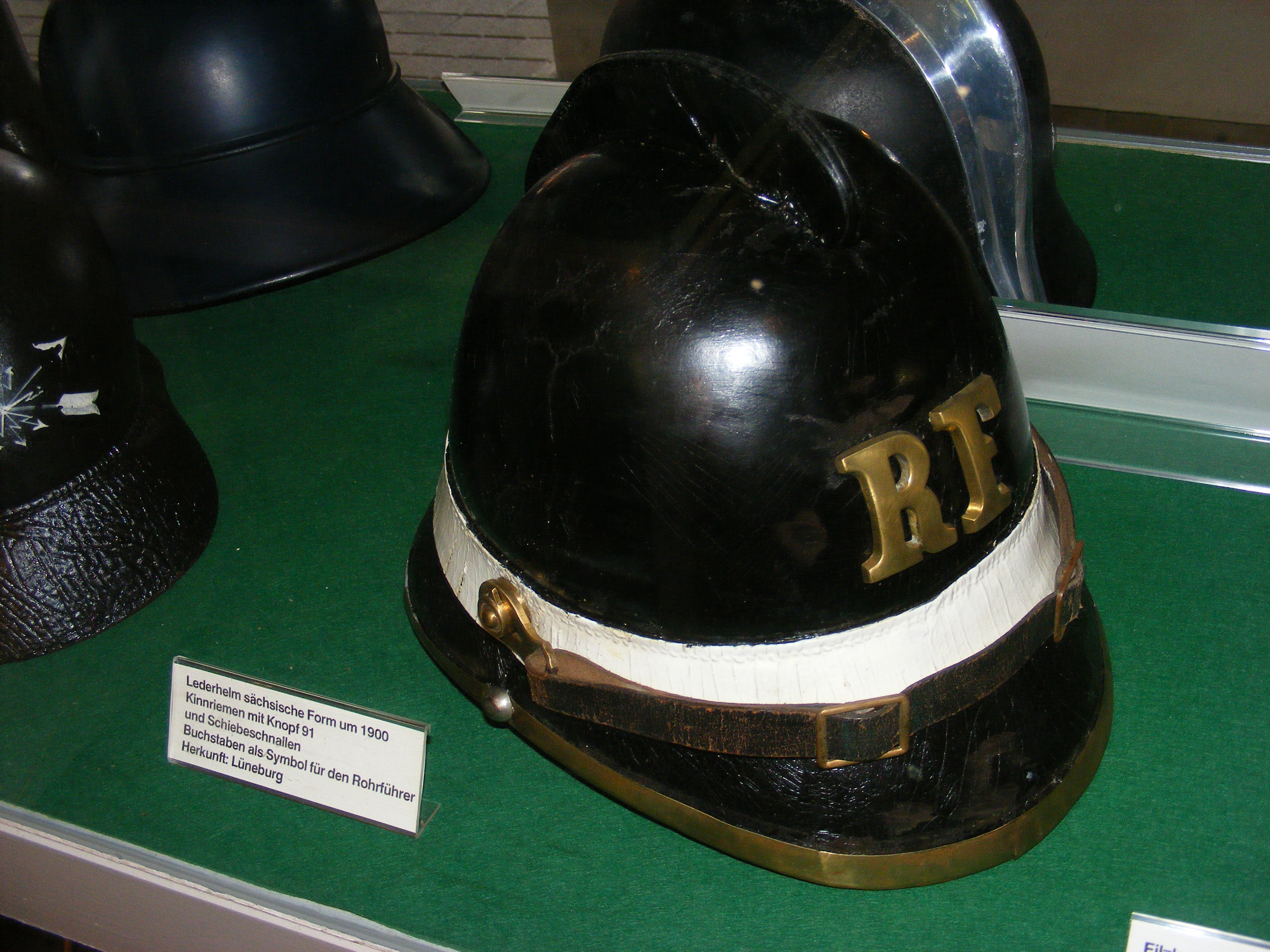
Casco de Lüneburg
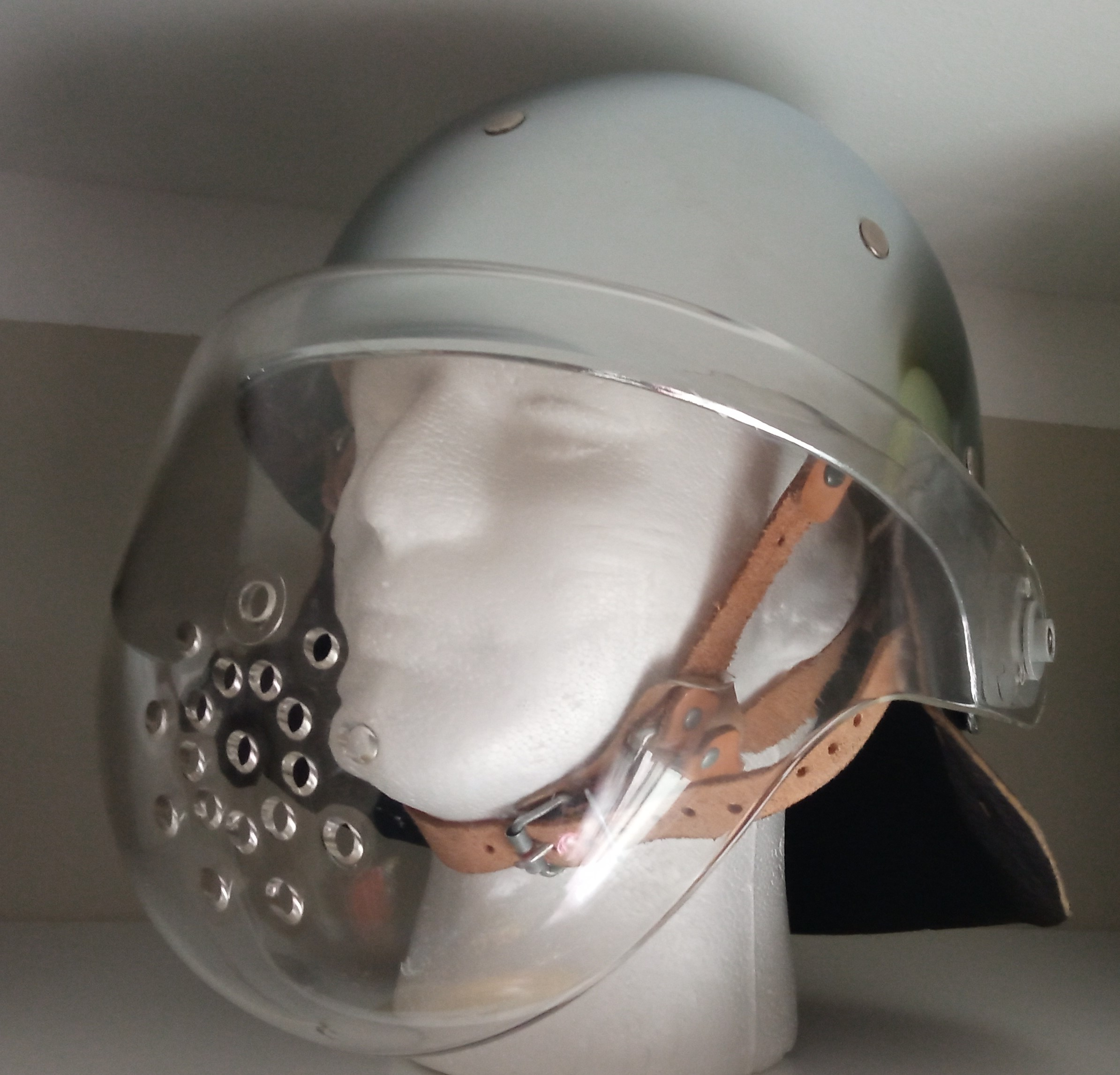
Casco de la DDR de 1989
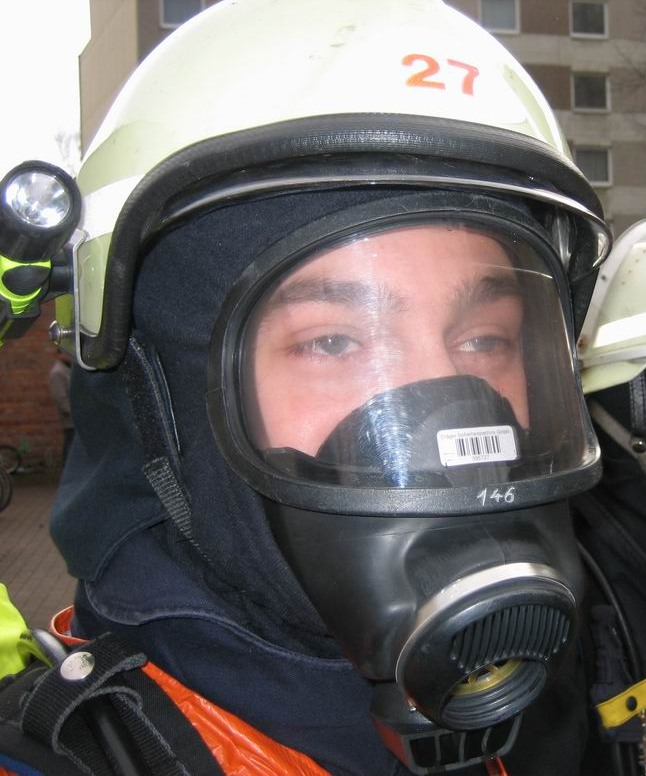
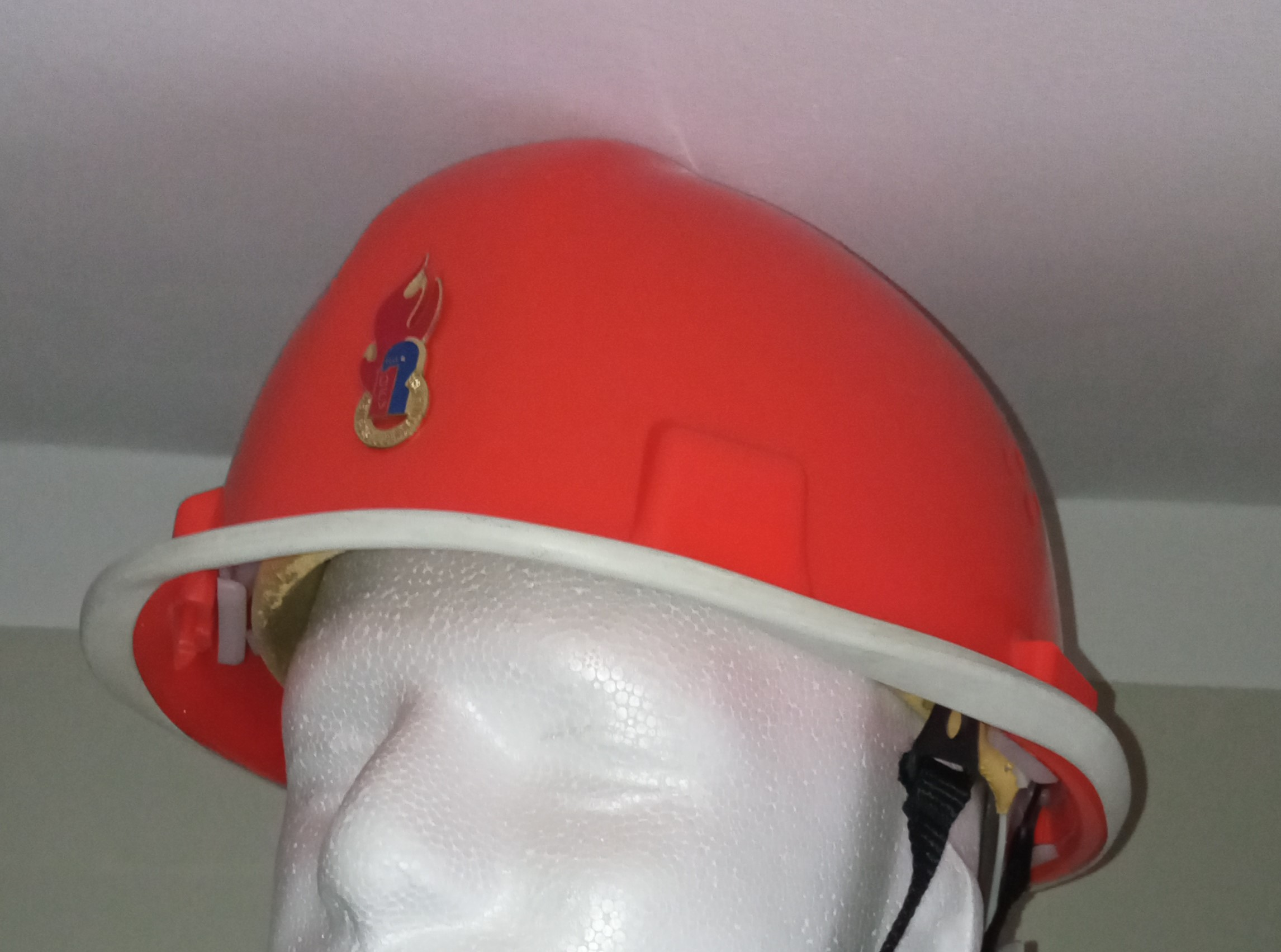
Casco juvenil Jugendfeuerwehr Voss Helme

### Francia
El origen del casco de bombero francés estaba fabricado en chapa de hierro alrededor de 1810, pintado de negro y disponible con o sin peine de latón. El cuerpo del casco consta de dos partes, una parte cilíndrica y una media esfera.
En 1821/1852, los cascos eran obras de arte en sí mismos. Los cascos son brillantes fabricados en latón y durante los desfiles, ceremonias o revisiones de tropa, estos últimos se completan con una felpilla y un penacho u oliva que hace que la pieza sea cada vez más bella. Durante este período, el modelo de 1852 redujo el tamaño de su cresta. Entre 1872 y 1885 se produjo un gran cambio. La oruga ya no existe y su cresta está muy reducida. Notaremos la llegada de las placas de “plastrón” que se utilizarán hasta la llegada del casco moderno F1. Con el modelo de 1926, de acero magnesado, la cresta desaparece totalmente, aunque volvería en el modelo de 1933.

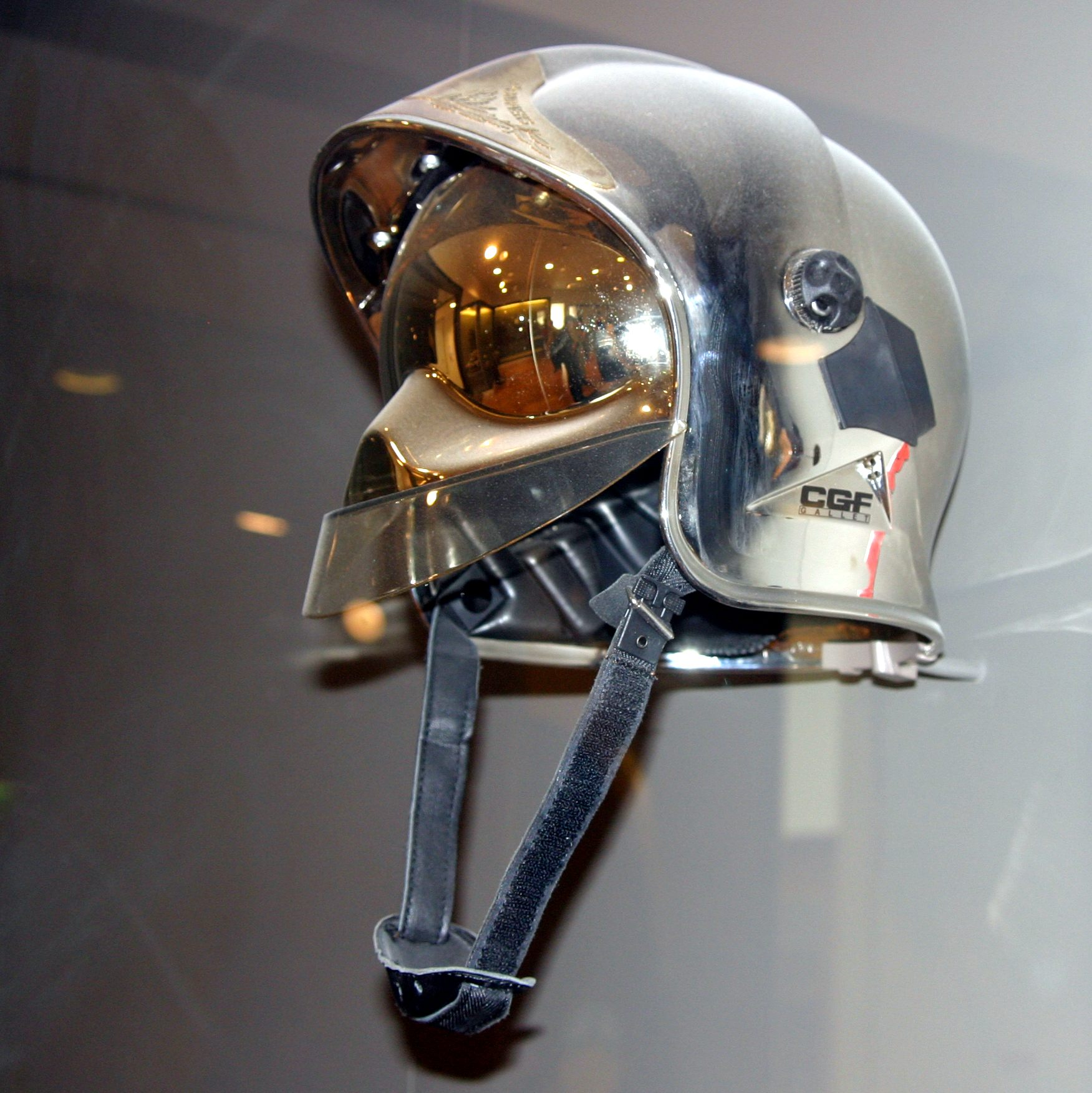
Casco Gallet F1

En Francia a partir de 1933 los bomberos usaron el casco “Frank” cromado descendiente directo de casco Adrián que nace en la trincheras de la Primera Guerra Mundial. El casco Franck, de acero inoxidable níquel-cromo, de acuerdo con los estándares de época, protegía a la parte superior de la cabeza del bombero contra golpes o caídas de chispas, pero no ofrecía protección a cara ni cuello, no era aislante eléctrico, ni era aislante térmico del frío o calor, con la irrupción masiva de uso de los aparatos respiratorio personal autónomo (APRIA) quedó fuera de estándar para las labores del bombero dado lo anterior a partir de 1970 la Brigada de Zapadores Bomberos de París (organizada militarmente), se dan a la tarea de encontrar el suceso, primero entre cascos de otros países como por ejemplo el italiano Mispa, no quedando conformes por los materiales y la protección de cuello insuficiente, por lo cual la BSPP inicia los estudios con entidades del ministerio de defensa para crear un prototipo con estas características y cualidades estéticas del casco antiguo de acero cromado.
En la década de los 60 llegan los materiales plásticos y empieza a utilizarse el famoso modelo Petitcolin fabricado en fibra de vidrio.
Hubo 5 prototipos en los años 1979-1982-1983, hasta que en enero de 1984 se creó un 6.ª basado en los cascos creados por la empresa Gallet. En agosto de 1985 marca el inicio de una nueva era en protección a los bomberos no solo de Francia, si no del mundo. La BSPP comienza a usar como el casco reglamentario Gallet F1, llamado así no por su parecido con los de pilotos de carreras, sino porque es parte del nuevo equipo que usa la BSPP bajo la nomenclatura TENIDA DE SAPEUR POMPIER F 1 SPF1. Técnica y estéticamente, es una revolución: un casco de bombero semi-integral de poliamida reforzado con fibra de vidrio, es una protección sin igual contra la radiación, las proyecciones y los impactos con espesores de 2 a 3 mm (en los bordes 5mm). Su peso es de 1,2 kg, e incluye gafas protectoras plegables integradas y una visera dorada como protección contra la radiación. Como cubrenucas dispone de una tela de aluminio nomex.
Posteriormente, el modelo evolucionaría en Gallet F1 SF (2005), Gallet F1 XF (2013) y Gallet F1 SX1 (2020).
En 1990 se desarrolla el casco Gallet F2 con la experiencia adquirida con el F1, pero con la ventaja de ser más ligero y mejor ventilado, siendo muy adecuado para lo que originalmente se diseñó, los incendios forestales y evolucionaría en el casco Gallet F2 -Xtrem en el año 2005.

#### Galería de fotos de cascos franceses

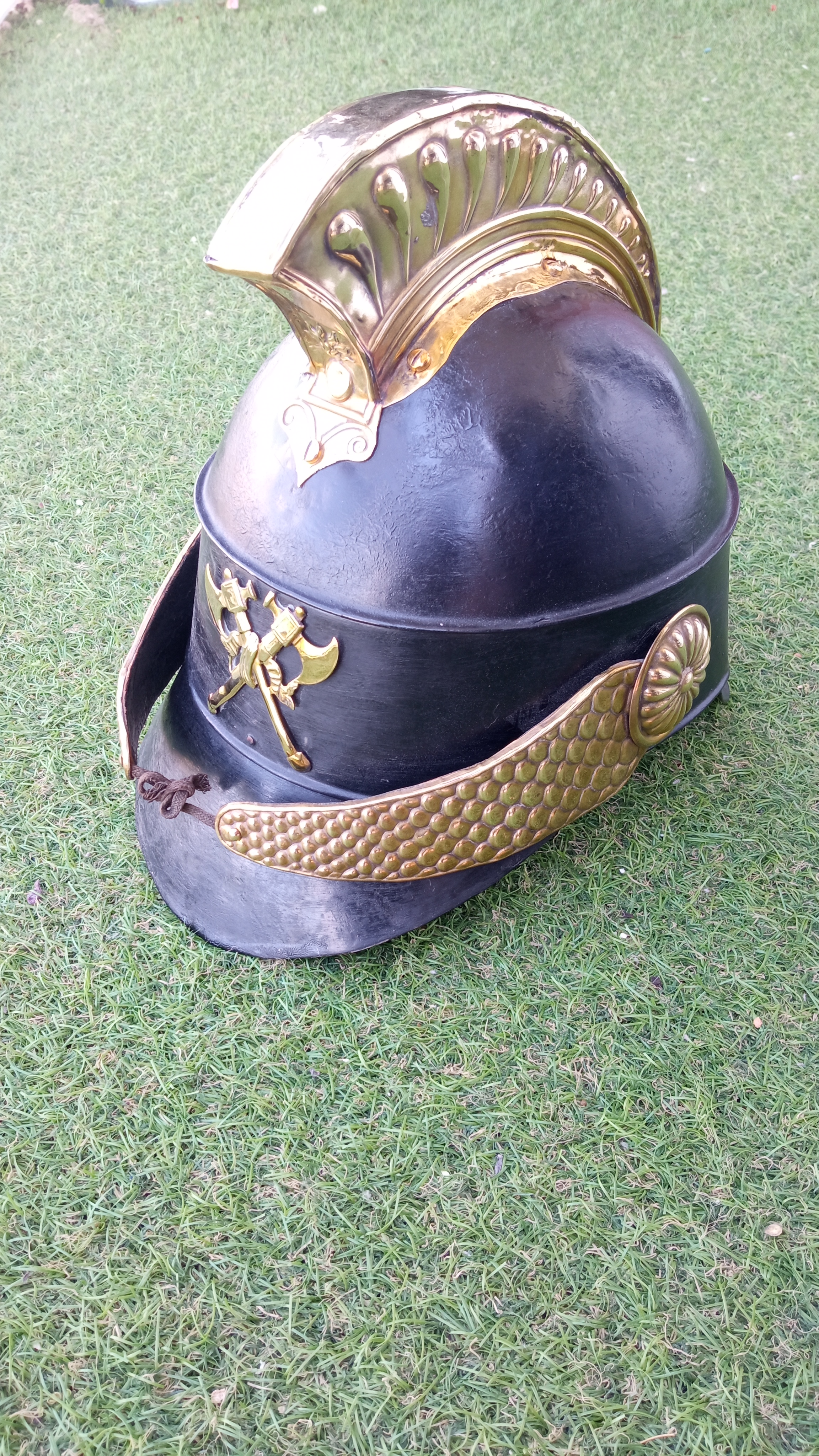
Casco de 1840
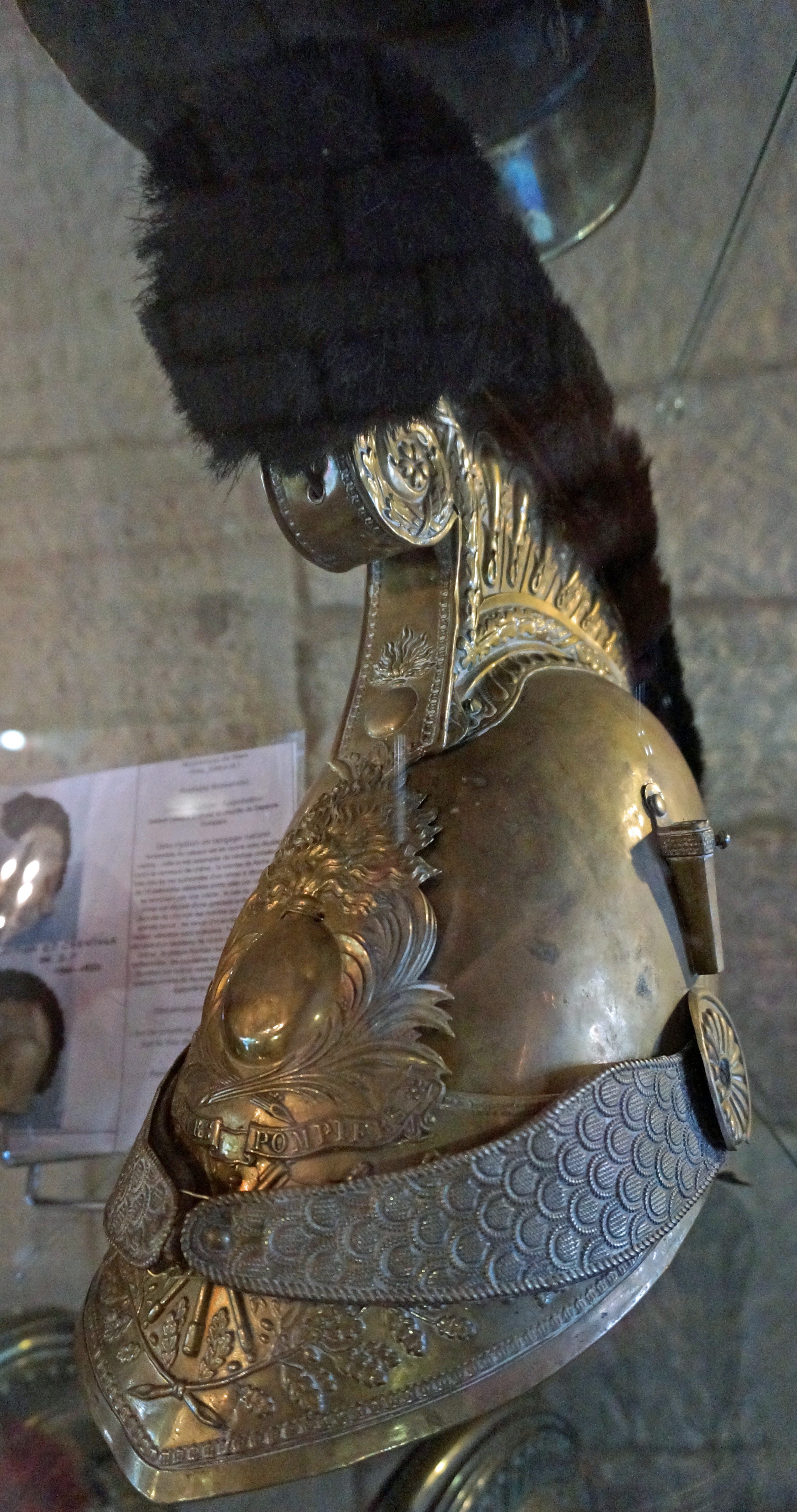
Casco de 1850
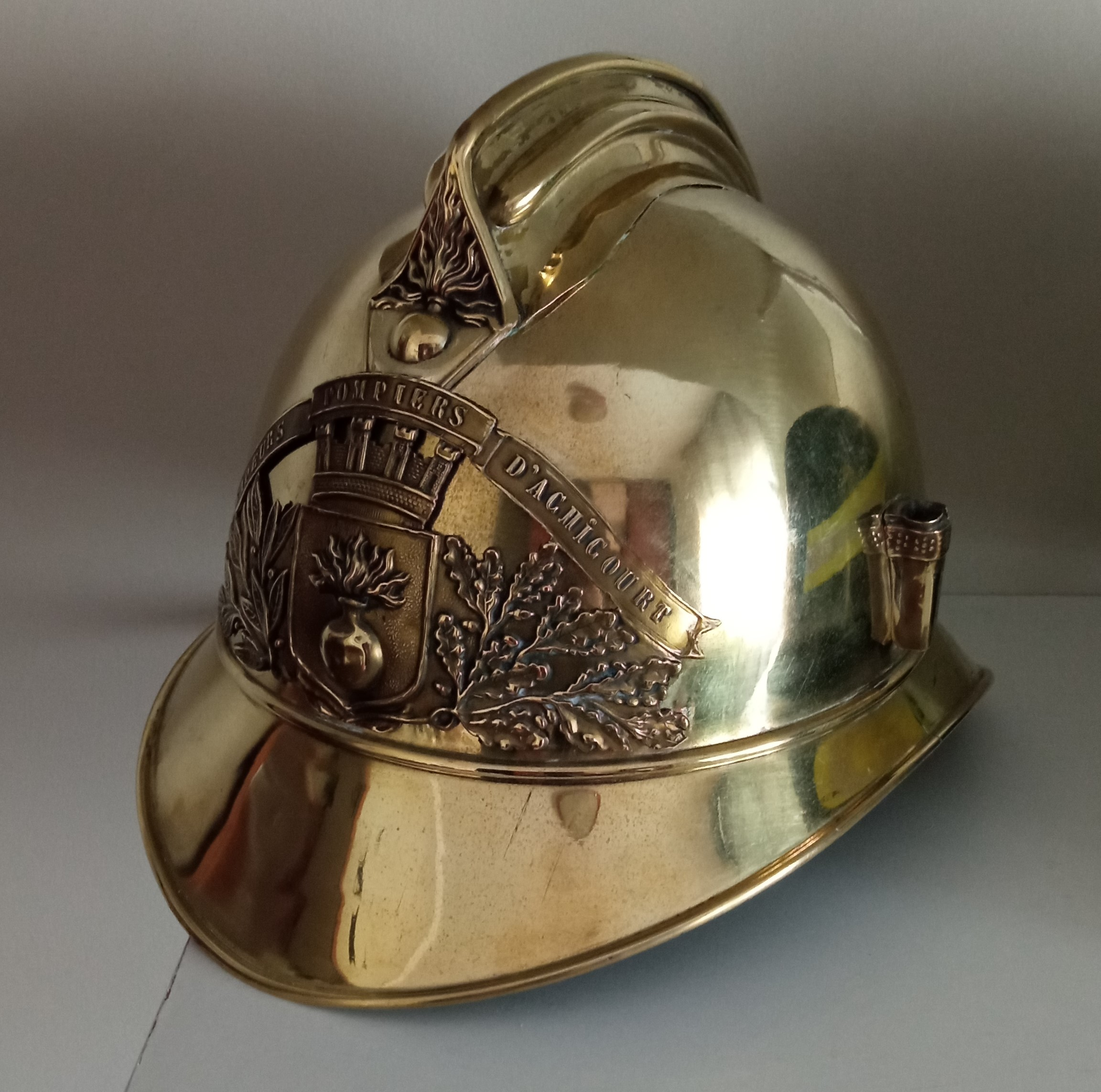
Modelo 1885
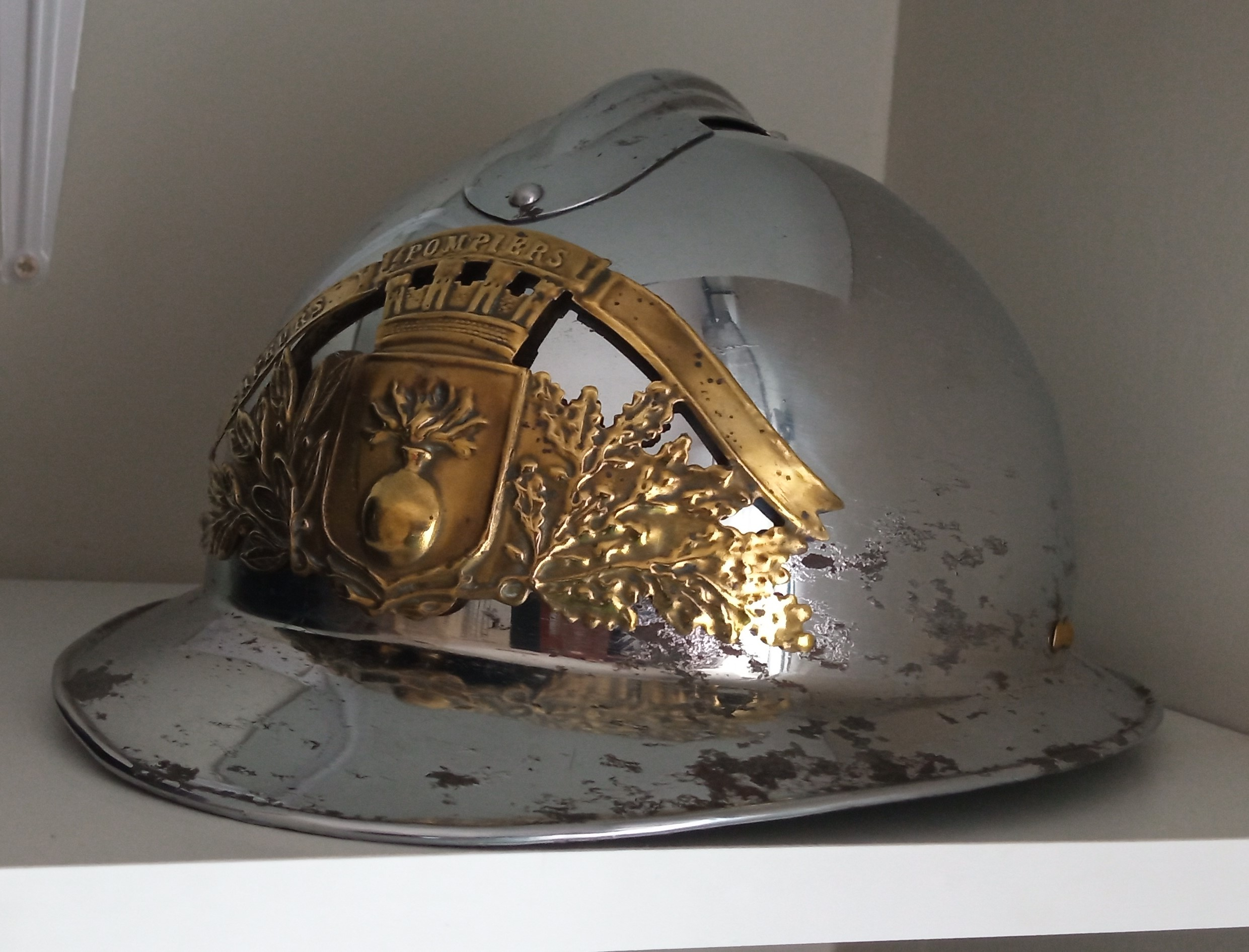
Casco Adrián modelo 1926
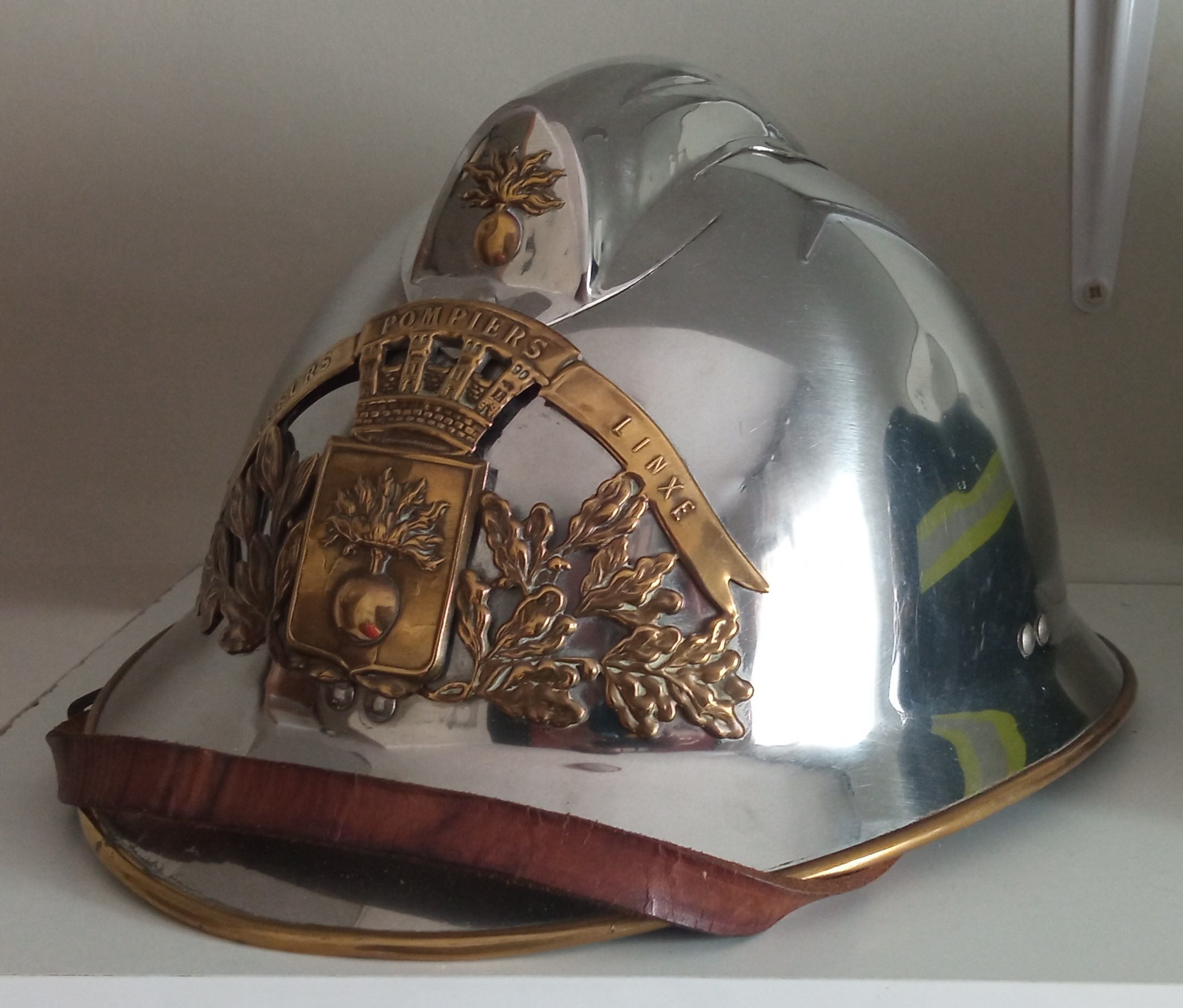
Casco Franck modelo 1933
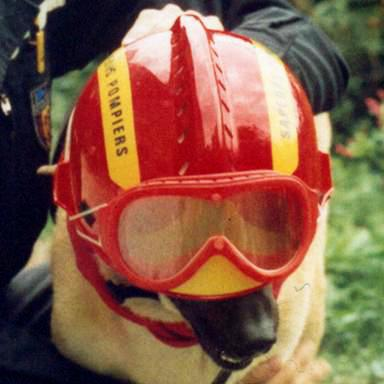
Casco Gallet F2

### Reino Unido

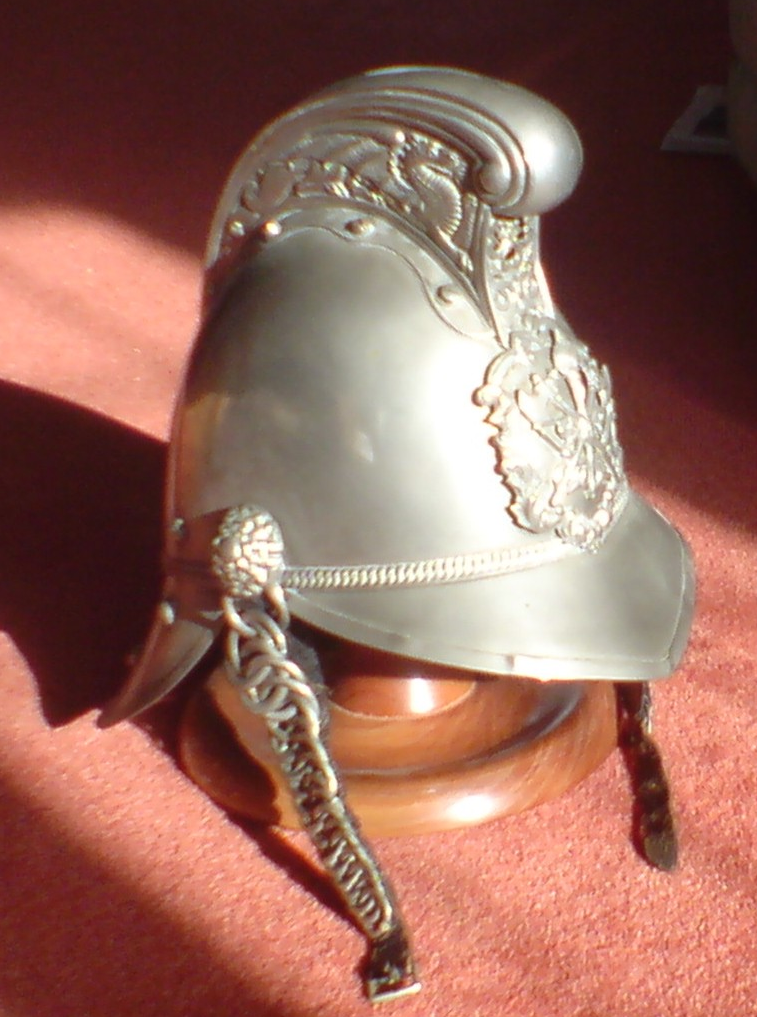
Casco inglés Merryweather & Sons

Heredado del London Fire Engine Establishment (LFEE), el casco de cuero se usó entre 1866 y 1868 antes de ser reemplazado por el casco de latón. Los cascos de la empresa Merryweather & Sons, fueron utilizados por los cuerpos de bomberos británicos desde la época victoriana en el siglo XIX, hasta bien entrado el siglo XX. Estos cascos se inspiraron en los cascos de los Sapeurs-pompiers que el capitán Sir Eyre Massey Shaw había visto en una visita a París y presentado a la Brigada Metropolitana de Bomberos de Londres (MFB) en 1868, en sustitución de un casco de cuero negro. Aunque Massey Shaw quería que fuera exclusivo del MFB, el diseño fue copiado ampliamente por otros servicios de bomberos británicos. Estos cascos eran de latón, pero los de los oficiales estaban cubiertos de plata. Se cree que el distintivo emblema del dragón, que decora el peine central, fue diseñado por la hija de Shaw, Anna. Los cascos de metal son conductores, un peligro para la seguridad ya que el uso de la electricidad se generalizó, por lo que un nuevo casco hecho de un compuesto de corcho y caucho se introdujo en Londres y en otros lugares a partir de 1936 y así apareció el casco de bombero "Gold Comb" reemplazando al casco de latón de una vez por todas. Aunque estuvo en uso durante solo tres años, influyó en la forma general y el estilo de los cascos de la Brigada durante muchos años. Sin embargo, durante la Segunda Guerra Mundial, se adoptaron cascos de acero MK2, de estilo militar, similar al casco Brodie (de 1915) utilizado por el ejército británico, para mejorar la protección durante los ataques aéreos.
A partir de agosto de 1941, todas las brigadas de bomberos y la AFS se unificaron en la National Fire Service (NFS), y todos los cascos llevarían este logotipo.
A partir de1957 se empezaron a usar cascos de la empresa Cromwell, como el LFB Pattern y se usó hasta la década de 1970.

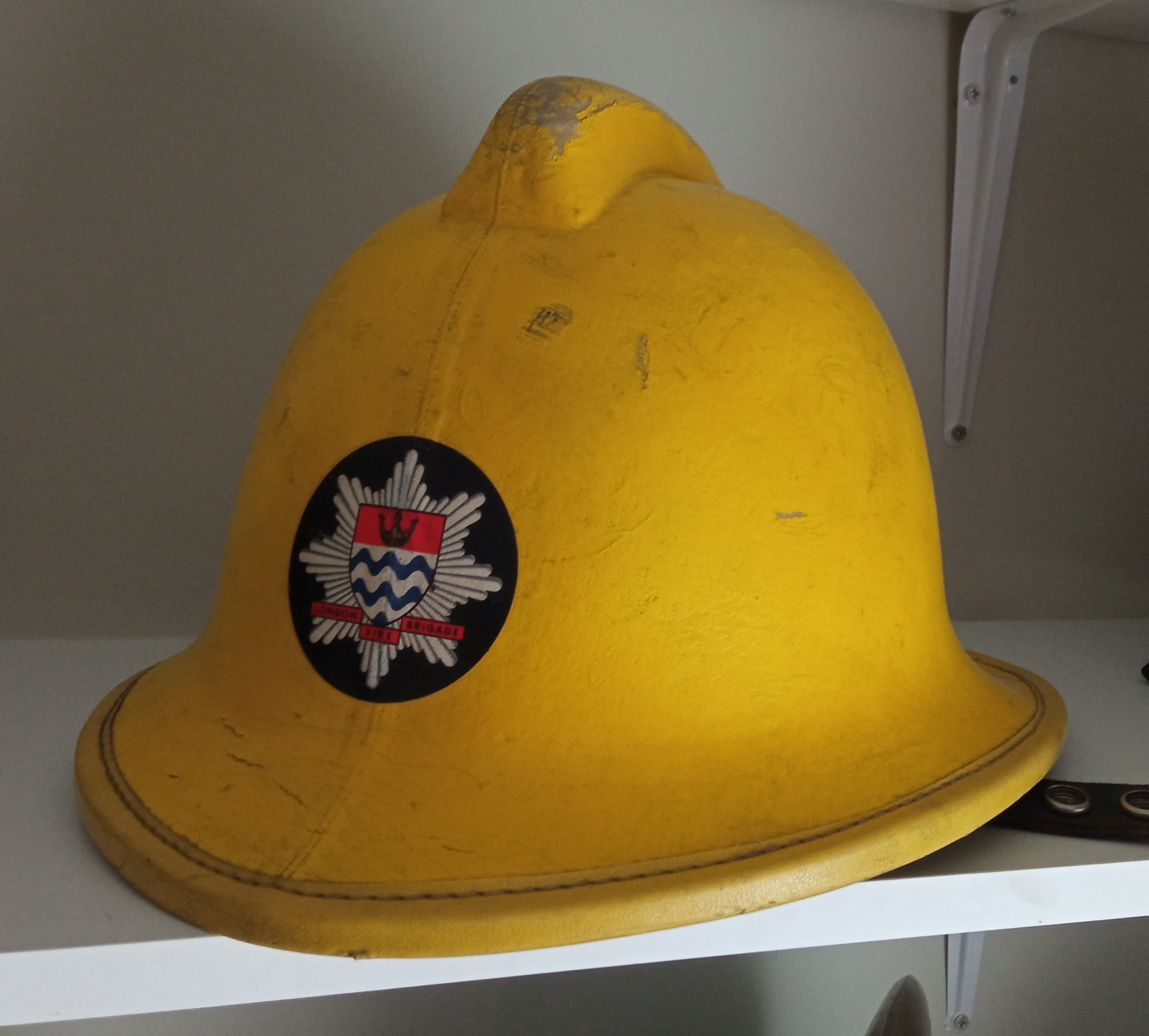
Casco Cromwell de Londres de 1987

Posteriormente en torno a 1970, se empezaron a usar los cascos Cromwell, fabricados en lona pintada sobre corcho comprimido y un interior de plástico verde, y se usaron hasta inicios de la década de 1990. Por ejemplo en Cronwell F335, F135, o el Firepro 1. Originalmente hechos de corcho laminado, los emitidos más tarde estaban hechos de fibra de vidrio. Cumpliendo con los requisitos del Ministerio del Interior en 1974, todos los cascos de bomberos negros fueron reemplazados o repintados de amarillo canario.
En torno a 1991, se empezó a usar el casco Cronwell F500L, fabricado íntegramente en fibra de vidrio y se le equipó con una visera transparente.
Posteriormente, la Brigada empezó a usar cascos completamente cerrados como el Pacific F7, fabricado en Nueva Zelanda en 1991, con carcasa ligera de kevlar y careta interna de policarbonato y gafas controladas con una palanca lateral. Se usó hasta 1999,que fue sustituido por los Cromwell F600. Se usaron hasta 2010-2011.
En la actualidad, conviven diferentes cascos integrales cerrados como el MSA Gallet F1, usado en Londres desde 2010, el Rosembauer Heros Xtream (2008), por ejemplo usado en Essex country y Rosembauer Titán (2019).

#### Galería de fotos de cascos ingleses

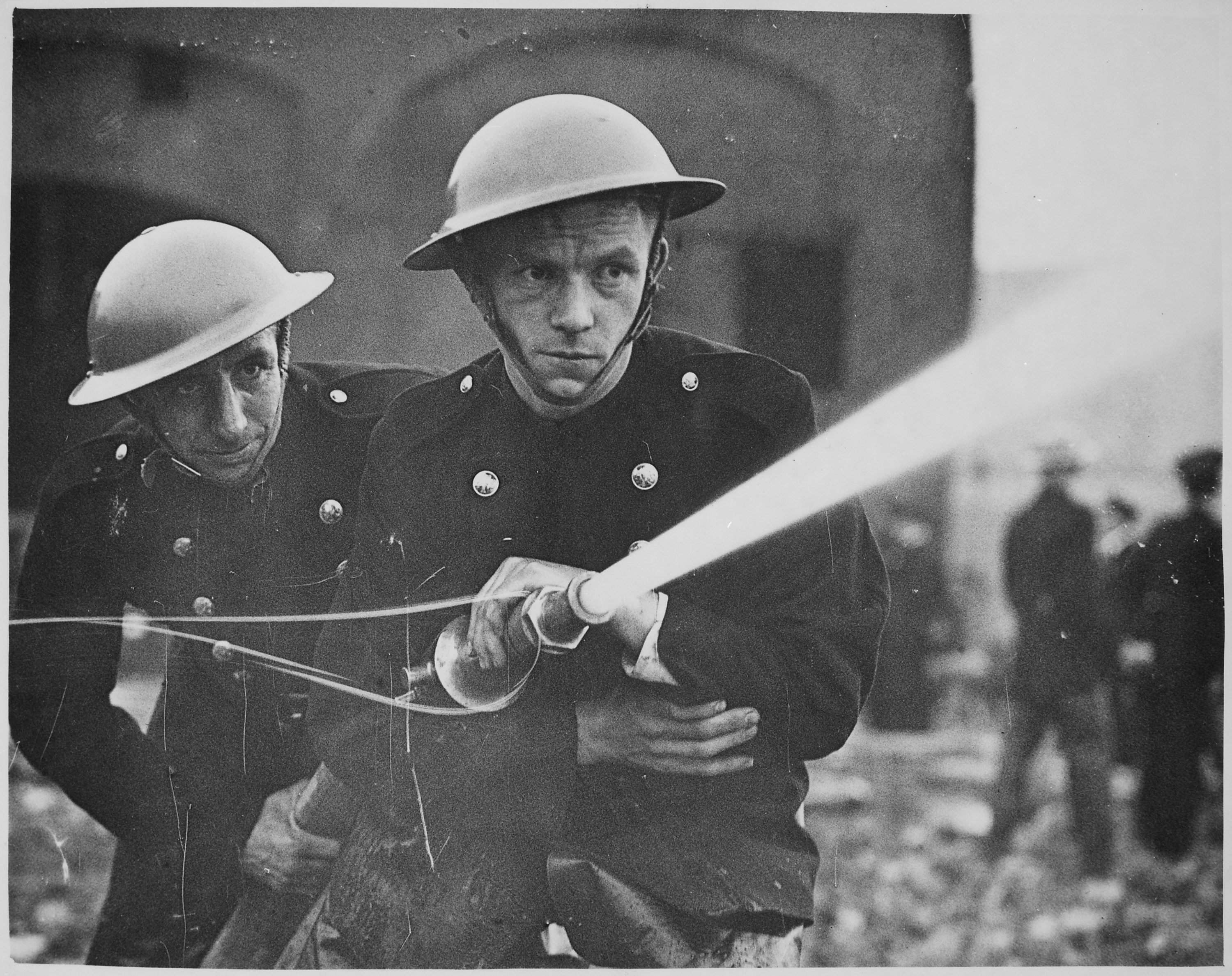
Casco AFS (Auxiliary fire service)
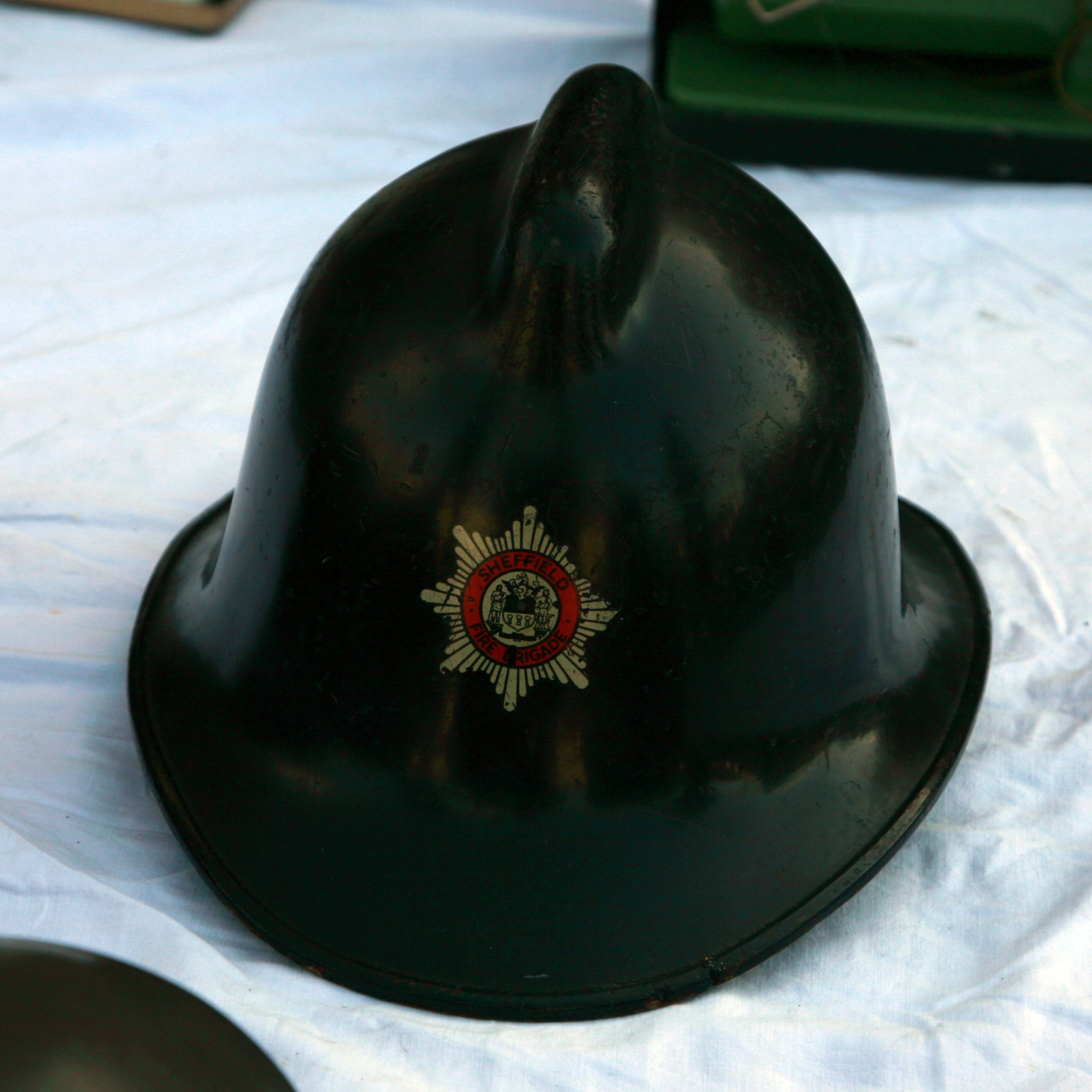
Casco de Sheffield
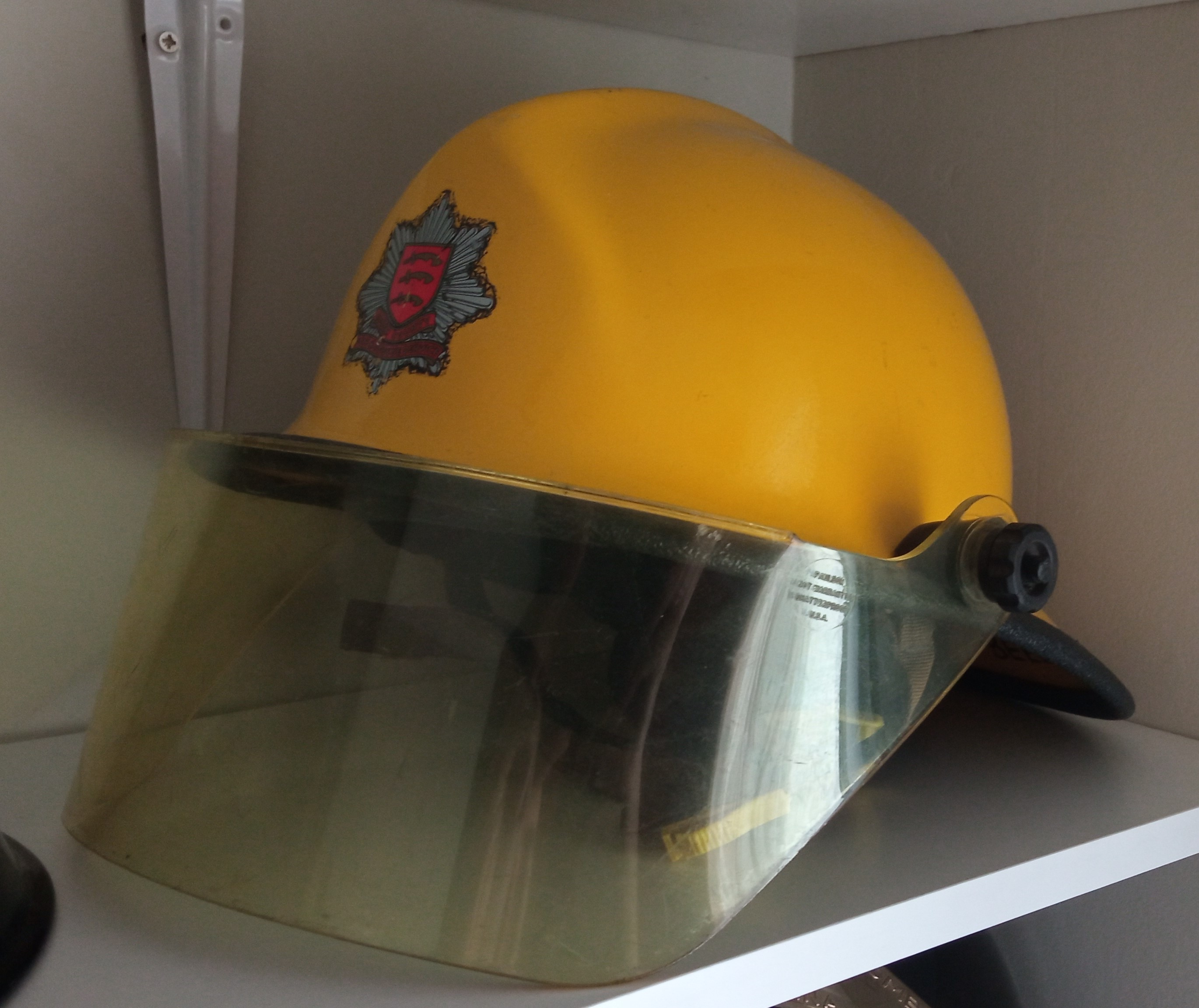
Casco de Essex de los años 90

### Estados Unidos

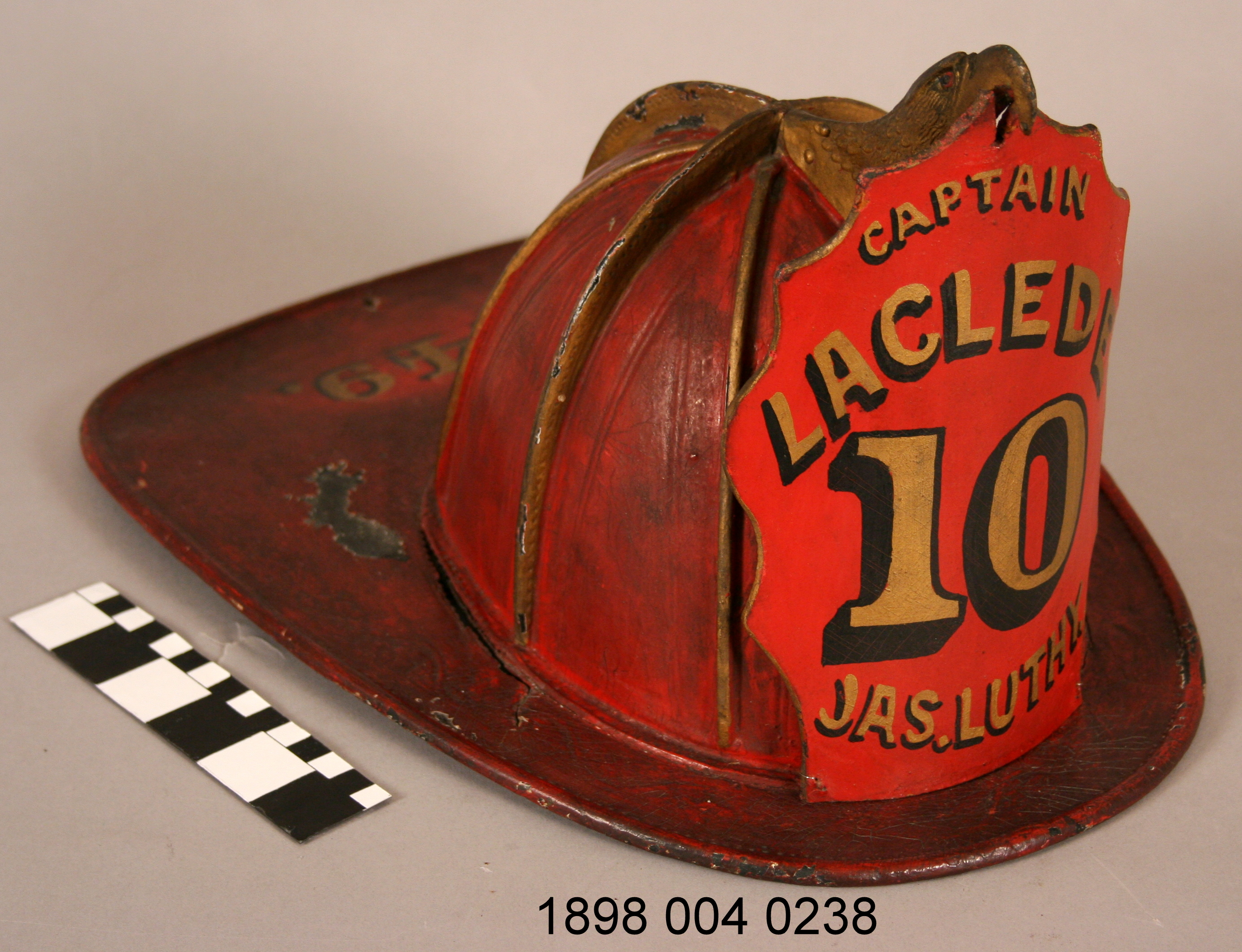
Casco del capitán James Luthy de Laclede Fire Co. Año 1849

Los primeros cascos de bomberos se remontan al siglo XVII fabricados en fieltro y denominados Stovepipe( tubo de estufa), similares al famoso sombrero de copa de Abraham Lincoln, y a finales del siglo XVIII, con diseños pintados en el frente hechos en cuero rígido para identificar por compañía, pero no ofrecían mucha seguridad. La leyenda dice que en 1740, Jacobus Turk, un bombero de la ciudad de Nueva York, inventó la primera gorra de cuero para proteger a sus tripulaciones del calor radiante, era redonda con una corona alta y borde estrecho. Los bomberos voluntarios de Nueva York recibieron la orden de usar sombreros de cuero ya en 1813. En 1824, el bombero y fabricante de sillas de montar Mathew DuBois agregó alambre de metal para fortalecer el ala. Esta adición le dio al casco una forma y resistencia mejoradas y ayudó contra los problemas anteriores de calor, humedad y deformación.
El propósito del sombrero fue mostrar la membresía al departamento y Henry T. Gratacap vio la necesidad de que también protegiera. El primer casco de bombero estadounidense fue creado en 1836 en Nueva York por Gratacap, un bombero voluntario y fabricante de equipaje para viaje en un pequeño taller en las calles Brodway y Walker. Usando su conocimiento de los materiales de cuero duradero para el equipaje, desarrolló el primer casco de bombero con placa larga de cuero. La búsqueda de los primeros registros nos deja que un tal Jacob Turk hizo un gorro de bombero en por 1740, aunque el Sr. Gratacap tiene el crédito de haber hecho el primer casco de cuero endurecido cosido con la cola alargada (llamada pico de pato o cola de castor) y alero, y también el haber sido el primero en haber decorado el casco con la cabeza de águila en bronce creando un estilo que se conoce como “Americano”. El diseño original tenía cuatro "peines" (costuras elevadas) que cruzaban el casco en ambas direcciones, pero a través del uso se descubrió que cuantos más peines tenía un casco, más fuerte se volvía, por lo que los cascos se produjeron más tarde con ocho, doce y dieciséis peines.
Poco después del desarrollo del primer casco, dos hermanos de apellido Cairns vieron la necesidad de identificar los cascos. Los hermanos Cairns trabajaban en el negocio de placas de metal, insignias y botones en Nueva York. Ellos desarrollaron una pieza de identificación delantera y un soporte para los cascos de bomberos. Esta colaboración continuó hasta la década de 1850, cuando se retiró Gratacap y se cambió al 143 de la calle Grand. Después del retiro de Gratacap, los hermanos Cairns continuaron desarrollando no sólo el casco de bomberos y la pieza frontal, sino también otros equipos contra incendios. Los hermanos Cairns formaron su propia compañía, Cairns & Brother Inc.
En la década de 1860, empieza a fabricar cascos de bombero Pettibone de aluminio utilizando troqueles de acero en Cincinnati.
En 1869, Gratacap se jubiló y vendió su próspero negocio a Jasper y Henry Cairns junto al secreto para producir cuero endurecido de los cascos “New Yorker” ( o neoyorquino), los cuales serían sucedidos por otros dos hermanos Edward e Irving Cairns.
El 22 de junio de 1902, Irving Cairns patenta su banda reforzada de sus cascos para evitar el encogimiento y en 1905 se presenta al mercado el modelo 350 “Senator”, hecho en aluminio.

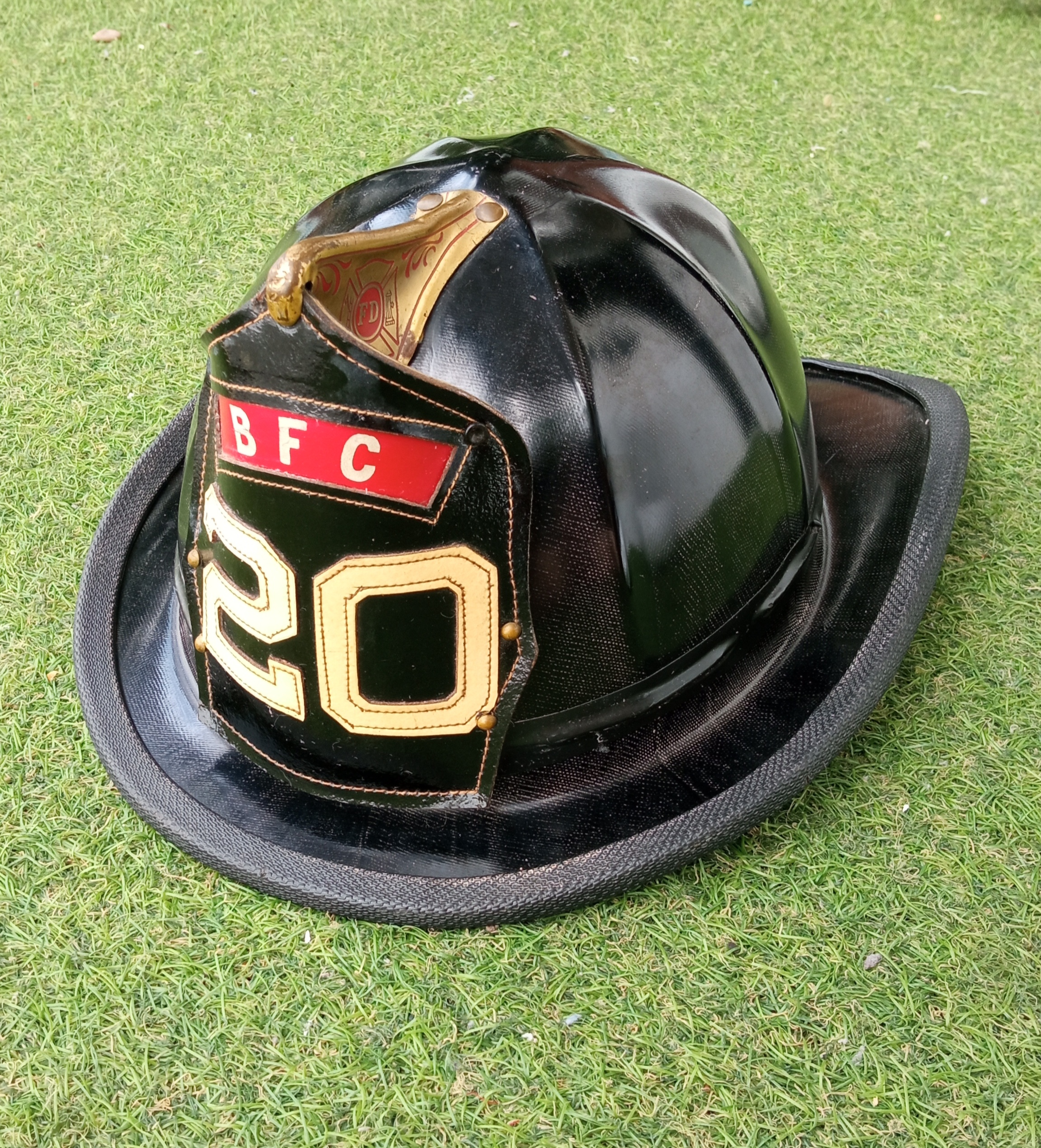
Casco de bombero Cairns & Brothers modelo 900 (década de 1950)

La década de 1920 fue un tiempo de desarrollo para los cascos de bombero y para sus fachadas, cuando el aluminio fue introducido como el componente principal del casco. En 1935 se presentan los cascos de bombero "Streamliner", en 1936 el casco de MSA Topgard sustituyendo la baquelita por micarta, en 1937 el modelo 418 en aluminio con cola más doblada hacia abajo y el modelo 430 en cuero llamado Warbaby (para quienes prefieren cascos sin ornamentos). En la década de 1940 y a principios de 1950, una estructura para choque fue añadida al casco para aumentar la seguridad de la cabeza.
En 1960 se presenta al mercado el modelo 880 “Century”. En 1962, se estrena el casco de policarbonato formado en vacío "900P" y en 1970, OSHA dictaminó que los cascos de metal ya no eran aceptables para su uso en el servicio de bomberos. En 1974 aparece el modelo 770 “Philadelphian”, en 1976, el modelo 910P “Continental”, en 1977 el modelo 660 “Phoenix” y el modelo 660 C “Metro”. Se presenta al mercado el dos modelos fabricados en kevlar, en 1990 modelo 1000 y en 1992 el 1010.
Aunque siempre hablamos en Amércica de Cairns, también se usan cascos como el de la empresa Pacific Helmets (Nueva Zelanda)con su modelo F3K de 2007, el casco Morning Pride Manufacturing LLC (Dayton Ohio) modelo Ben Franklin II HDOBF00 HB del 2007, los cascos Bullard como el Firedome UST del 2005 o el Bell Toptex fabricado Long Beach California.

#### Galería de fotos de cascos americanos

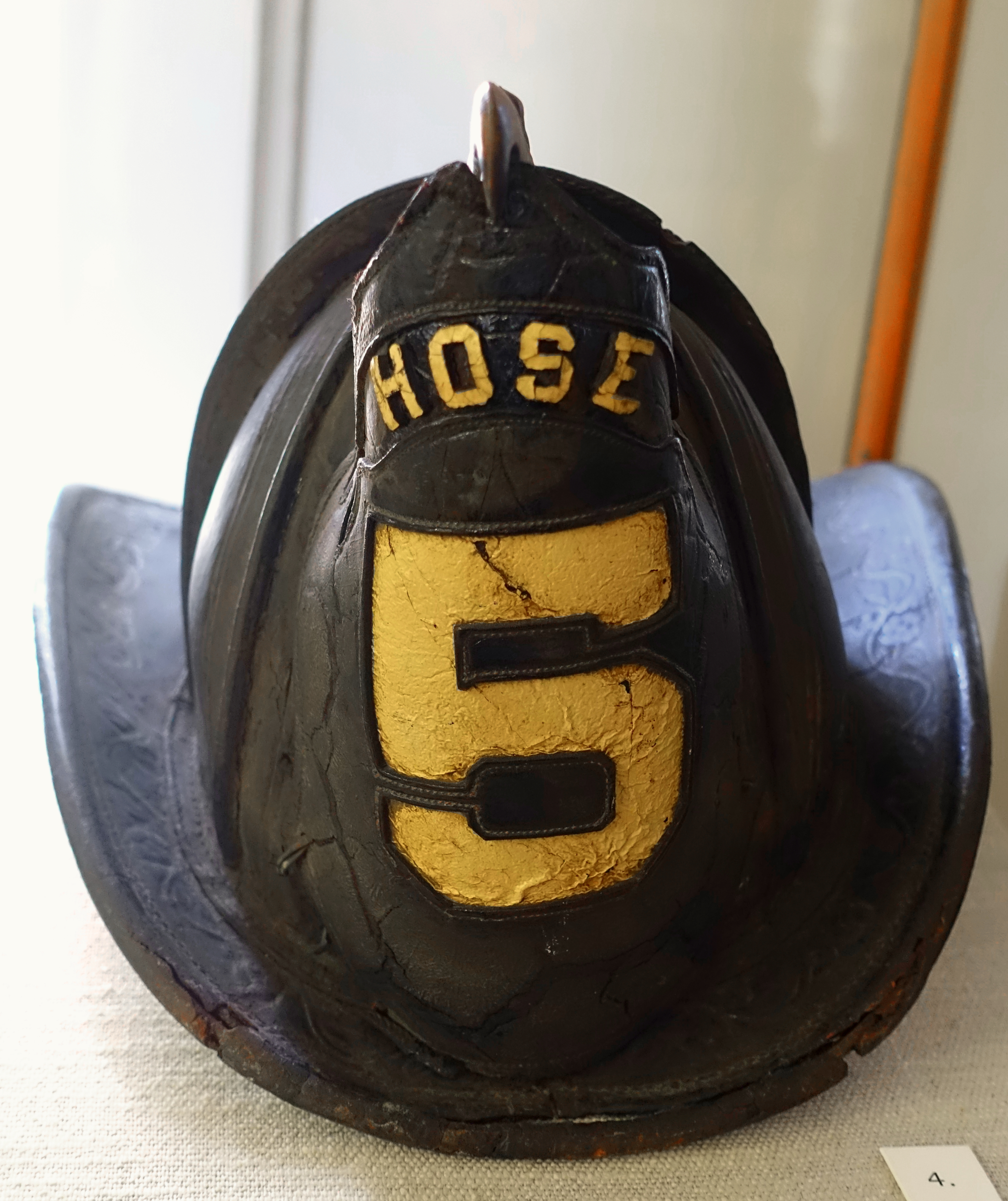
Casco de 1893
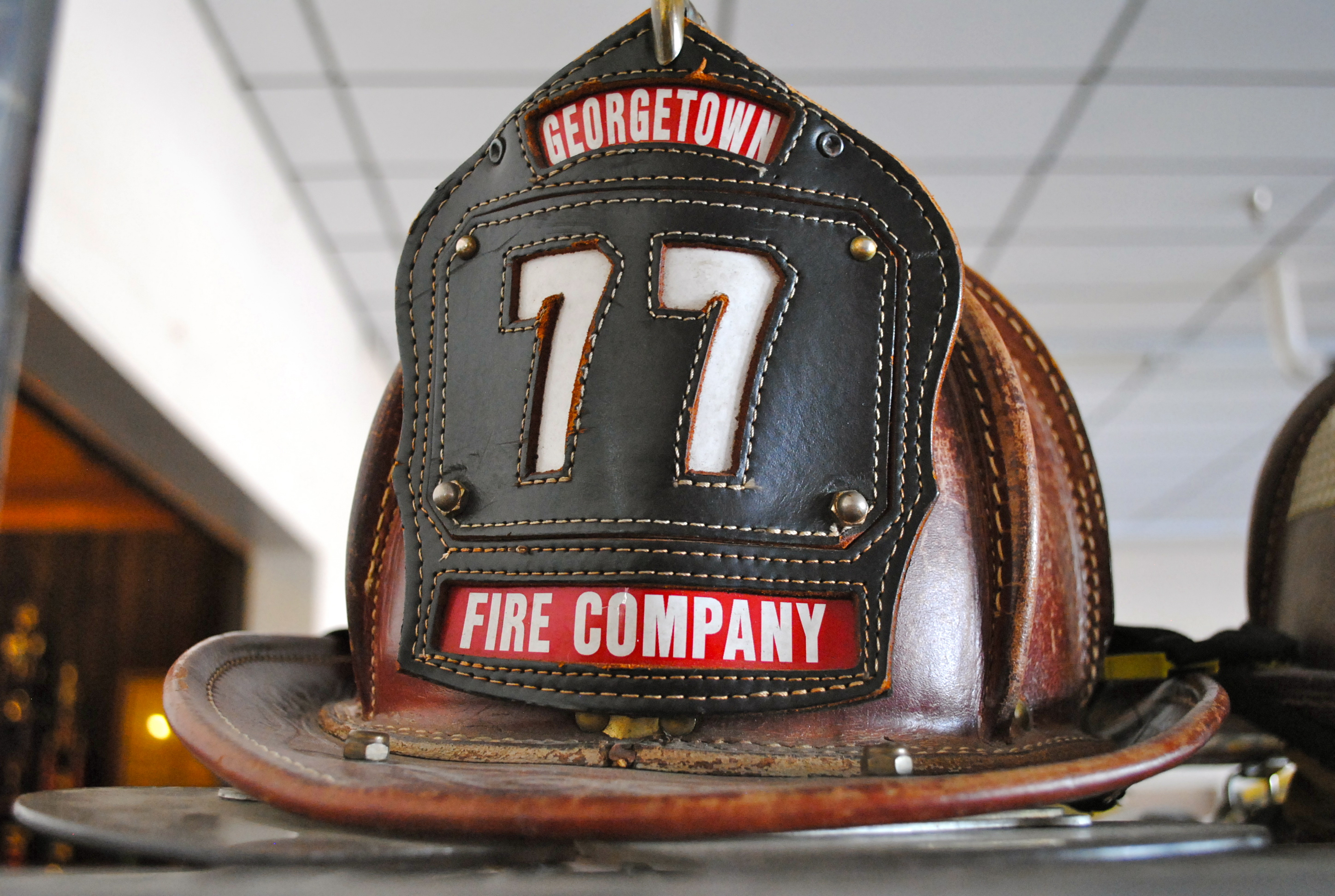
Casco de Georgetown FC
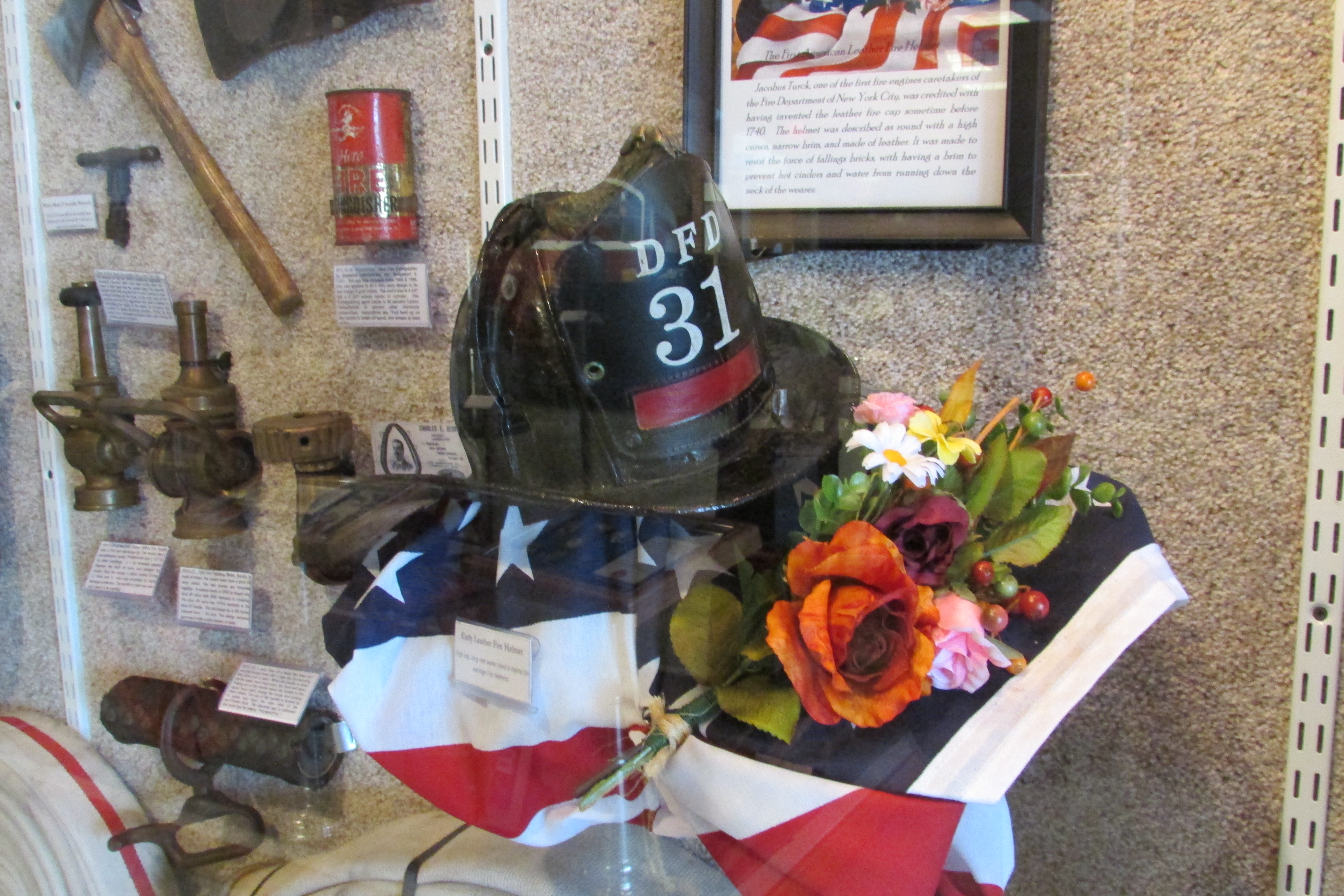
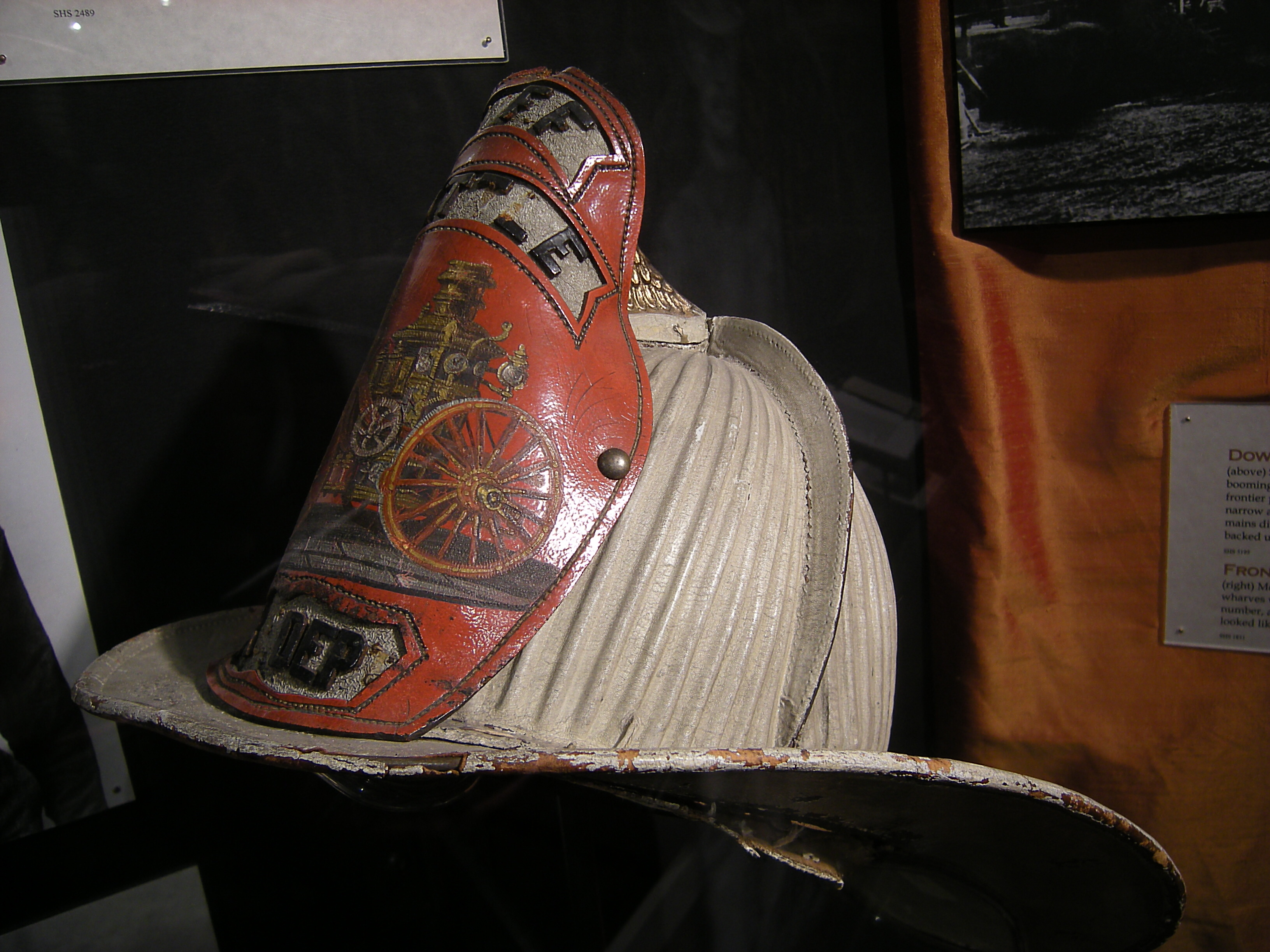
Casco del jefe de Seattle, Josiah Collins fiinales siglo XIX(Museo de Historia e Industria Seattle)
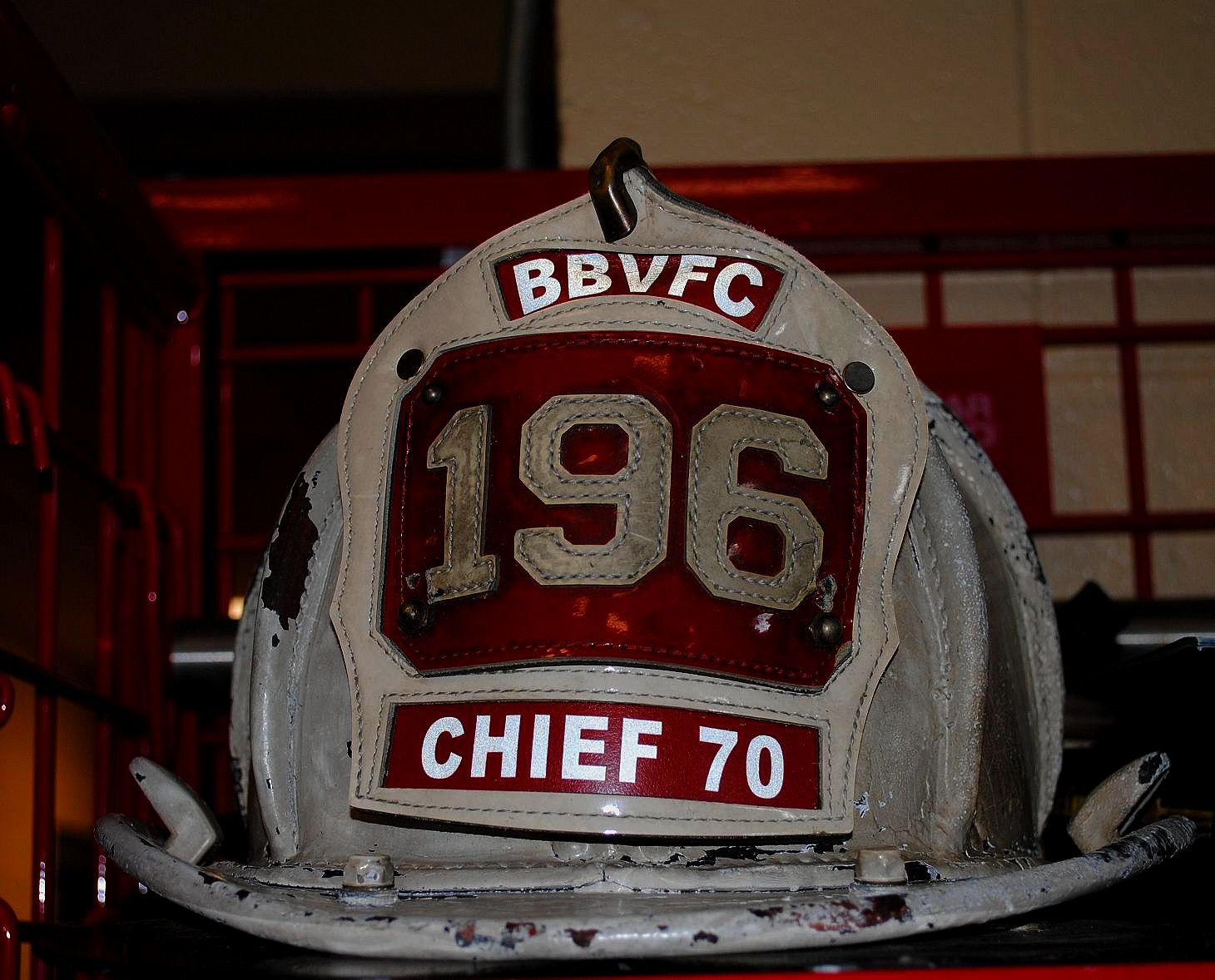
Casco de jefe de Bethany Beach Vol Fire
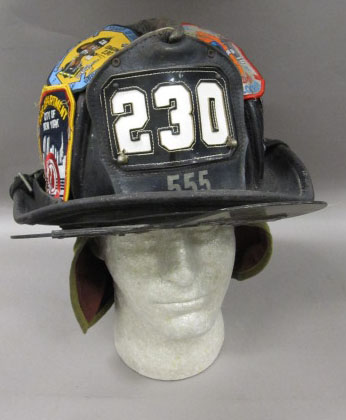
Casco de FD Nueva York
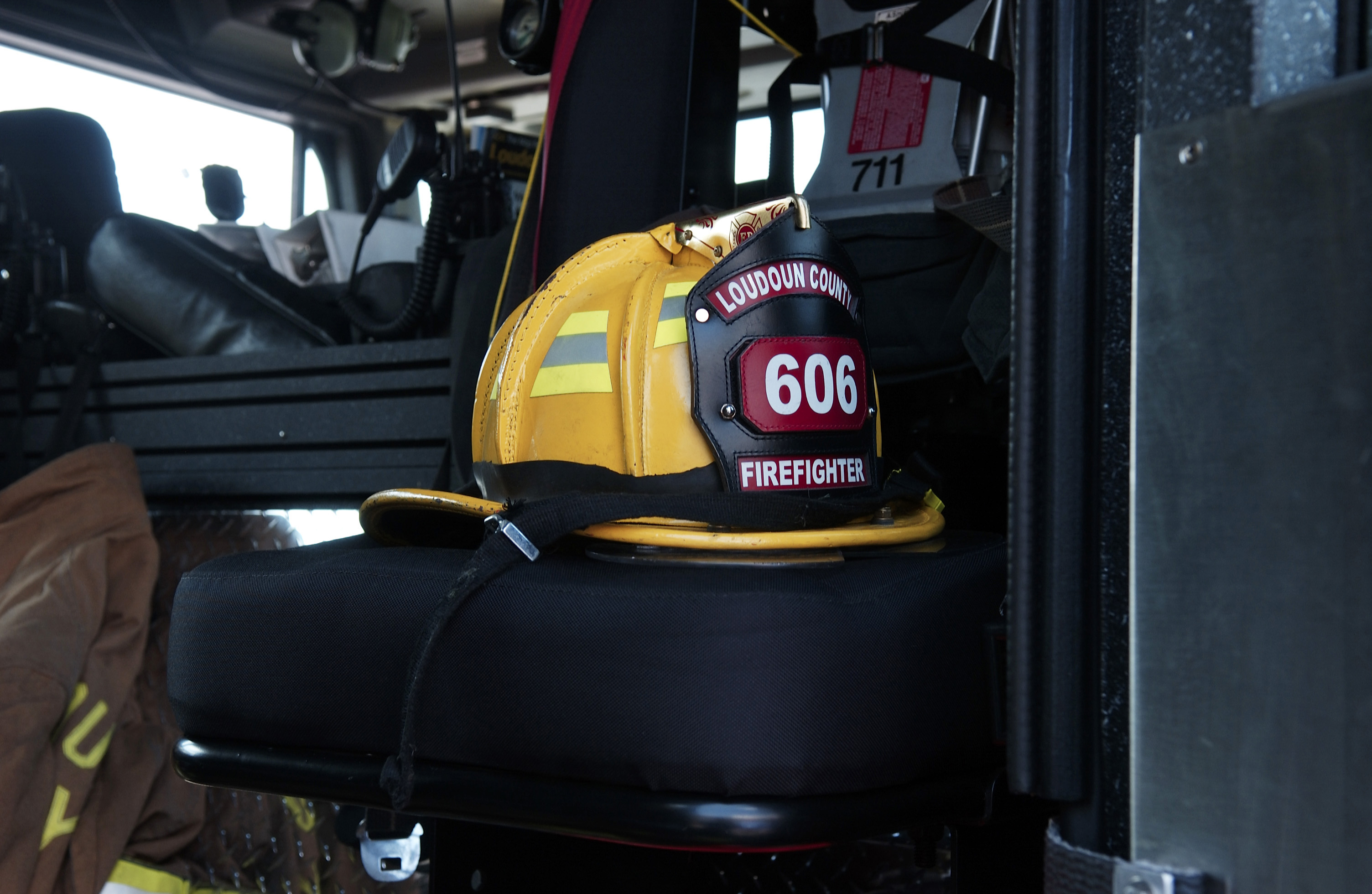
Casco de bombero de Virginia
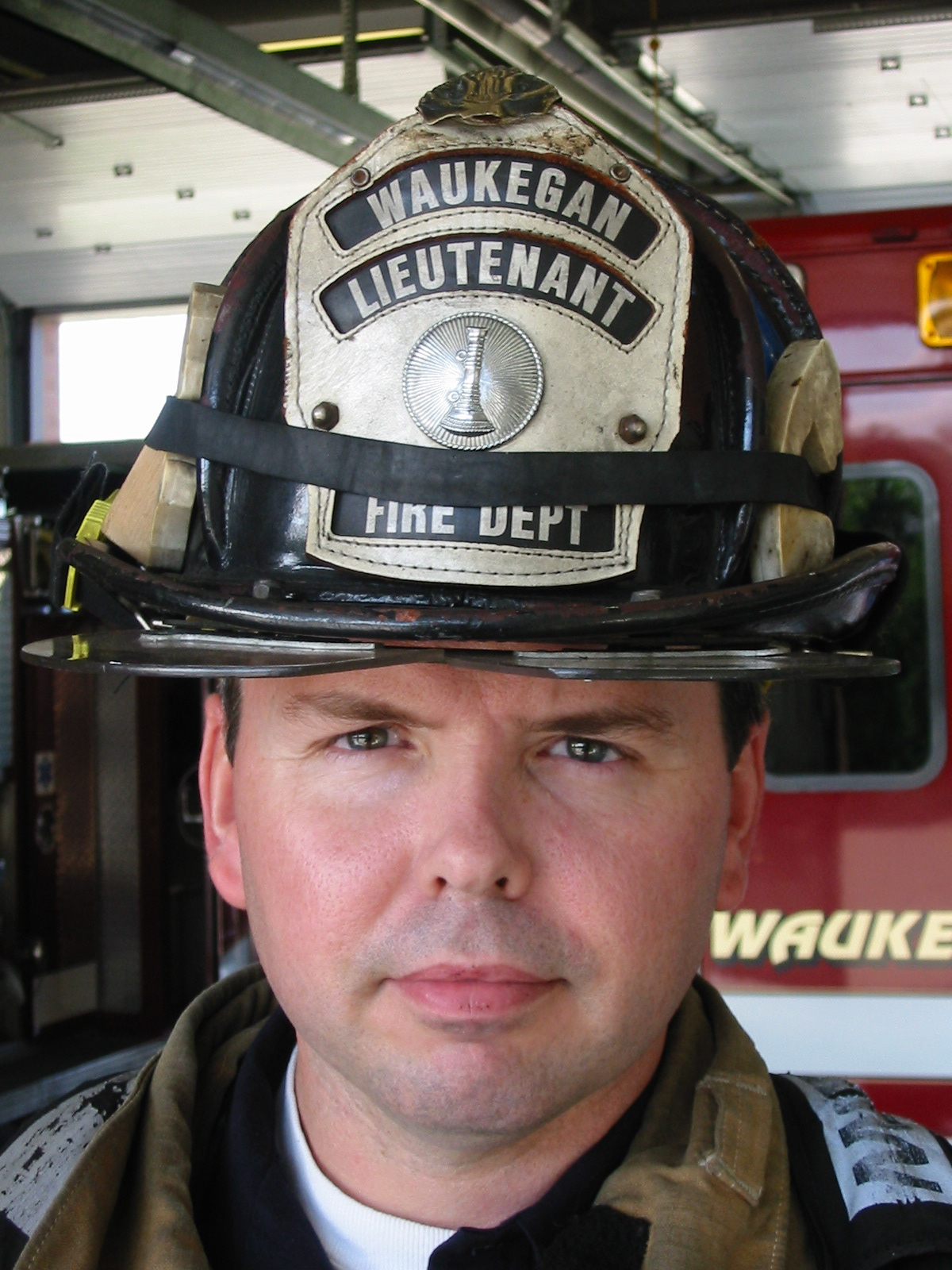
Casco de teniente de Waukegan, Illinois

### España

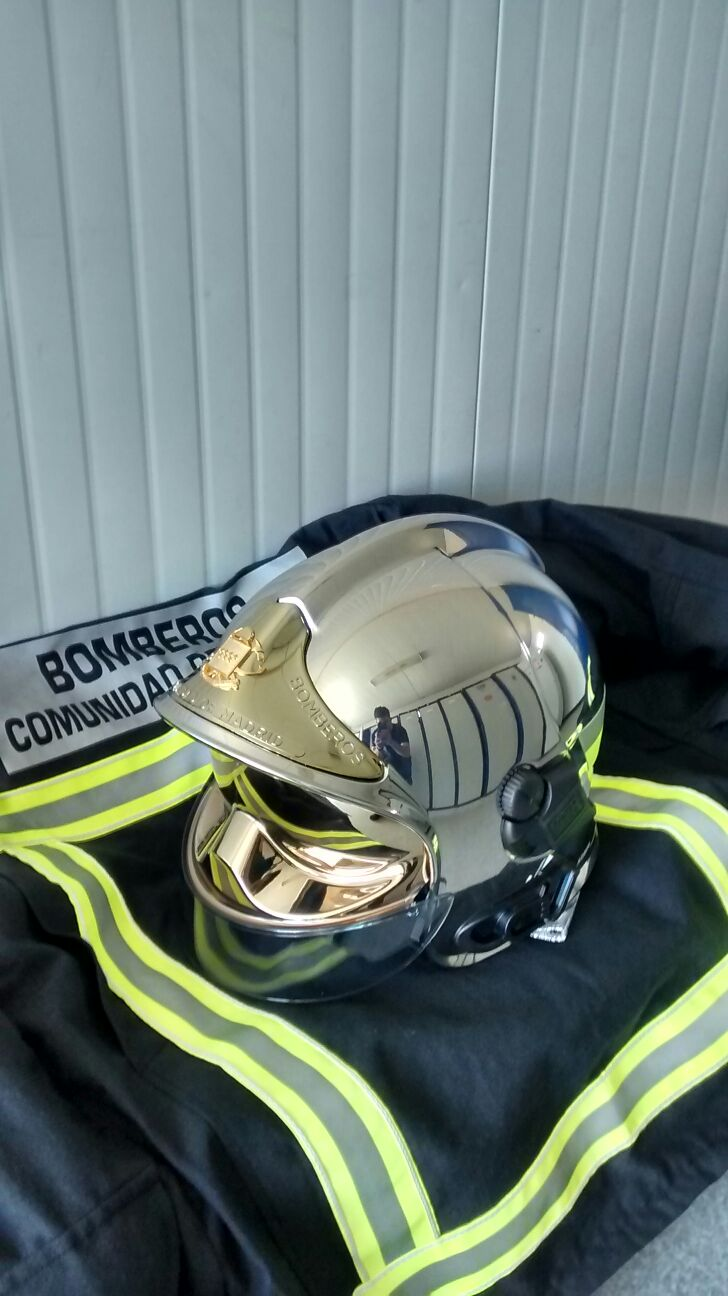
Casco de bombero MSA Gallet F1 del año 2015

Cuando hablamos de la historia del casco español, hay que hablar casi siempre de Madrid y Barcelona. El origen del casco de bombero madrileño podría decirse que comenzó en 1876, con la aprobación de un nuevo Reglamento de Mangueros, que establecía como uniforme autofinanciado por ellos mismos, un casco de cuero negro galvanizado con guarniciones de latón. En torno a finales del siglo XIX e inicios de siglo XX se utiliza en España cascos de cuero con grandes escudos en el frontal y con una pequeña cresta metálica, muy similares a los usados en esta época en Alemania. El casco de bomberos de Madrid de 1920 es un casco de cuero bordeado con bronce y peine metálico bajo redondeado (antiguamente más alto) con un escudo de armas del ayuntamiento cosido en el frontal y un barbuquejo de cuero sujetado a los laterales del casco mediante botones. El de Barcelona de la misma época se diferencia en que la cresta de latón comienza relativamente atrás (como a mitad de casco) y hay una insignia del Cuerpo de bomberos en el frente.
Posteriormente a este casco se le pondría en torno a 1930 el borde circunferencial de latón. En torno a 1940-50 empieza a usarse en España un casco metálico pintado en negro derivado del modelo M34 Alemán, con un interior de cuero, gran escudo en el frontal y cresta de latón. En Madrid por ejemplo se empezó a usar en 1959. Uno de sus inconvenientes era que con el calor de los incendios se calienta por lo que fue conocido popularmente como calientaorejas. Fue usado por muchos servicios de extinción de incendios como Madrid, Zaragoza, Valladolid, Barcelona o en la diputación de Madrid y diputación de Barcelona.
Este modelo se estuvo usando hasta mitad de la década de 1980, cuando fue sustituido por cascos de plástico o fibra. Estos cascos de plástico o fibra ya no tenía grandes insignias metálicas, sino pegatinas o escudos de termopástico, y solían tener bandas reflectantes en los laterales. Tenían una gran pantalla transparente que podía quitarse con facilidad. Por ejemplo Barcelona empezó a usar en torno a 1975 un modelo de Duraleu-Forte inspirado en los cascos italianos Mispa. Este modelo de casco fue utilizado en los años 70 y 80 por otras ciudades como Sevilla, Mallorca, Lugo o Lleida.
A partir del año 1982-1983 se empieza a usar un casco de estilo americano e la empresa MSA de Pittsburgh, un casco de policarbonato circundado con una goma, gran visera de protección ocular transparente sujetada con dos grandes tuercas y cresta tipo gallo integrada llamado MSA Topgard. Este casco de la empresa americana fue usado por ejemplo por la Generalidad de Cataluña, Oviedo, Ayuntamiento de Madrid, o Comunidad de Madrid. El ayuntamiento de Madrid optó por otro modelo, el Phenix First Due.
En torno a finales de los 90, algunos servicios empiezan a usar el casco Rosembauer Heros II de poliamida, o el casco Römer Galaxy (Barcelona, Vizcaya o Alicante por ejemplo), pero la gran mayoría de los servicios van a usar el famosísimo casco francés Gallet F1, un casco de bombero semi-integral de poliamida reforzado con fibra de vidrio, es una protección sin igual contra la radiación, las proyecciones y los impactos con espesores de 2 a 3 mm (en los bordes 5mm) con un de 1,2 kg, e incluye gafas protectoras plegables integradas y una visera dorada como protección contra la radiación. Como cubrenucas dispone de una tela de aluminio nomex.
En la actualidad, en España copan el mercado los cascos MSA Gallet en sus diferentes versiones y los cascos Dräger como el modelo HPS 7000 usado por ejemplo en la Comunidad de Madrid o el SEPEI de la diputación de Albacete.

#### Galería de fotos de cascos españoles

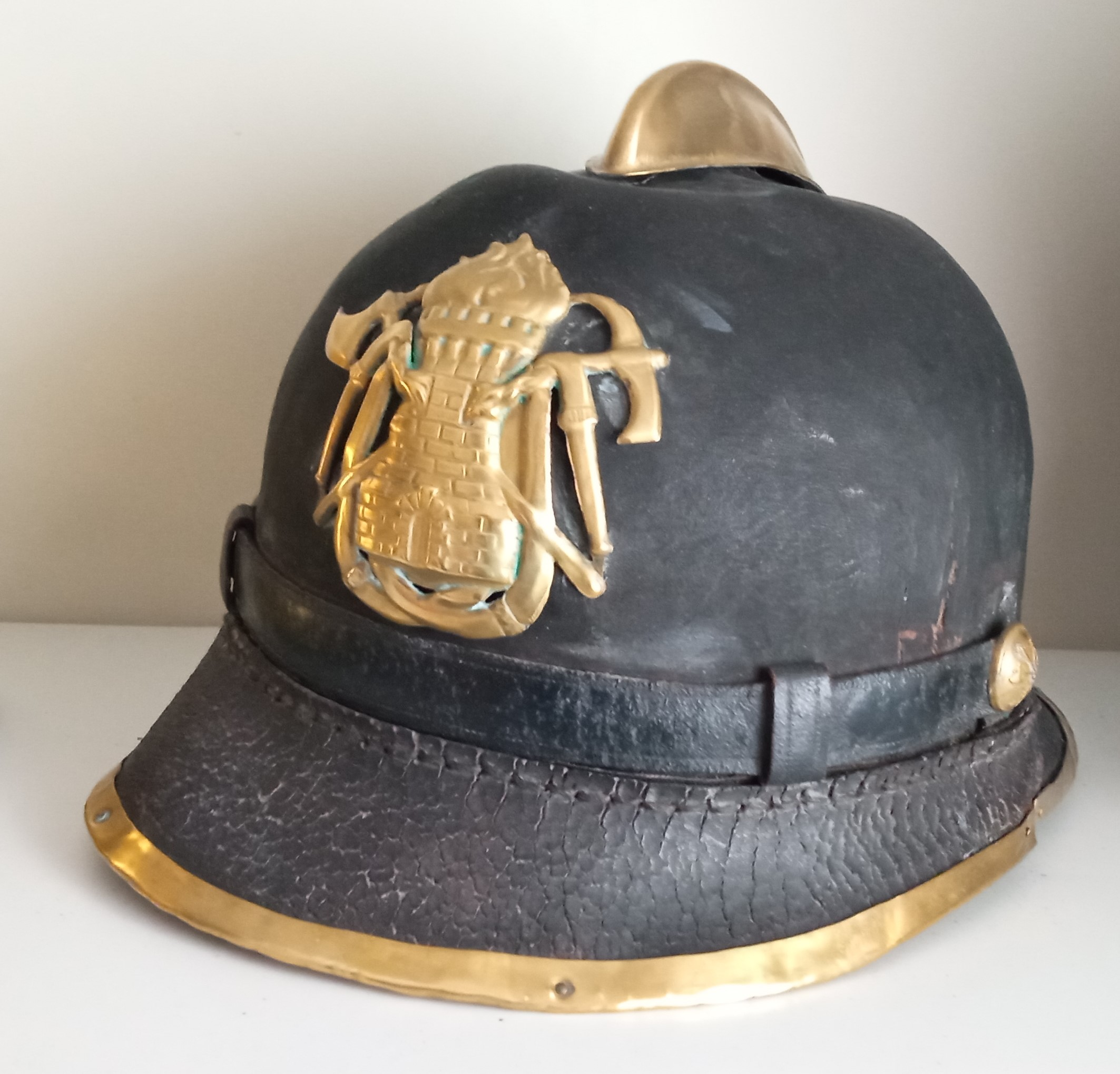
Casco de cuero España (años 20) Escudo genérico
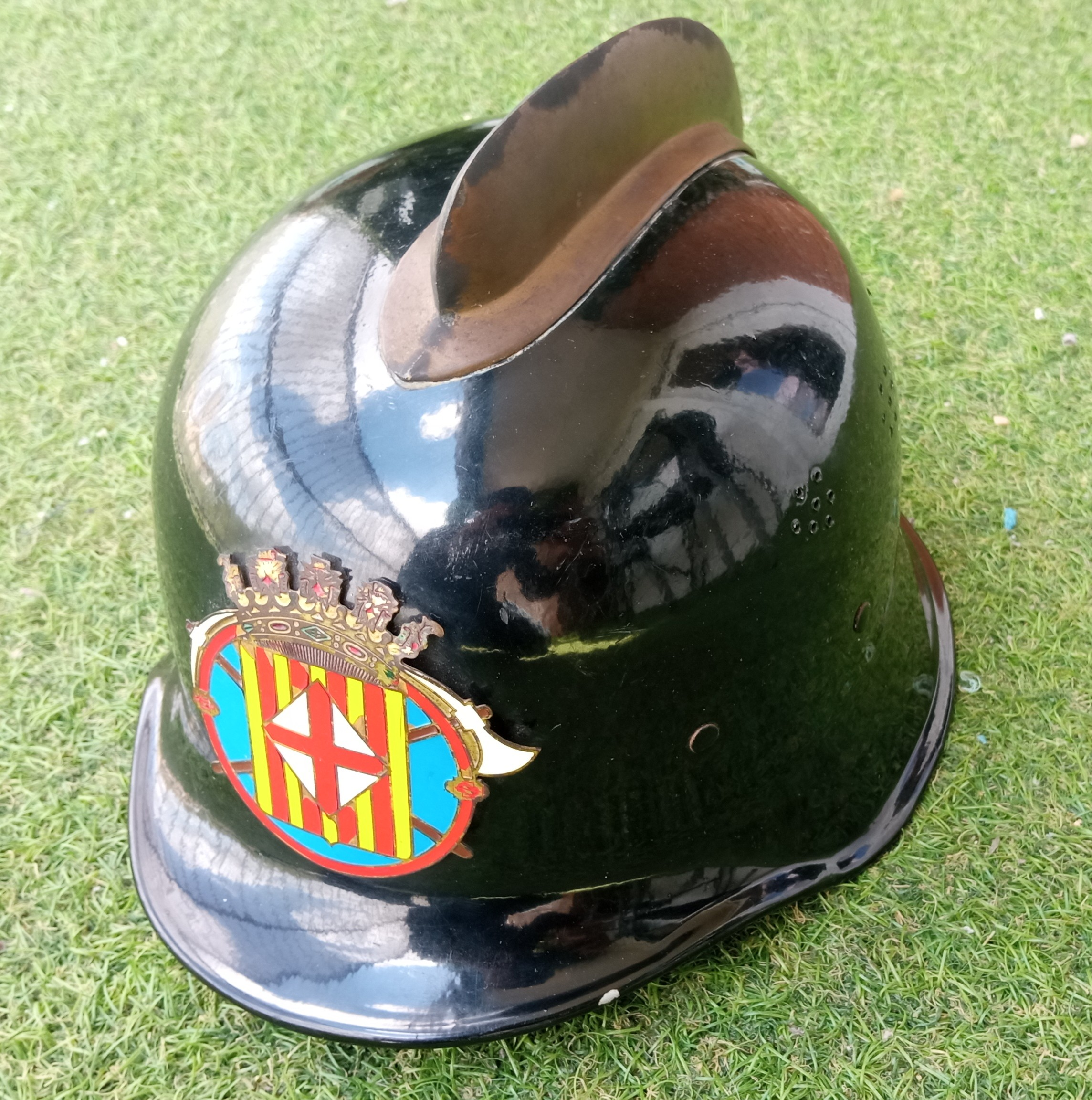
Casco de la Diputación de Barcelona (1965)
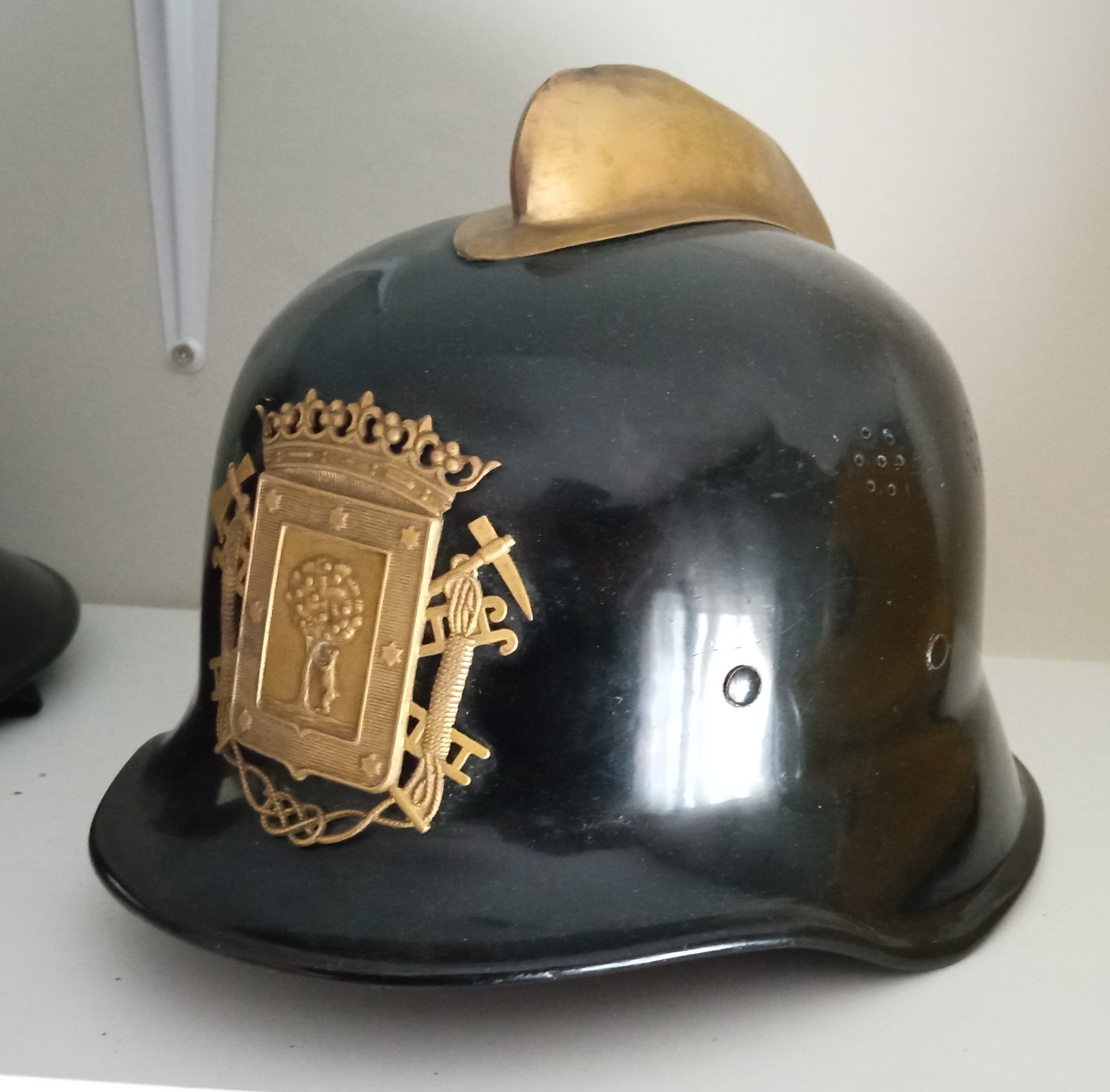
Ayuntamiento de Madrid (años 70)
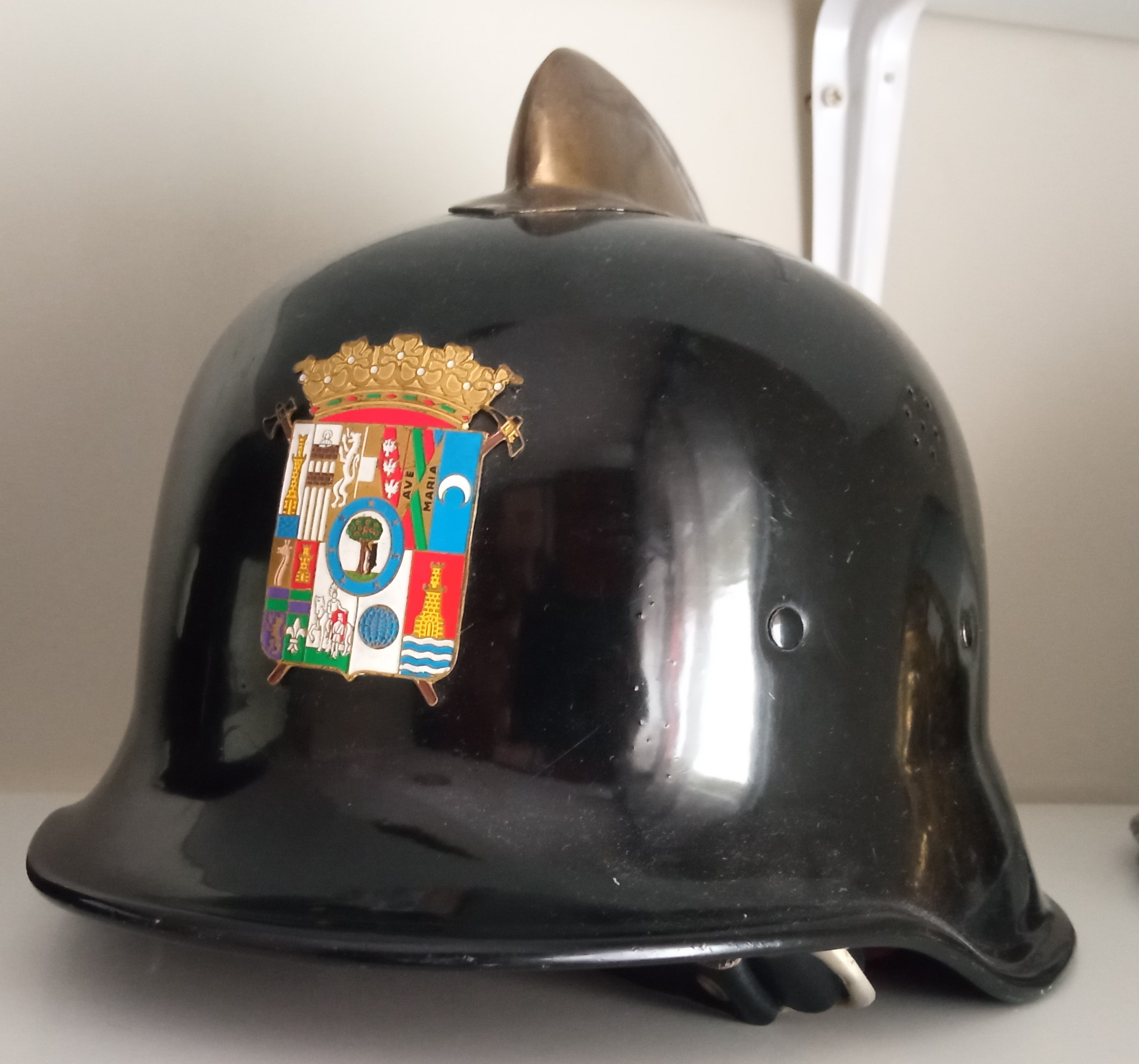
Casco Diputación de Madrid (1972)
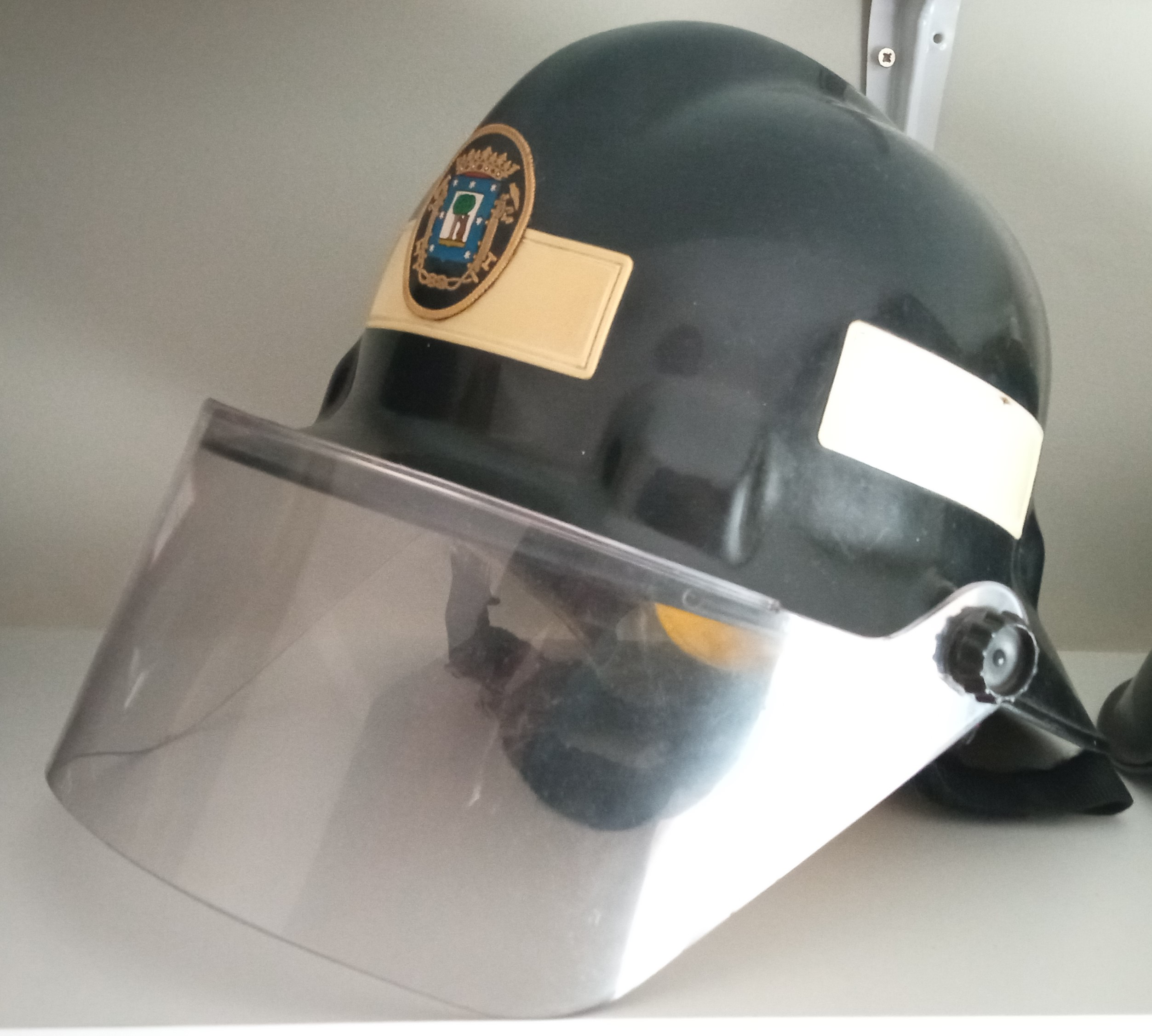
MSA Topgard Ayuntamiento de Madrid (años 80)
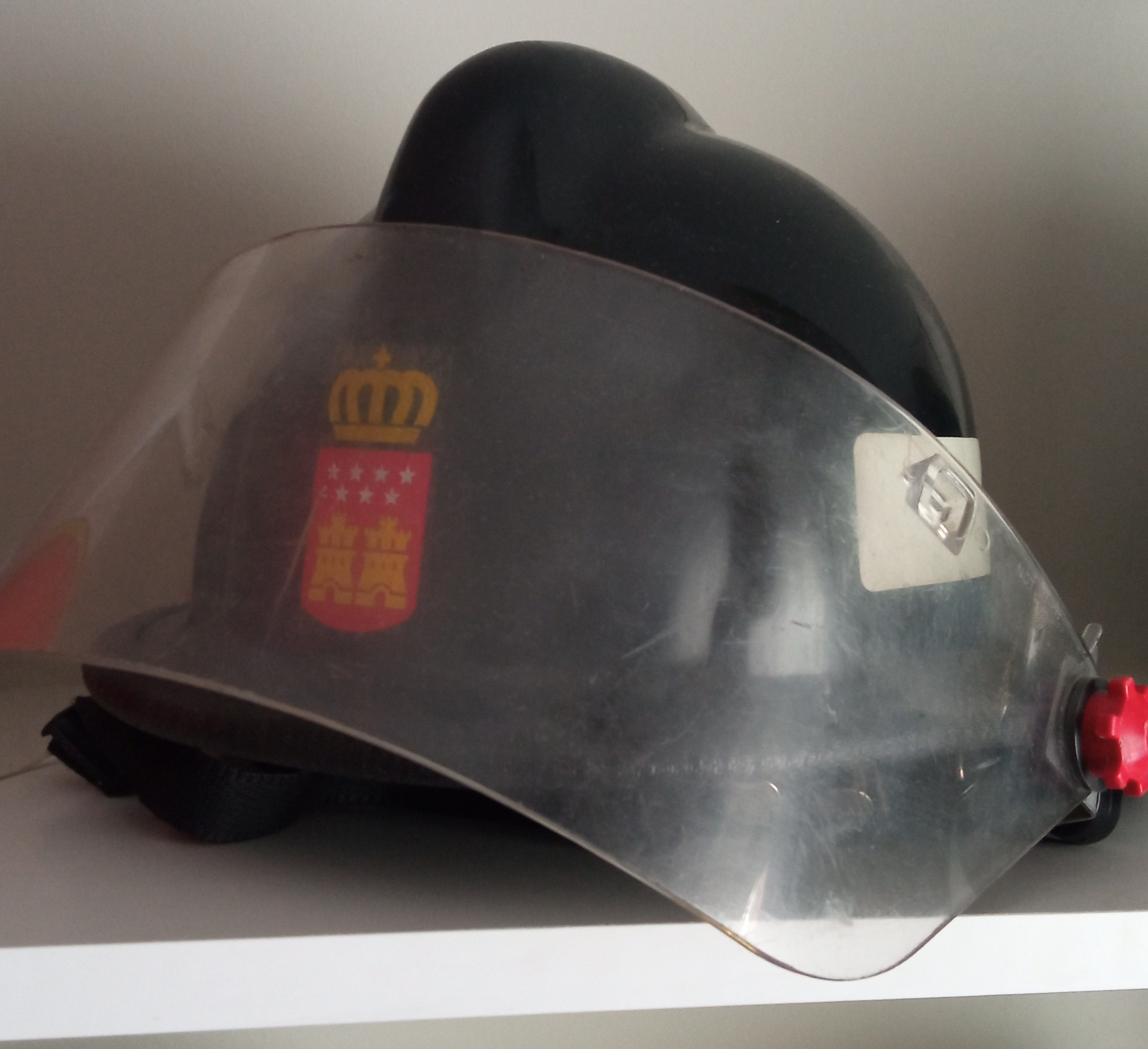
Casco MSA Comunidad de Madrid (1982)
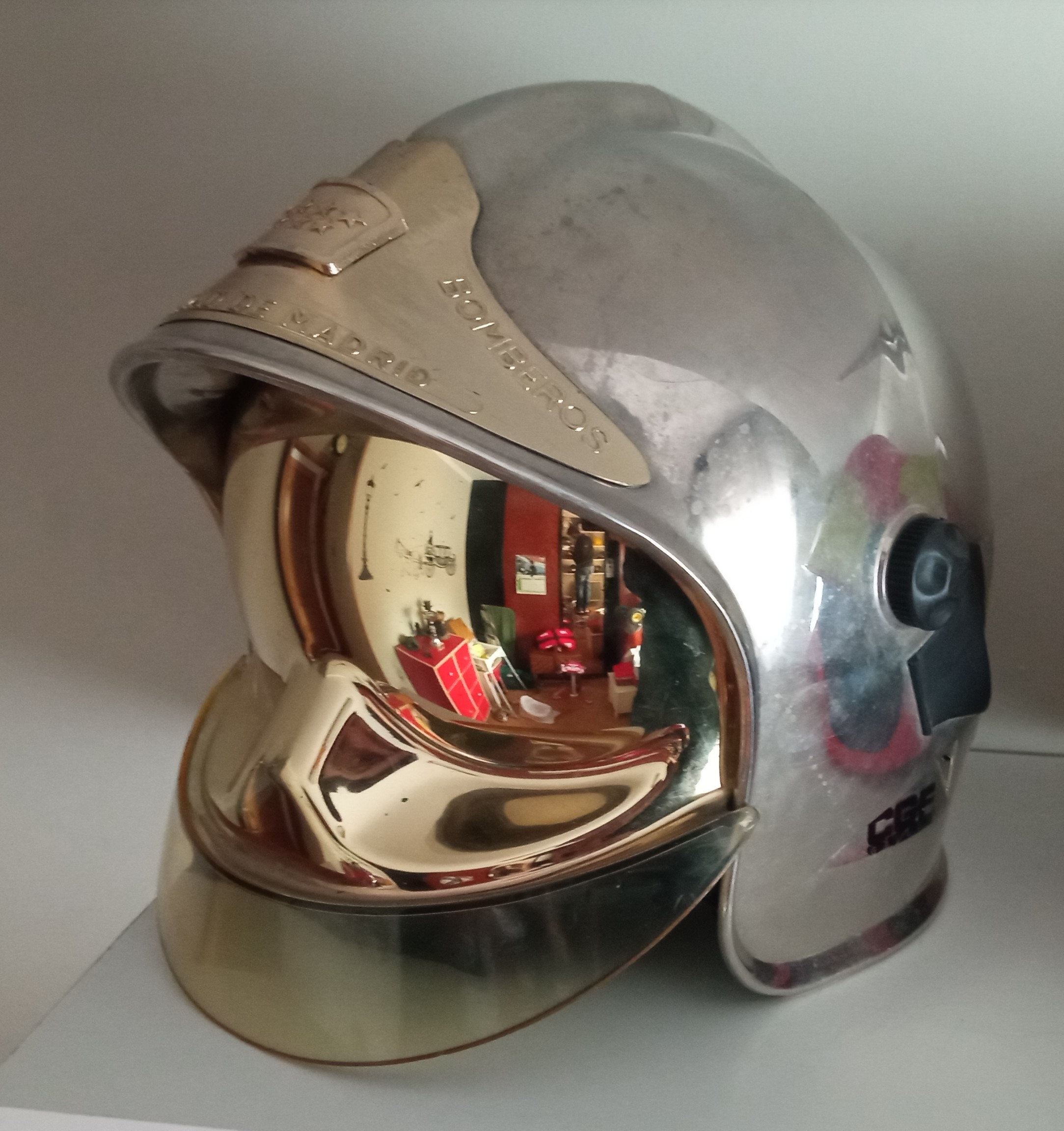
CGF Gallet F1 Comunidad de Madrid (1987)
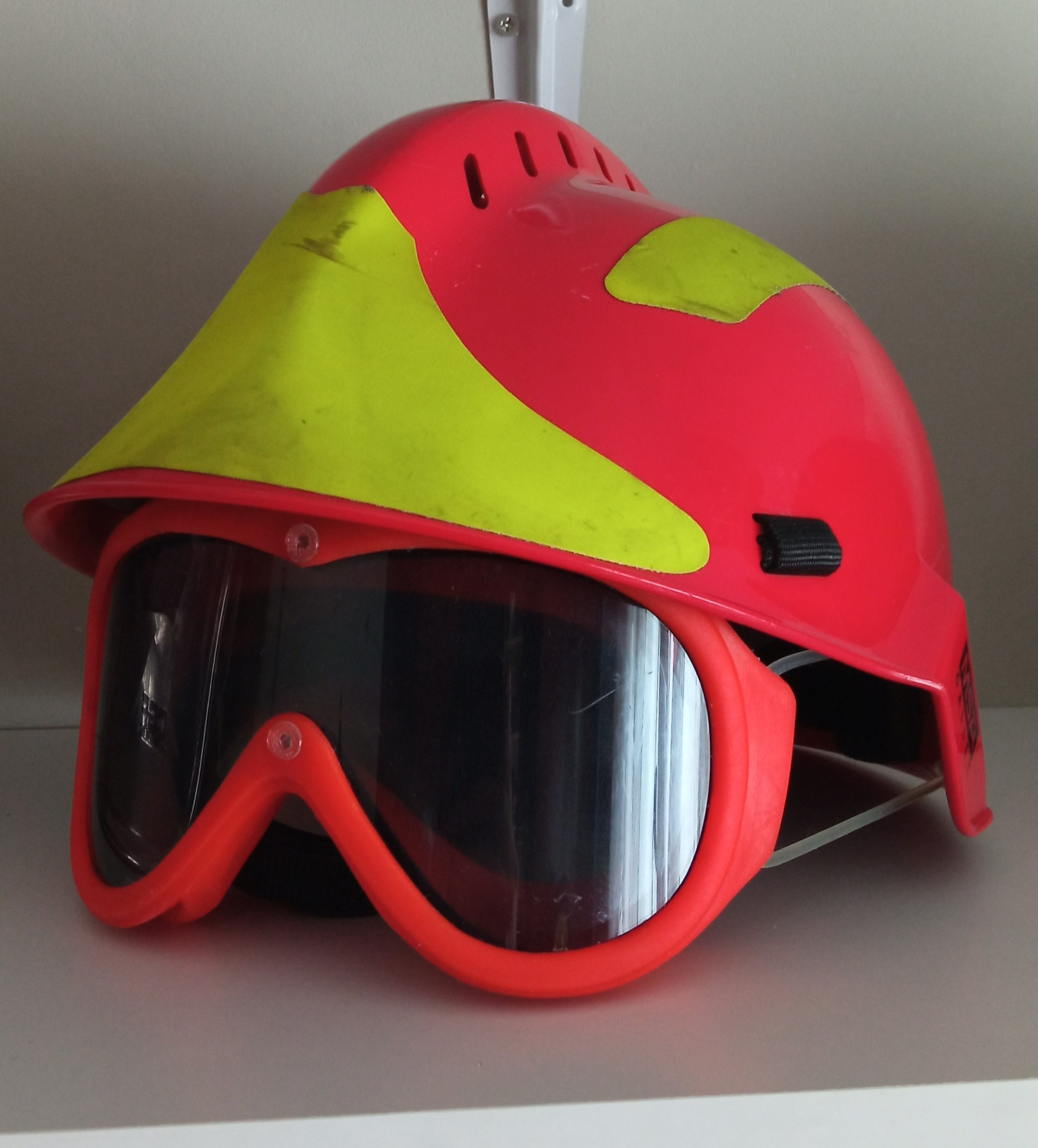
CGF Gallet F2 Comunidad de Madrid (2005)
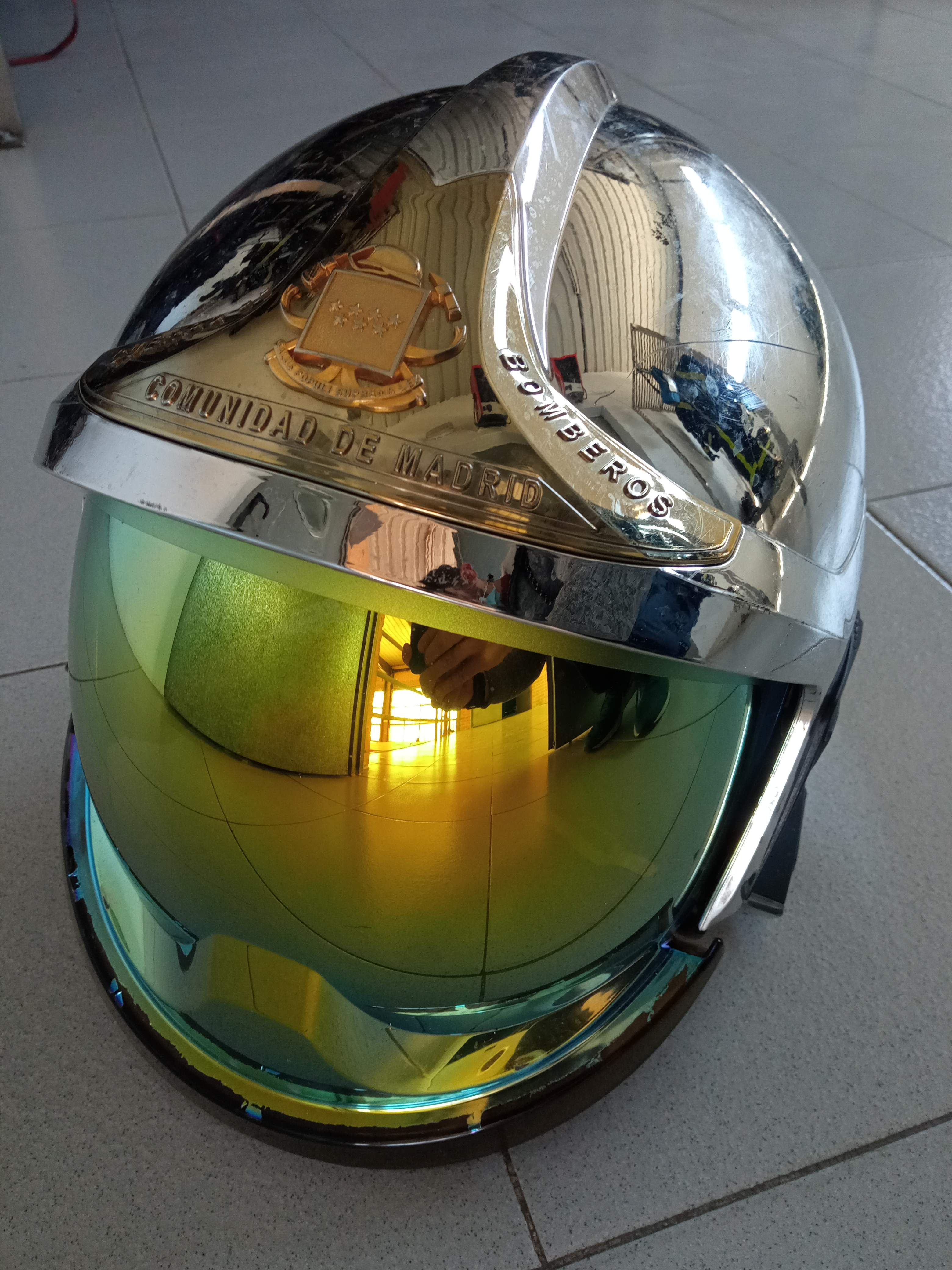
MSA Gallet F1 XF Comunidad de Madrid (2017)
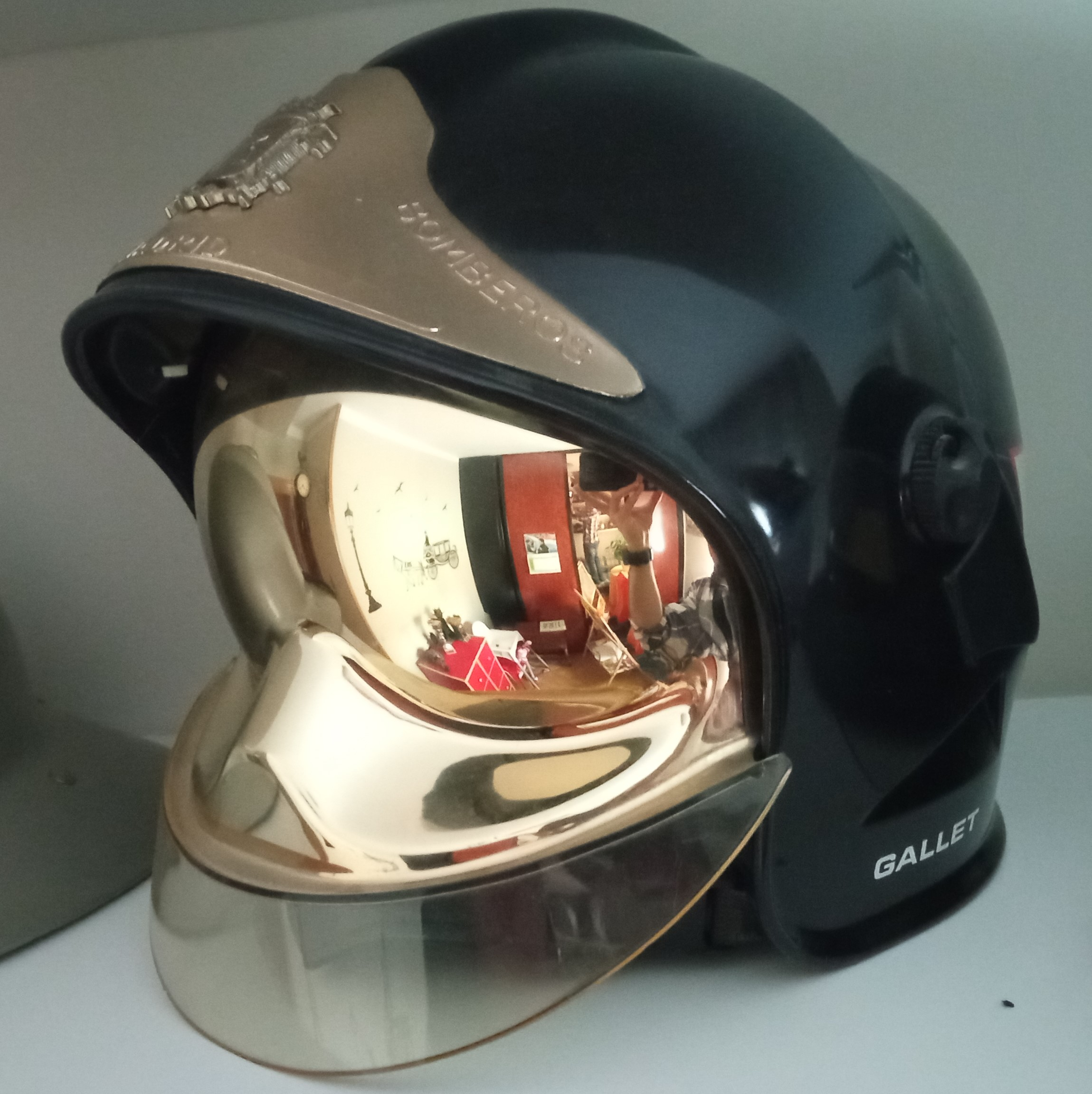
Casco CGF Gallet F1 Ayuntamiento de Madrid (años 90)
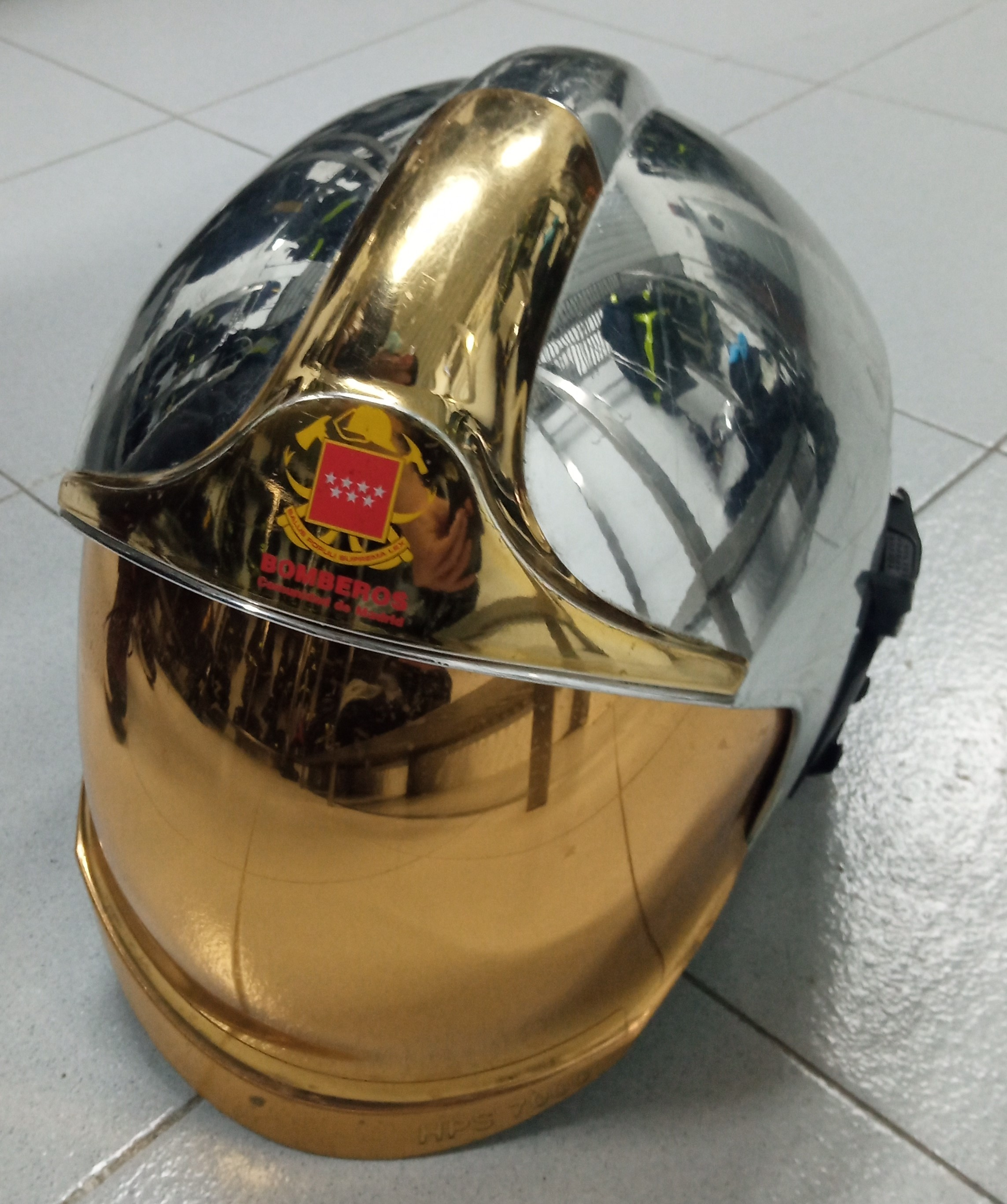
Casco Dragër HPS 7000 Comunidad de Madrid(año 2018)

### Italia

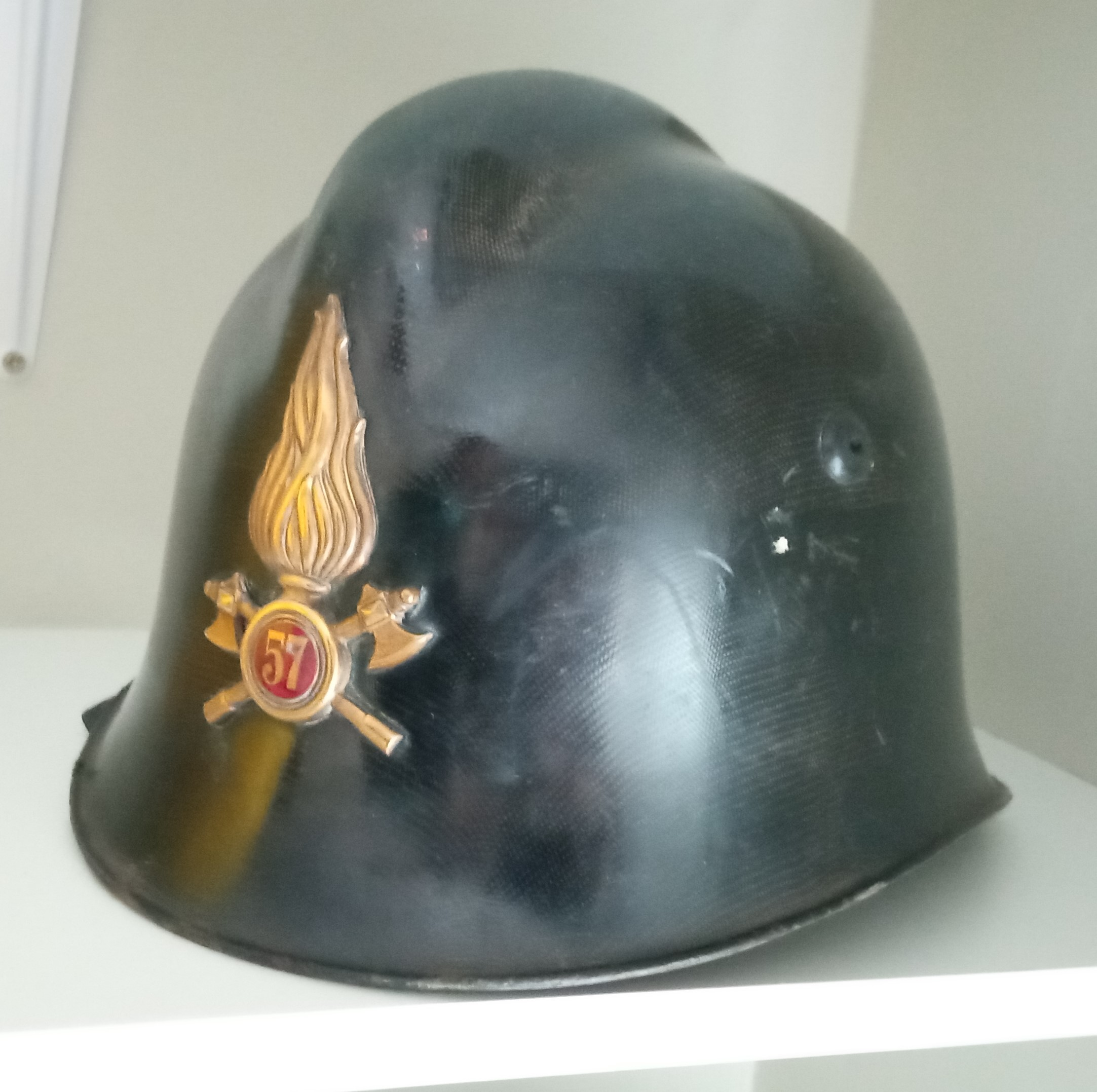
Casco Violini Milano (1972)

A principios de la década de 1900, la compañía Bergomi creó modelos de cuero hechos combinando varios cueros, cresta de latón y con un escudo también de latón. En 1938 la Compañía Bergomi creó un modelo diferente, capaz de convertirse en el casco Nacional (38 o Modelo Nacional) que estaba fabricado en cuero con un escudo de latón tanto en color latón o base negra. El casco tiene un interior de cuero pero el 38 también presentaba dos aireadores de baquelita. Sobre este modelo también aparecía el friso de latón con llama y dos hachas cruzadas más una vara sobre fondo rojo donde se ingresaba el número del comando, que también identificaba a la ciudad. Éste casco permaneció pintado negro hasta 1940, pero cuando el país entró en guerra, el Cuerpo Nacional de Bomberos tuvo que hacer que el casco se repintara en verde.
Si por algo es conocido los bomberos italianos es por su casco de intervención clásico. Su introducción tuvo lugar en 1950, en sustitución del ya anticuado modelo National 1938, por la empresa Violini de Milán que presenta este tipo de casco de color negro, fabricado en baquelita con dos aireadores metálicos y con el arnés interno de cuero.
Sus ventajas eran ligereza y resistencia renovada, dielectricidad y diseño moderno, que sustituyó a lo antiguos de cuero o metal. 

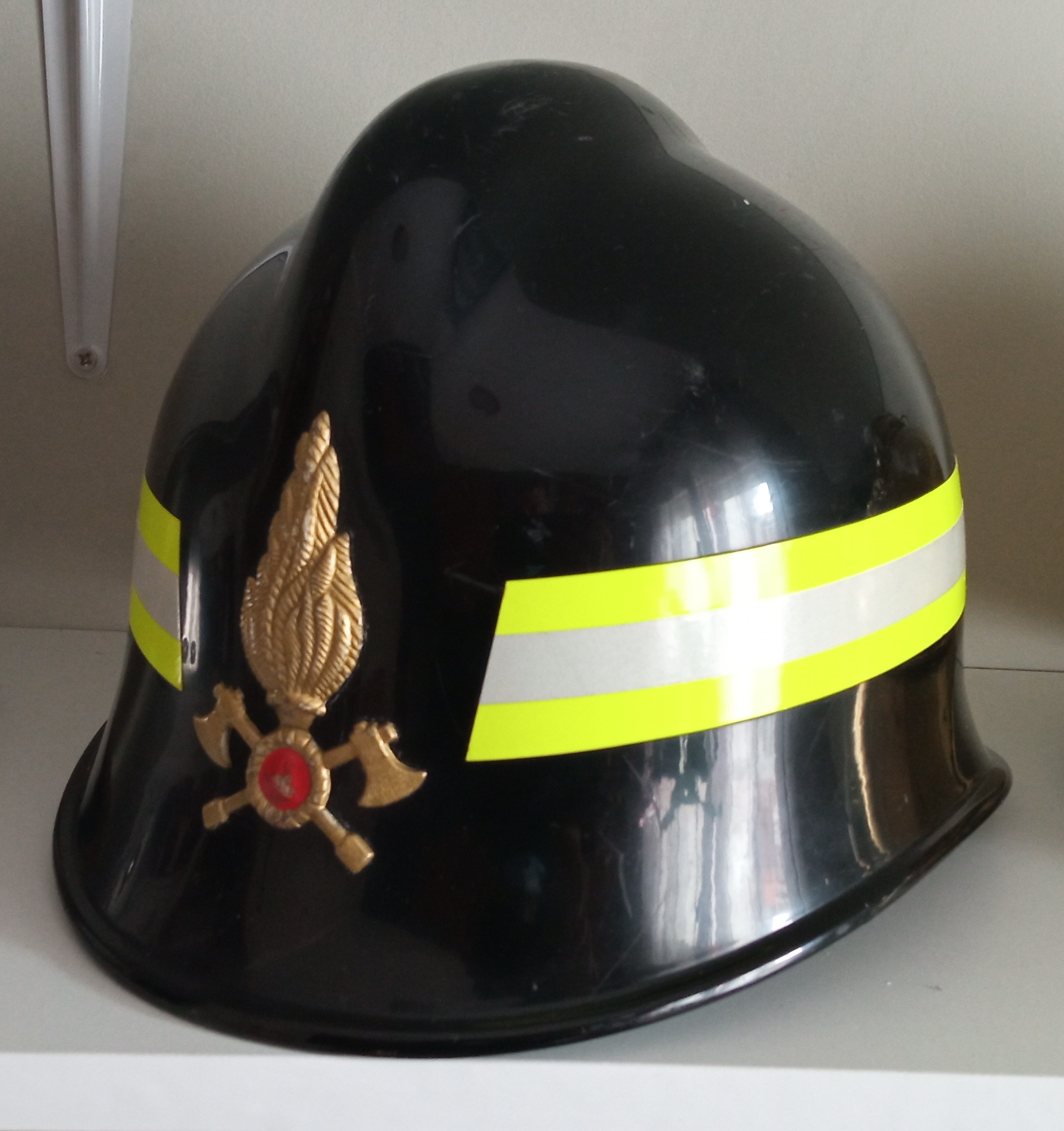
Casco Sureco (1986)

Inicialmente, el casco lleva la clásica llama de latón del Cuerpo Nacional en la parte delantera con el número del comando en el centro, este número, en los modelos posteriores construidos por Pirelli de Turín, será reemplazado por la cruz. Violini fabricó los Cascos hasta 1960, cuando detuvo el negocio para pasar el proyecto a Pirelli, que se hizo cargo del modelo en su totalidad, del que mantuvo el estilo. En el año 1980 el Pirelli pasó a manos de la Mispa de Turín que continuó la producción de estos cascos en toda Italia con su marca, pero siempre manteniendo la misma composición con su modelo VF1. Sin embargo, reemplaza el arnés de cuero interno por uno más moderno en plástico y similar al cuero y realiza el friso en material plástico. Hasta 2003, fecha de su jubilación, varias empresas se han sucedido en el tiempo para su construcción: además de los Violines, el Pirelli y el Mispa ya mencionados, seguirán el Mojaloni de Roma, el Sureco, Lombarda y, por último, Sicor.
En 1996, mientras todavía veíamos los modelos VF1 se introdujo el modelo Amber Sicor.
El casco permanece en servicio con el cuerpo permanente y voluntario hasta febrero de 2003, cuando es reemplazado por el Sicor VFR2000 ultramoderno y de ciencia ficción. Posteriormente aparecería el Sicor VFR2009 que convive con modelos de MSA Gallet F1 en algunos lugares como los Bomberos de Trentino.

### Austria
Un decreto del 30 de julio de 1771 asignó a los concejales del gobierno provincial de Baja Austria y al personal de la Oficina de la Cámara Baja puntadas de sombrero de diferentes colores para identificar su función.
En 1786, a los equipos de extinción de incendios del cuerpo de bomberos profesional de Viena se les permitió llevar un sombrero de copa negro alto con el escudo de armas de la ciudad sirvió como tocado. Para proteger mejor a los bomberos durante sus operaciones y hacerlos distinguibles de otras personas presentes en el lugar, el Ayuntamiento de Viena decidió el 21 de octubre de 1853 comprar un tocado más funcional que los sombreros de copa que se usaban anteriormente.
Los cascos más ostentosos para los oficiales eran de chapa de acero y hojalata pintada de negro. El costado del peine estaba adornado con una salamandra y hojas de laurel. 

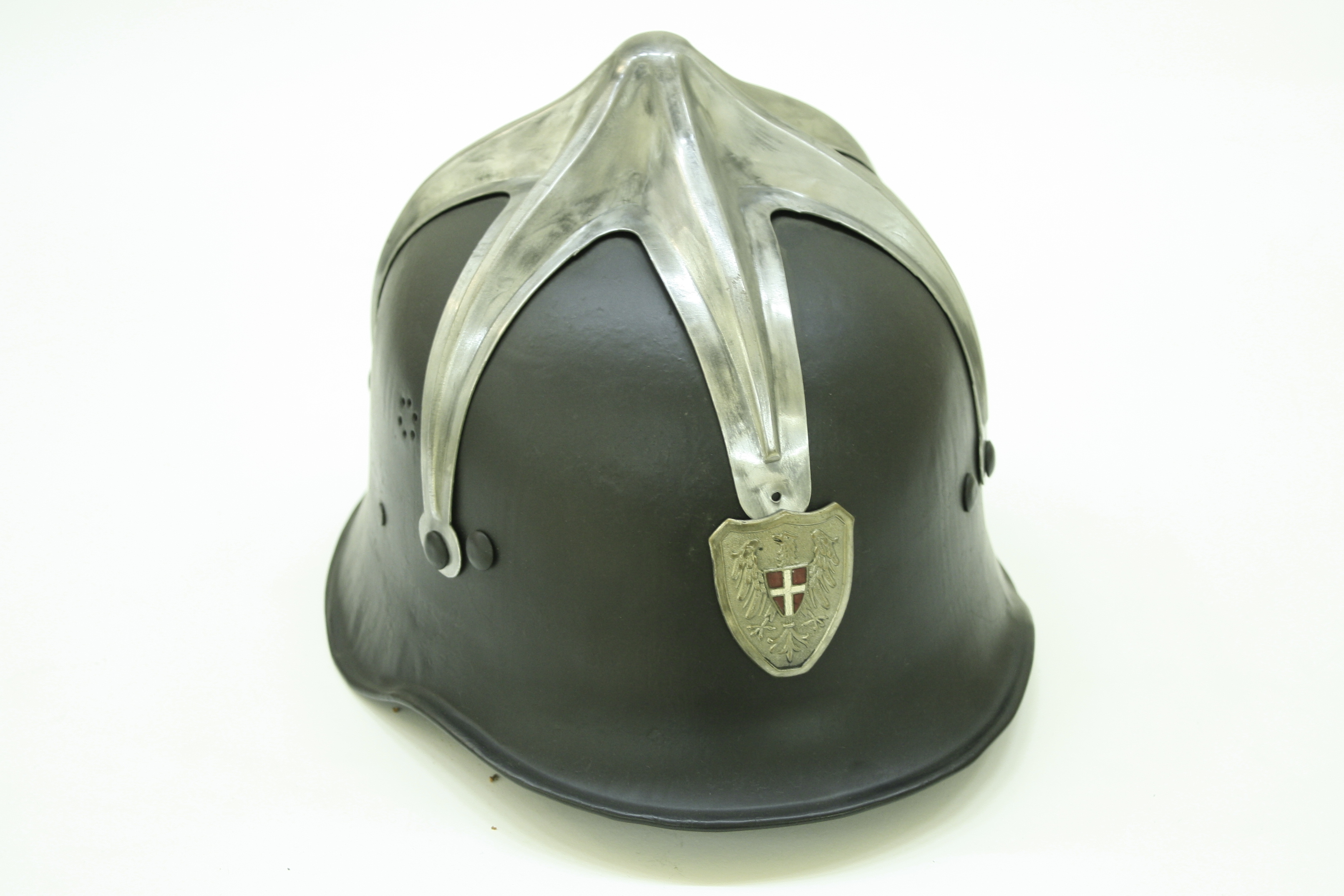
Casco tipo araña de Feuerpolizei de Viena (1939-1945)

Los bomberos recibieron cascos de chapa de acero de construcción más simple, mientras que los cocheros llevaban gorros de hule lacado en negro. No fue hasta 1886 que recibieron el llamado “casco de cochero” fabricado en cuero, que era similar a los cascos de chapa y también estaba pintado de negro.
Después de la anexión de Austria al Reich alemán, hubo que quitar los peines de los cascos. Especialmente con los cascos de cuero, esto significó una gran pérdida de estabilidad y por lo tanto de protección.
Con el fin de reemplazar los cascos utilizados por el cuerpo de bomberos profesional de Viena por un casco moderno desde 1853, se desarrolló un nuevo tipo de casco junto con la Universidad Tecnológica de Viena y la empresa Carl Weinberger. El casco “tipo araña” o "Weiner Form". En un principio constaba de chapa de acero prensada de 0,8 milímetros de espesor y estaba reforzada con seis nervios en forma de estrella. Una de estas costillas corría hacia la parte posterior de la cabeza, dos de cada una bajaban por el costado de la cabeza del usuario y una costilla llegaba a la frente. Esta nervadura se acortó para dejar espacio para el escudo de armas de la comunidad que se adjunta allí. En el interior, los cascos esmaltados en negro o grises (oficiales) con un peso de 0,8 kilogramos recibieron un inserto de fieltro.
Debido a la mejor radiación térmica y al menor peso, los cascos de acero a modo de prueba se retiraron nuevamente en 1935 y se reemplazaron por cascos de aluminio. Junto con la araña, que también está fabricada en aluminio y cónica en la parte superior, los cascos ofrecían una mejor protección a la vez que eran más ligeros.
Este tipo de casco, conocido como " casco de Viena " o " casco de araña ", permaneció en uso por los bomberos profesionales de Viena hasta la década de 1980-1990. Este tipo de casco presentaba desventajas, especialmente cuando se usaba el respirador, porque el casco quedaba torcido sobre la cabeza y ya no podía desarrollar su efecto protector completo. Cuando el cuerpo de bomberos profesional de Viena estaba buscando un casco de bomberos moderno para reemplazar el casco vienés, no encontraron lo que buscaban de los proveedores austriacos. Entonces aceptó la oferta de Dräger. Este casco CGF Gallet F1 fue desarrollado para el Cuerpo de Bomberos de París y vendido por Dräger hasta que el 2002 CGF se une al grupo MSA.

### Suiza

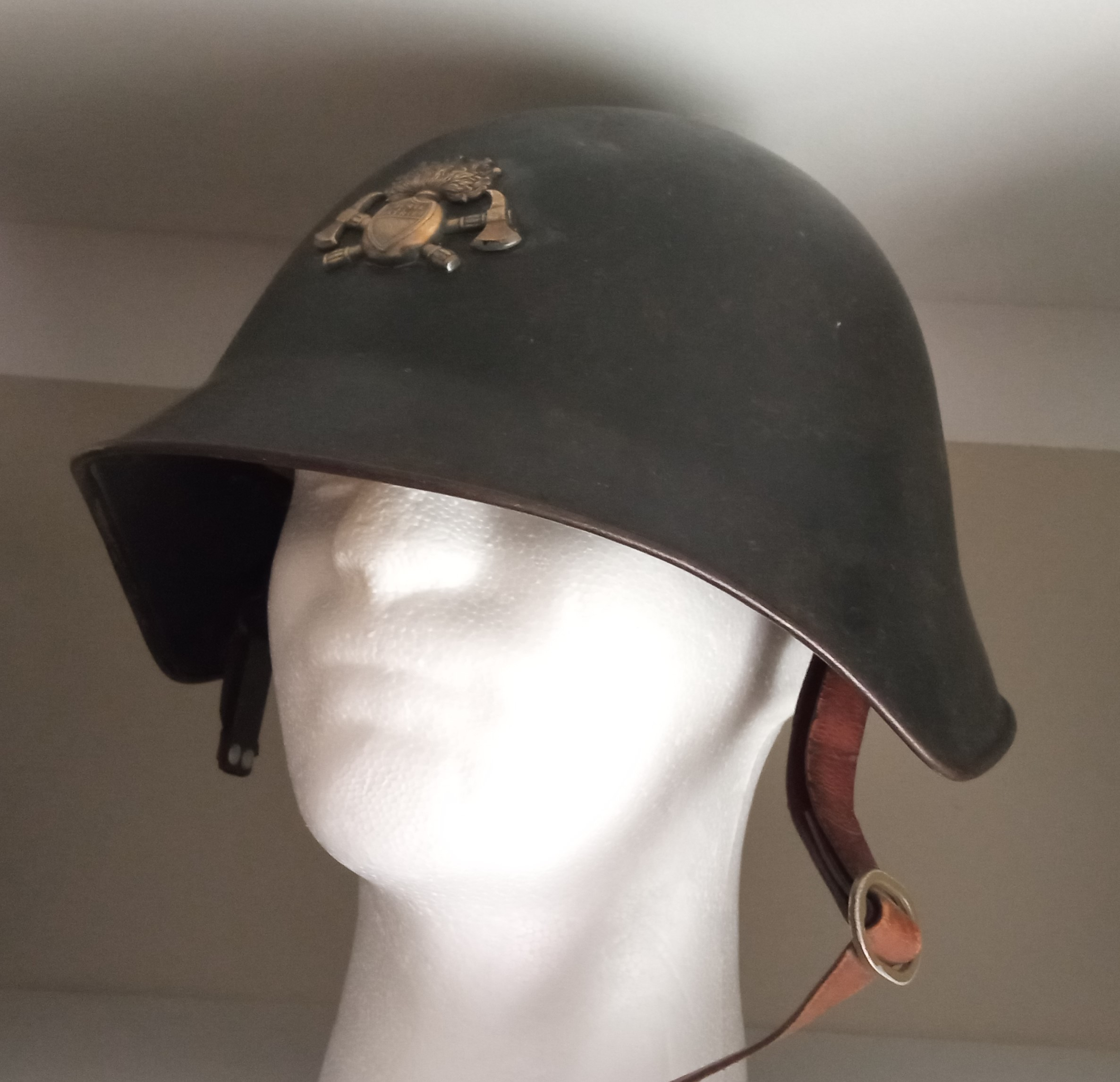
Casco suizo modelo 1918

En la historia de Suiza cabe destacar dos cascos:
Casco negro de cuero y posteriormente metálico pintado en negro que se usaron entre 1900 y 1920 aproximadamente. Tenía una gran cresta dorada de latón, una delgada franja roja y una cruz dorada en el frente con un interior de cuero sobre fondo verde.
Casco de bombero de color negro modelo mº 18 (1918) que se usó entre 1924-1970 y que sólo tenía el logotipo del cantón al que representaba. Estaba hecho en acero lo que implicaba un gran peso, y también fue utilizado por el ejército.

### Australia
Cuando se formó la Brigada Metropolitana de Bomberos en Sídney en 1884, se adoptó el uniforme de la Brigada de Bomberos de Londres, incluido el casco de bronce. Los cascos de los oficiales superiores estaban niquelados para darles un acabado plateado. Cuando MFB se expandió para convertirse en las Brigadas de Bomberos de NSW en 1910, la placa frontal se cambió de MFB a NSWFB.
Originalmente, los cascos fueron importados de Inglaterra. Tras el estallido de la Segunda Guerra Mundial y la formación de un nuevo sistema de Bomberos en el Reino Unido, Brass Helmets dejó de estar disponible. En 1940, los cuerpos de bomberos de Nueva Gales del Sur clasificaron las expresiones de interés de las empresas locales de Sídney para producir cascos de latón. Finalmente, se contrató a Ryder & Bell para producirlos. La producción comenzó en 1941 para NSWFB, algunos otros estados y brigadas de Australia hicieron pedidos progresivamente.
A partir de mayo de 1964, los cascos de latón en Nueva Gales del Sur fueron reemplazados por un diseño estadounidense hecho de policarbonato. En algunos otros estados, continuaron siendo de uso limitado hasta finales de la década de 1970.
En los años 60, la producción de Brass Helmets se detuvo en Rider & Bell. Siguiendo los enfoques persistentes de los recolectores, la producción limitada se reanudó algunos años más tarde. Si bien los nuevos modelos de producción se prensaron a partir de los moldes originales, existen diferencias significativas.
Los cascos de latón requerían una limpieza regular para mantener su apariencia brillante. Los botones de latón también formaban parte del uniforme de extinción de incendios, y estos también requerían atención regular. El pulido de todo este equipo, fue una vez una parte importante del ritual diario del bombero.
En las placas de bomberos de Australia venían diferentes inscripciones:
- MFB - Brigadas Metropolitanas de Bomberos en Sídney de 1884 a 1910, Brigadas metropolitanas de bomberos en Brisbane y Brigadas Metropolitanas de Bomberos en Melbourne.
- NSWFB - Brigadas de bomberos de Nueva Gales del Sur de 1910 a 1964.
- RFB - Cuerpo de bomberos de Rockhampton.
- TFB -
- FB - Cuerpo de bomberos.
- NTCFB - Cuerpo de bomberos de Canberra.

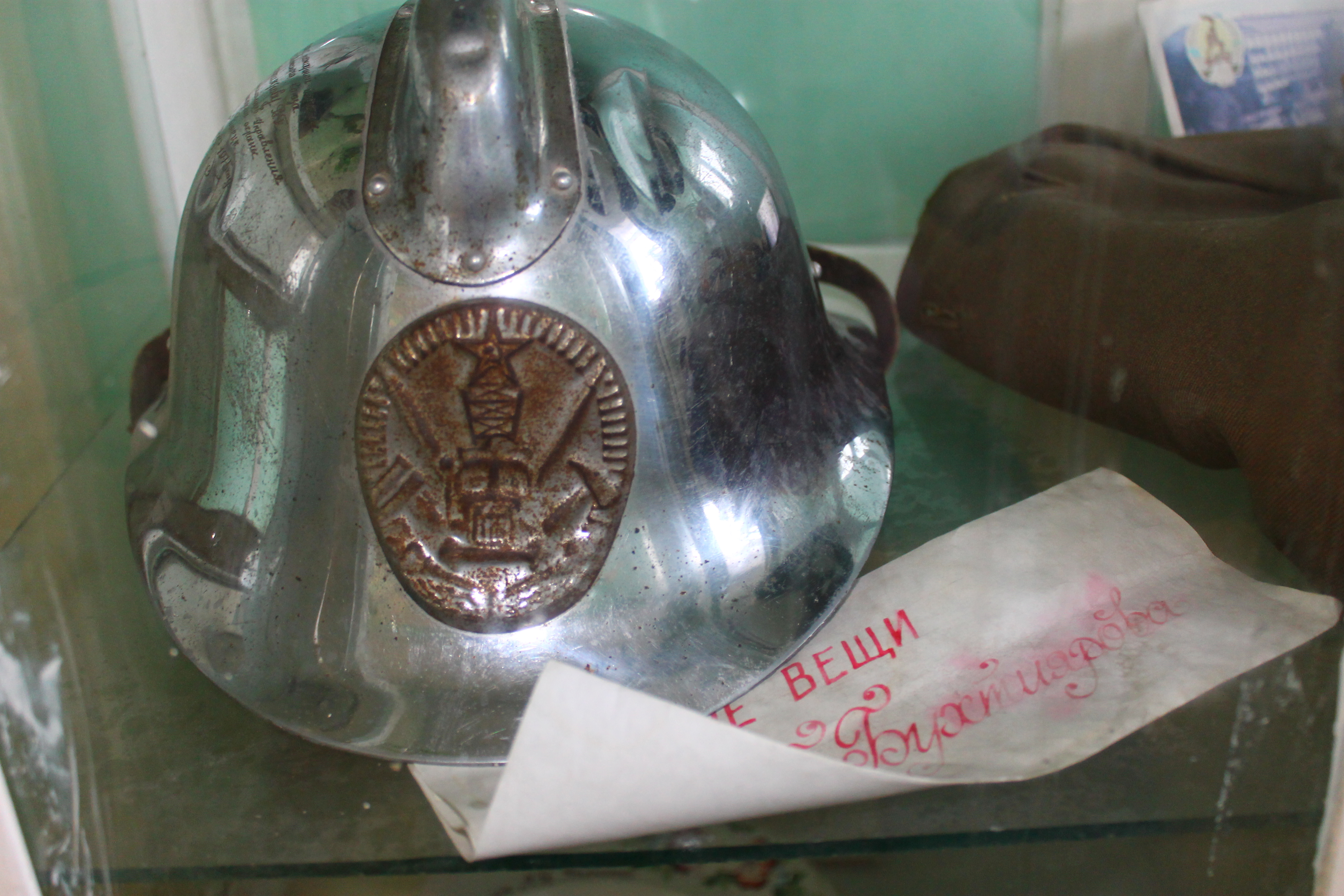
Casco perteneciente a Vasily Prokhorovich Bukhtiyarov años 60-70

### Unión Soviética

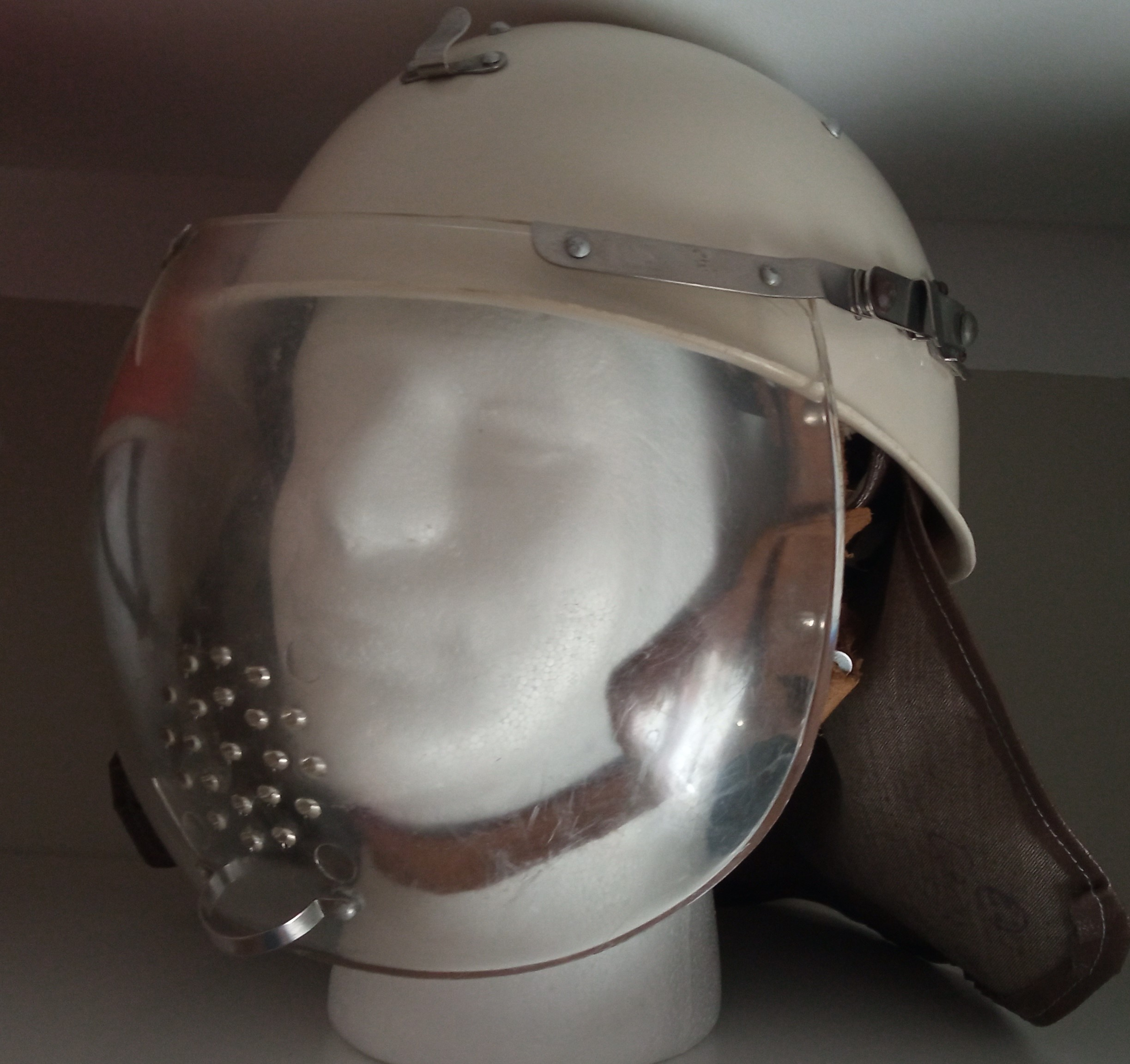
Casco soviético KP-80 de los años 80

La era soviética duró desde el 1922 y el año 1991. En la zona de Bulgaria cabe destacar un casco de aluminio niquelado sin más ornamento que una cresta y un símbolo de una estrella con un hacha y una boquilla cruzados. Se usaron antes de la WWII, y posteriormente se siguieron usando pero le cambiaron los distintivos del frente. fue sustituido por un casco sintético en torno a 1990.
Fue muy conocido en la Unión Soviética en torno a las décadas de 1950-1960-1970, un casco metálico verde oscuro e interior de cuero, tipo M-103-61, que tenía en el frente el símbolo de un camión de bomberos con escalera diseñado por el Instituto Central de Investigación Científica para la protección contra incendios por orden del Jefe del Departamento de Bomberos de la URSS. E diseño se introdujo en 1955 y comenzaron a producirse en masa en la colonia de trabajo de Mozhaisk en la región de Moscú en 1961.
En la década de 1970 y 1980 se usó un casco realizado en un polímero resistente con una gran pantalla de policarbonato ovalada denominado KP-80, que se hizo conocido porque es el casco que usaron los liquidadores en el desastre de Chernóbil (1986).

### Otros países

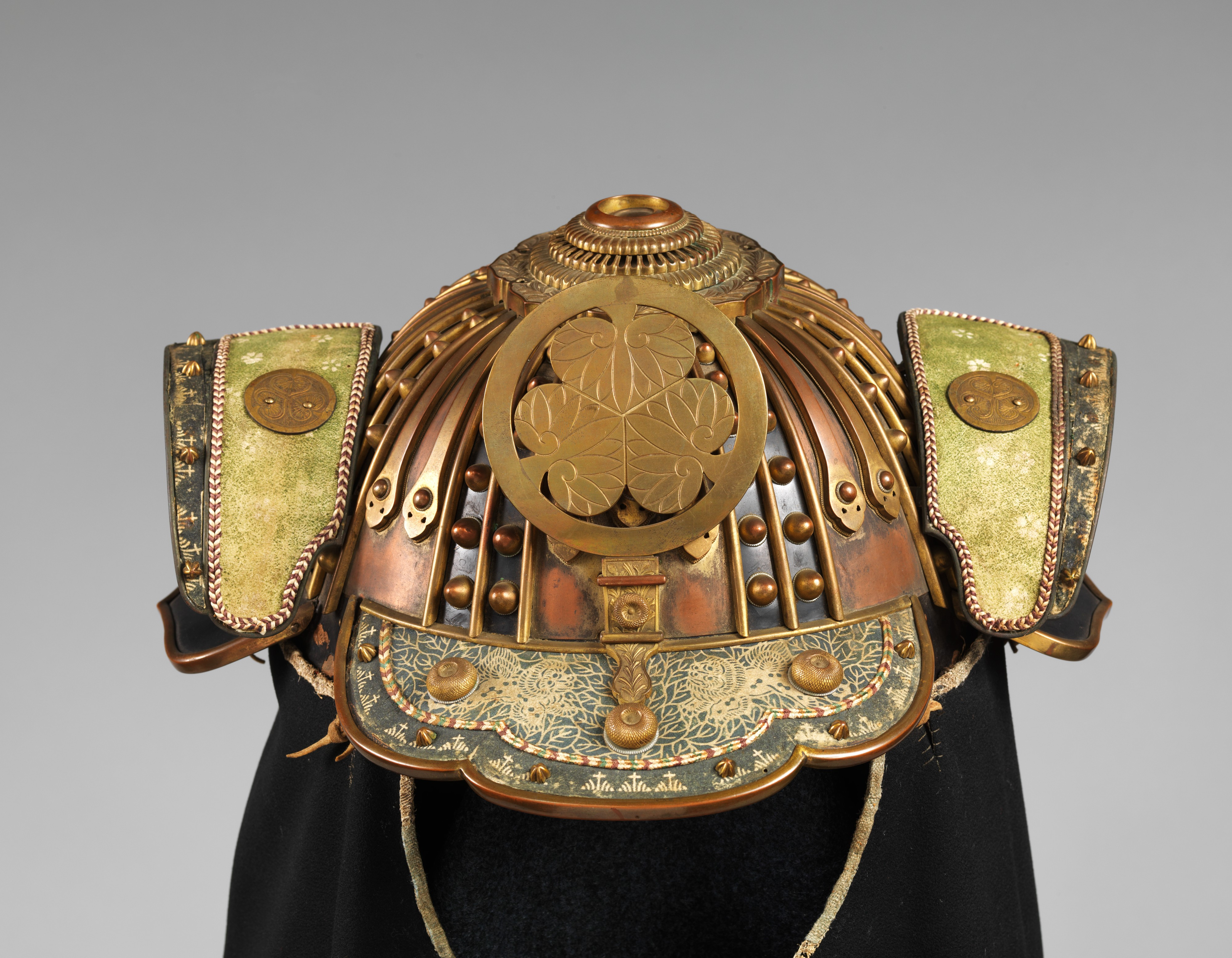
Casco de bombero para un Daimyo
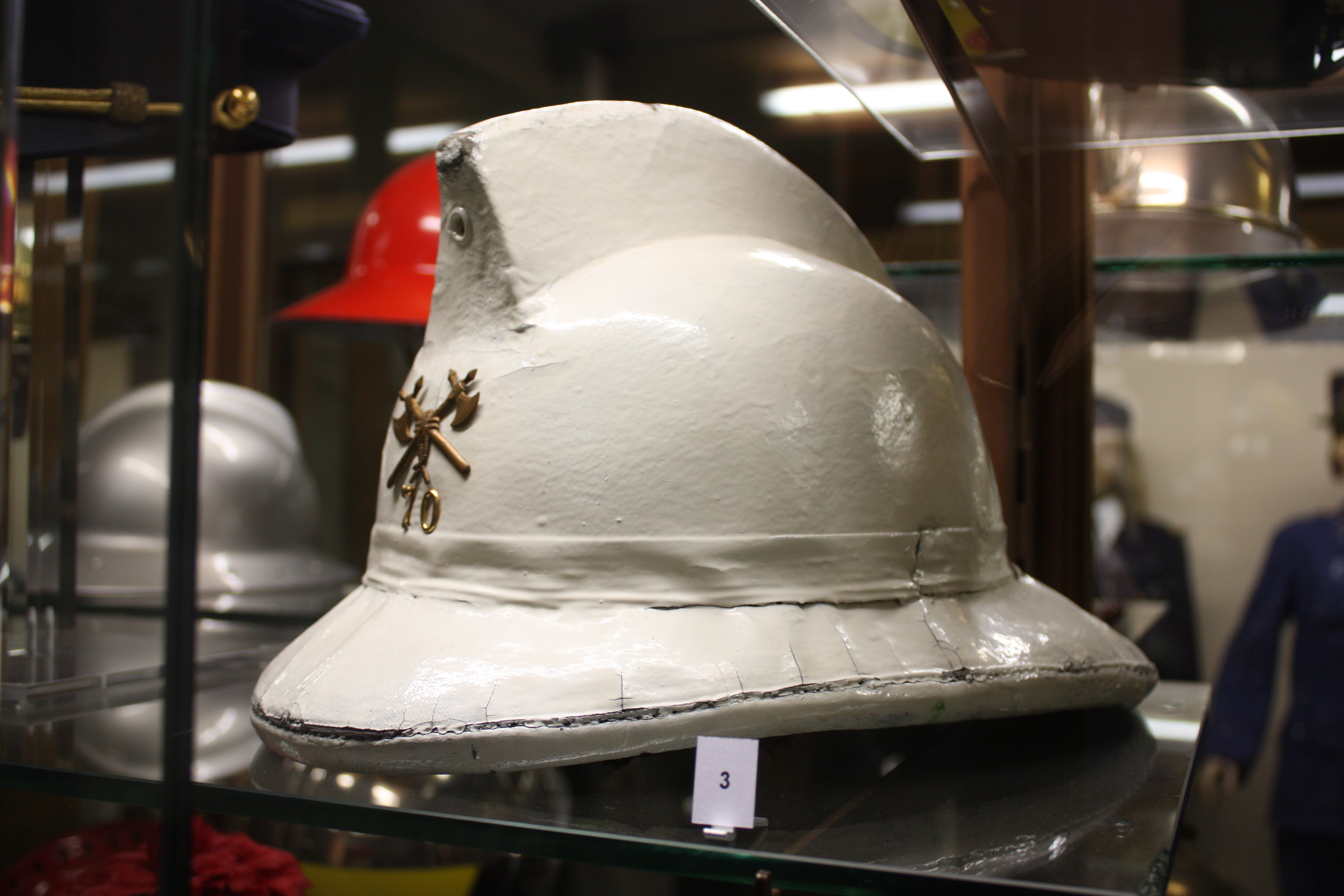
Casco de Bélgica de 1952
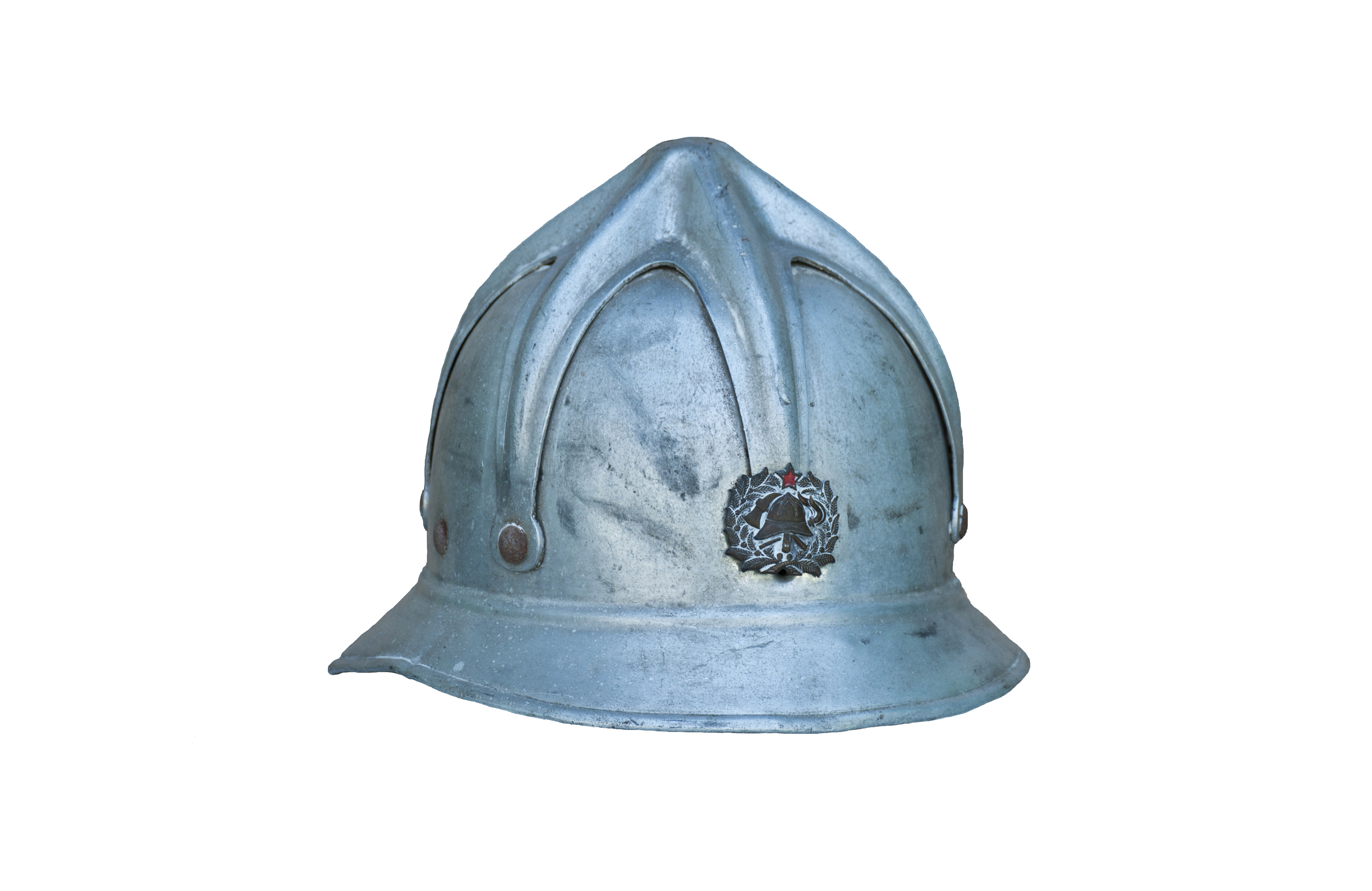
Casco tipo araña de Yugoslavia
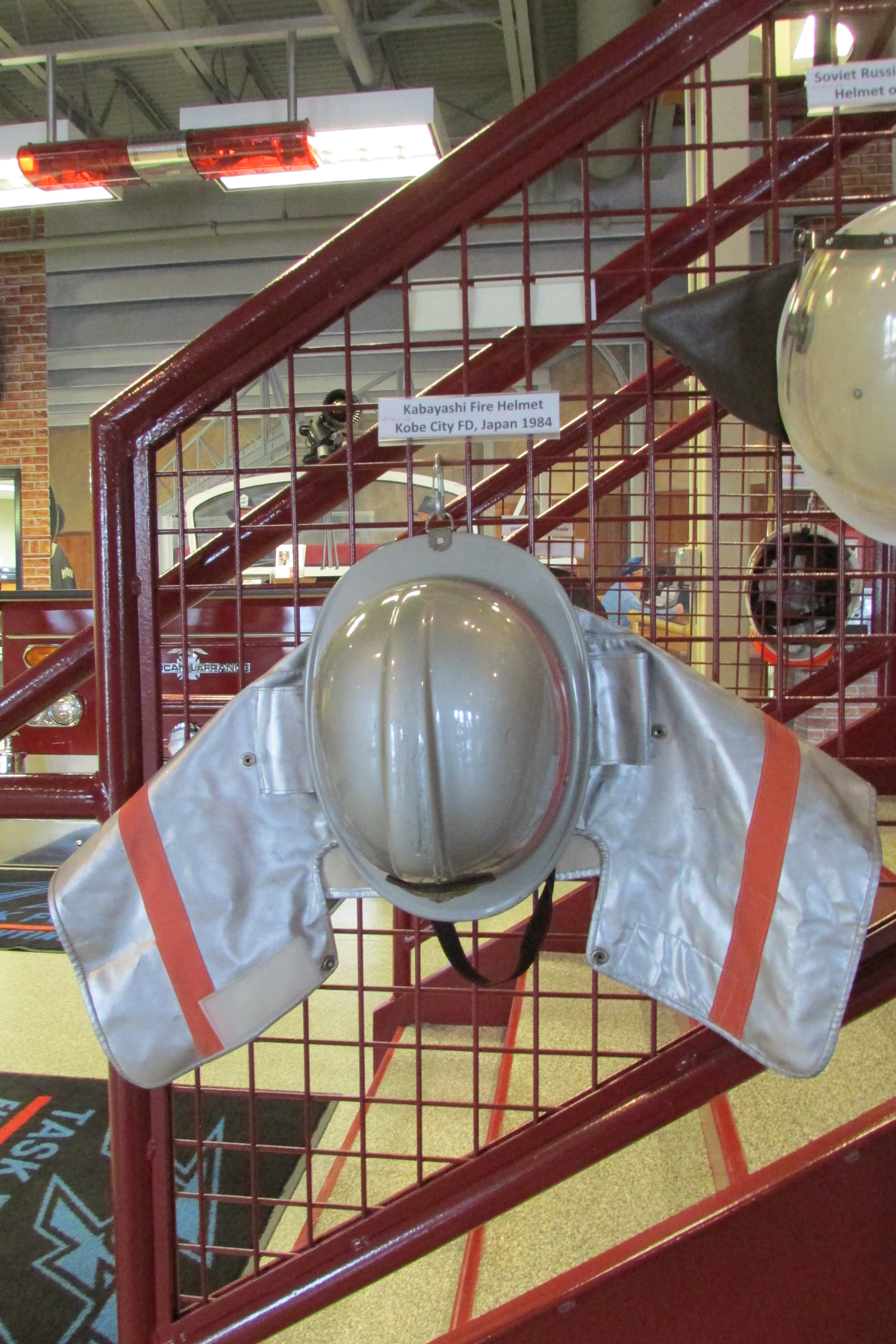
Casco de bomberos japoneses (Task Force Tips Museum en Valparaíso, Indiana)